# Art antic

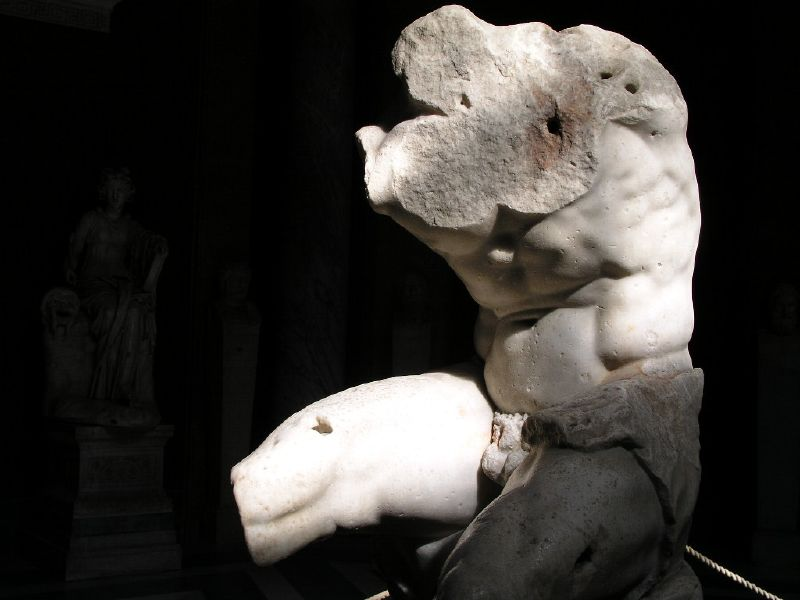
Tors del Belvedere, obra d'Apol·loni d'Atenes del. Miquel Àngel l'admirava extraordinàriament: «aquesta és l'obra d'algú que ha sabut més que la natura», malgrat el seu aspecte semidestruït, que produeix una fascinació comuna a tot l'art antic que es mitifica. És famosa la seva definició d'una bona escultura: «la que romania bella després d'haver rodolat per una baixada»

L'art antic o art de l'antiguitat és l'art que es va produir en l'edat antiga. La història de l'art antic és la divisió de la història de l'art que se centra en el seu estudi i interpretació formal, tècnica, estructural, i ideològica (iconogràfica, iconològica) i a la seva explicació històrica; encara que l'arqueologia és la ciència històrica que estudia la cultura material de la qual les obres d'art són la manifestació més valuosa, i és l'encarregada del seu descobriment i anàlisi contextual.
La seva delimitació cronològica va des del començament de la història (aproximadament el mil·lenni IV aC al Pròxim Orient i Egipte) fins a la caiguda de l'Imperi Romà (segle v). L'extensió geogràfica del desenvolupament de les primeres civilitzacions (definides per l'aparició de l'escriptura i el poder polític i religiós) imposa on poden situar-se (civilitzacions mediterrànies, de l'Índia, de l'Extrem Orient, de l'Amèrica precolombina i de la resta d'Europa i de l'Àfrica) i quan pot parlar-se en cadascuna d'aquestes, d'un període històric o d'un període prehistòric, que determinaria que la seva producció artística fos objecte de la història de l'art prehistòric; encara que realment la metodologia per al seu estudi és en gran part comuna, hi ha una diferència fonamental, i és la possibilitat d'utilitzar les fonts escrites per als períodes històrics. Aquest recurs és insubstituïble, ja que no sols permet la identificació en el seu cas dels autors o patrocinadors de l'obra artística i reconstruir el context on es va produir, sinó que possibilita la interpretació de l'art en la seva relació amb la producció intel·lectual en altres àmbits del pensament, sobretot la religió i la filosofia. Així es pot efectuar una lectura de l'art que l'entengui mitjançant la visió del món (Weltanschauung) o la ideologia dominant en èpoques i llocs tan llunyans als presents com eren les civilitzacions de l'edat antiga, i del fet que l'art n'és la plasmació material i visual.
Al contrari que la civilització occidental, les civilitzacions africanes, extremoorientals i americanes no van experimentar la marcada discontinuïtat que l'art occidental presenta entre l'art antic i l'art medieval; de manera que aquest últim concepte no acostuma a aplicar-se a aquestes civilitzacions.
També existeix un concepte comercial i col·leccionista de l'art antic, entès com a antiguitats; és a dir, una accepció del terme utilitzada per a englobar tot tipus d'objectes artístics que no es consideren art modern, pertanyin a l'edat antiga o a períodes posteriors (art medieval, art de l'edat moderna i fins i tot bona part de l'art contemporani si aquest no s'entén només com el més actual sinó com tot l'art de l'edat contemporània -des de mitjan segle xviii).

## Consideració social de l'art en l'antiguitat

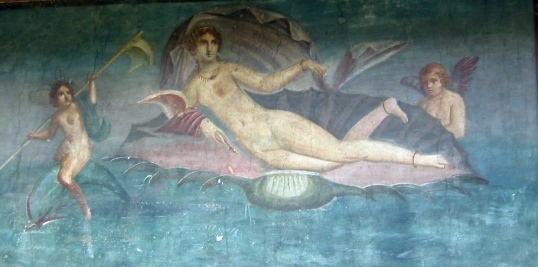
Venus Anadiòmena (el seu naixement sortint del mar, cosa que n'exigeix la nuesa), fresc pompeià que reprodueix la composició atribuïda a Apel·les de Colofó (finals del), molt valorada en l'antiguitat (August va pagar l'extraordinària quantitat de cent talents a la ciutat de Cos per endur-se-la a Roma) i que continuarà imitant-se amb diferents versions i contexts en el Renaixement (Naixement de Venus de Botticelli, distintes Venus de Tiziano), en el Barroc, Velázquez i posteriorment

El concepte d'art en l'antiguitat no havia assolit en cap civilització la consideració social de belles arts que va aconseguir en la cultura occidental des del Renaixement. Pintura, escultura i arquitectura (les arts visuals) eren equivalents a les diferents artesanies, habilitats o tècniques manuals (ars en llatí, techné en grec) que no gaudien de prestigi social en cap de les diferents formacions econòmiques i socials de les primeres civilitzacions (mode de producció primitiu, mode de producció asiàtic o despotisme hidràulic, i mode de producció esclavista). Durant el període clàssic de Grècia, sí que va haver-hi artistes destacats que es van relacionar amb polítics i intel·lectuals, o que ho eren ells mateixos (com Fídies); però tal cosa era més una excepció que una regla, i també va actuar més com a mitificació que com una valoració de l'artista concret (el cas d'Apel·les de Colofó).

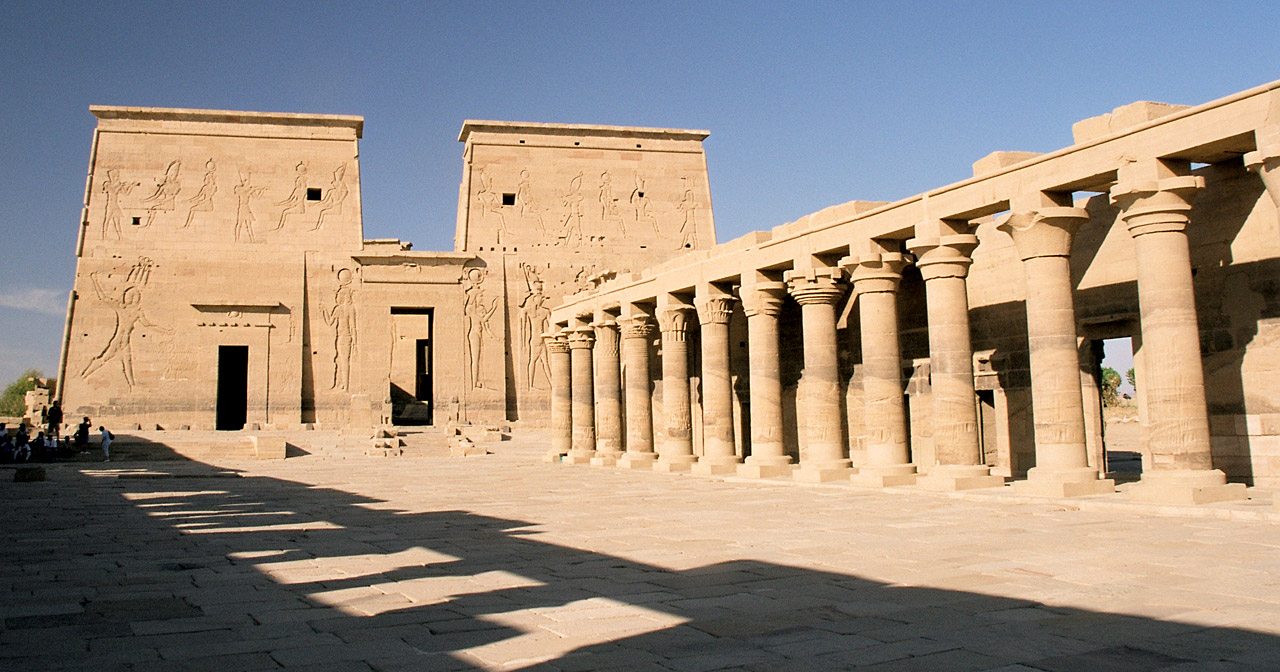
Temple egipci de Files
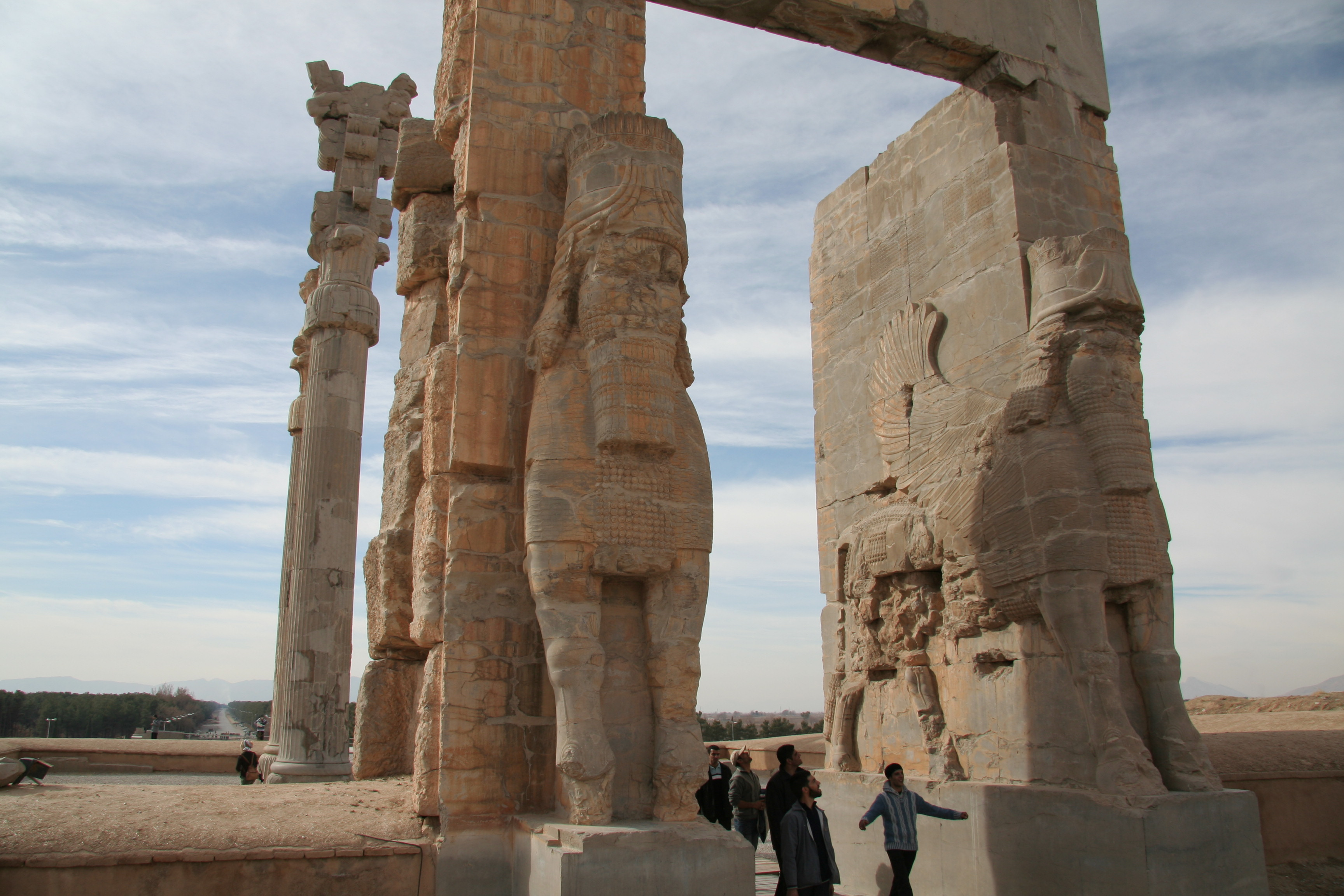
Columnes i porta flanquejada per guardians alats al palau de Persèpolis
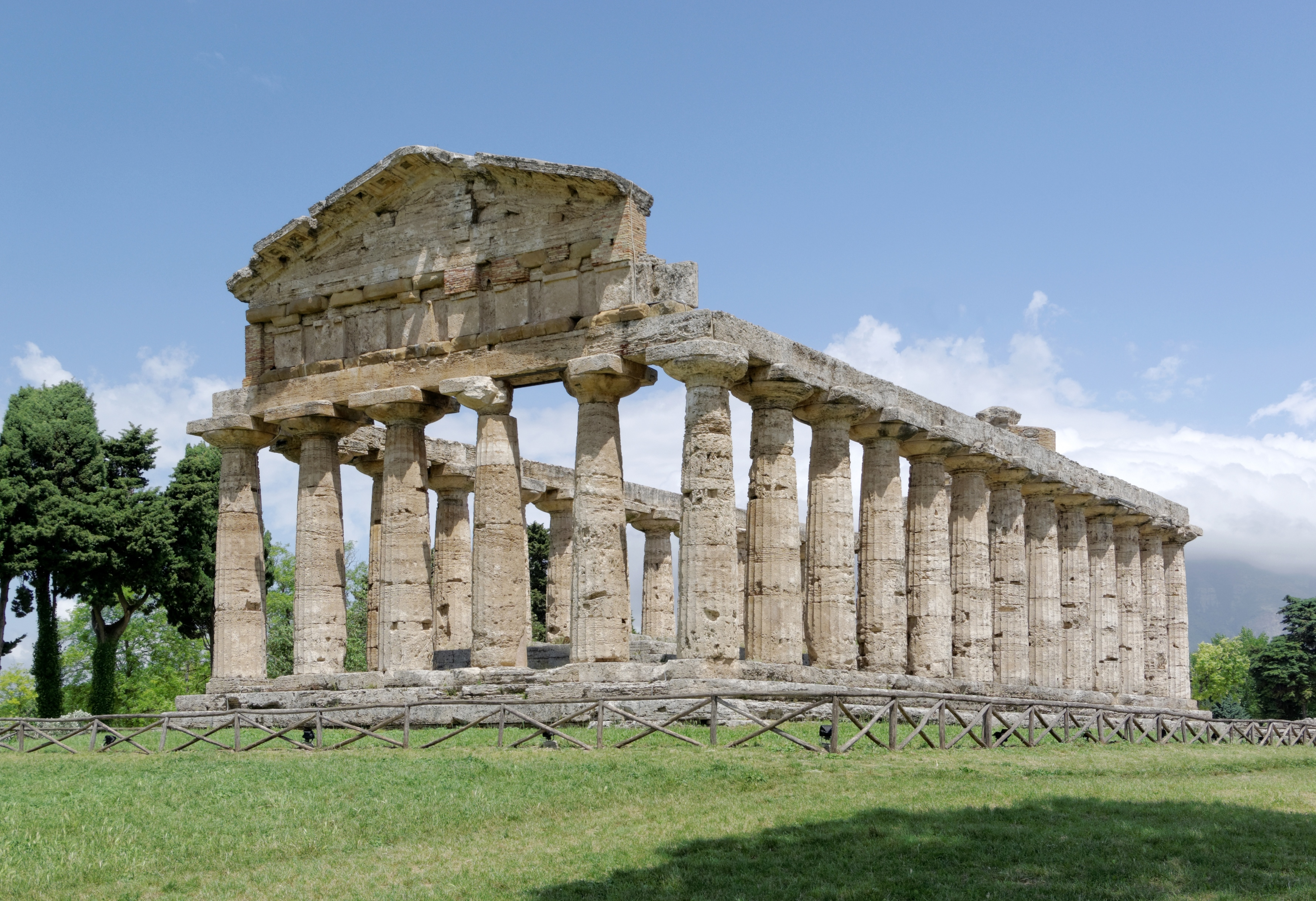
Temple grec d'Atena (abans conegut com de Ceres) a Paestum
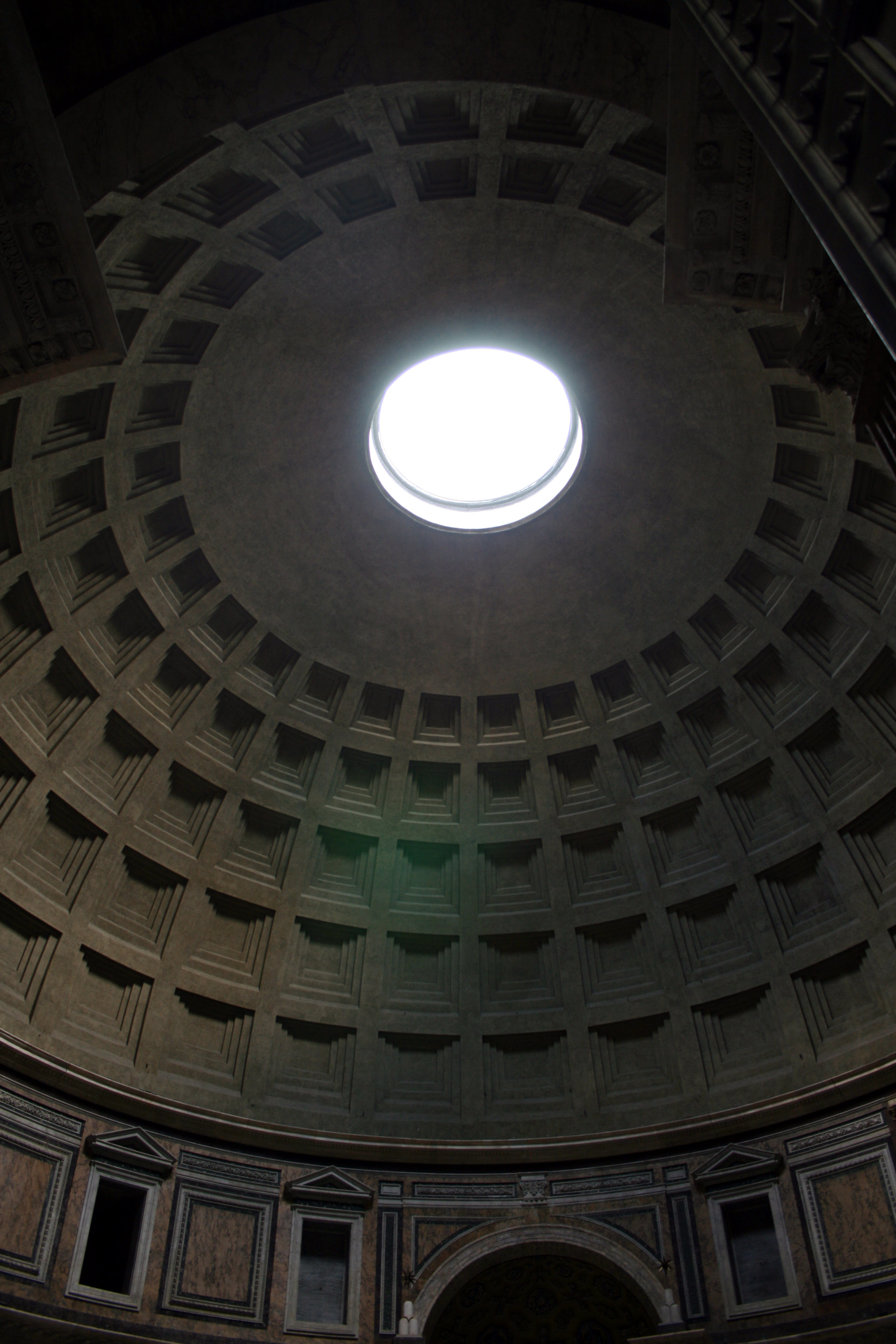
Cúpula del Panteó de Roma

### Funcions de l'art en l'antiguitat
La funció de l'art i la valoració dels objectes que avui es consideren una obra d'art no tenien la mateixa consideració en les civilitzacions de l'edat antiga: els petits objectes quotidians que avui s'exhibeixen als museus, des de pesos de fusos per a filar fins a joies, serien apreciats per la seva funció o pel valor intrínsec del seu material tant o més que per qüestions formals; en canvi, les grans estàtues egípcies o les esteles sumèries tenien funcions religioses de vida eterna i de presència política d'exercici del poder i memòria històrica, identificades amb el déu o el rei, que podia ser objecte també d'una damnatio memoriae, esborrant el seu nom i substituint els seus trets pels del rei rival.

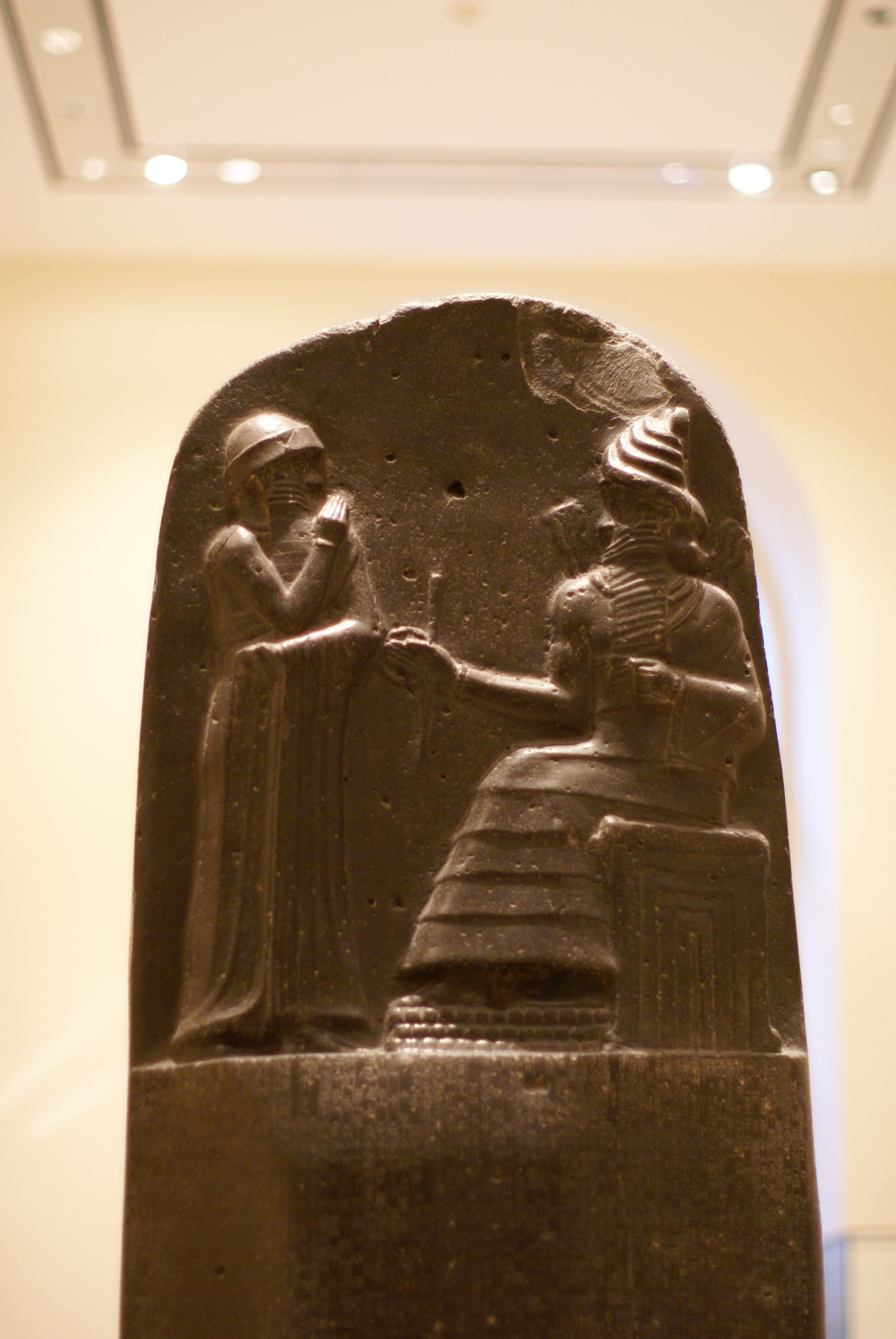
Estela d'Hammurabi, amb el text del famós codi en escriptura cuneïforme
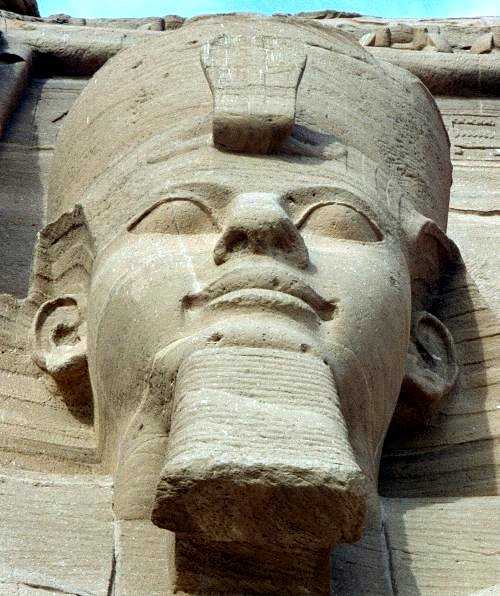
Ramsés II a l'entrada al temple d'Abu Simbel
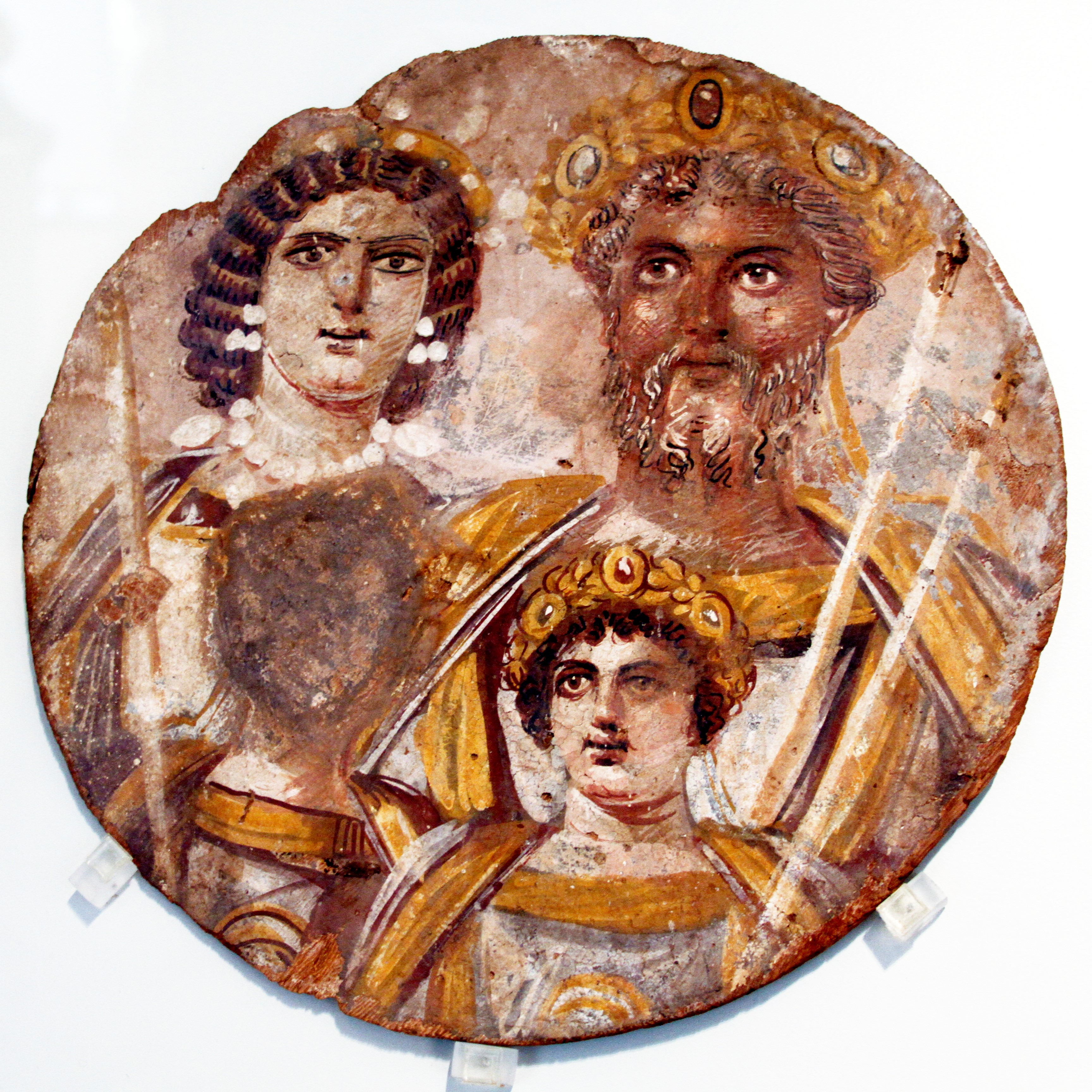
Damnatio memoriae, en què s'ha esborrat la cara de Publi Septimi Geta en un retrat de la família imperial romana dels Severs
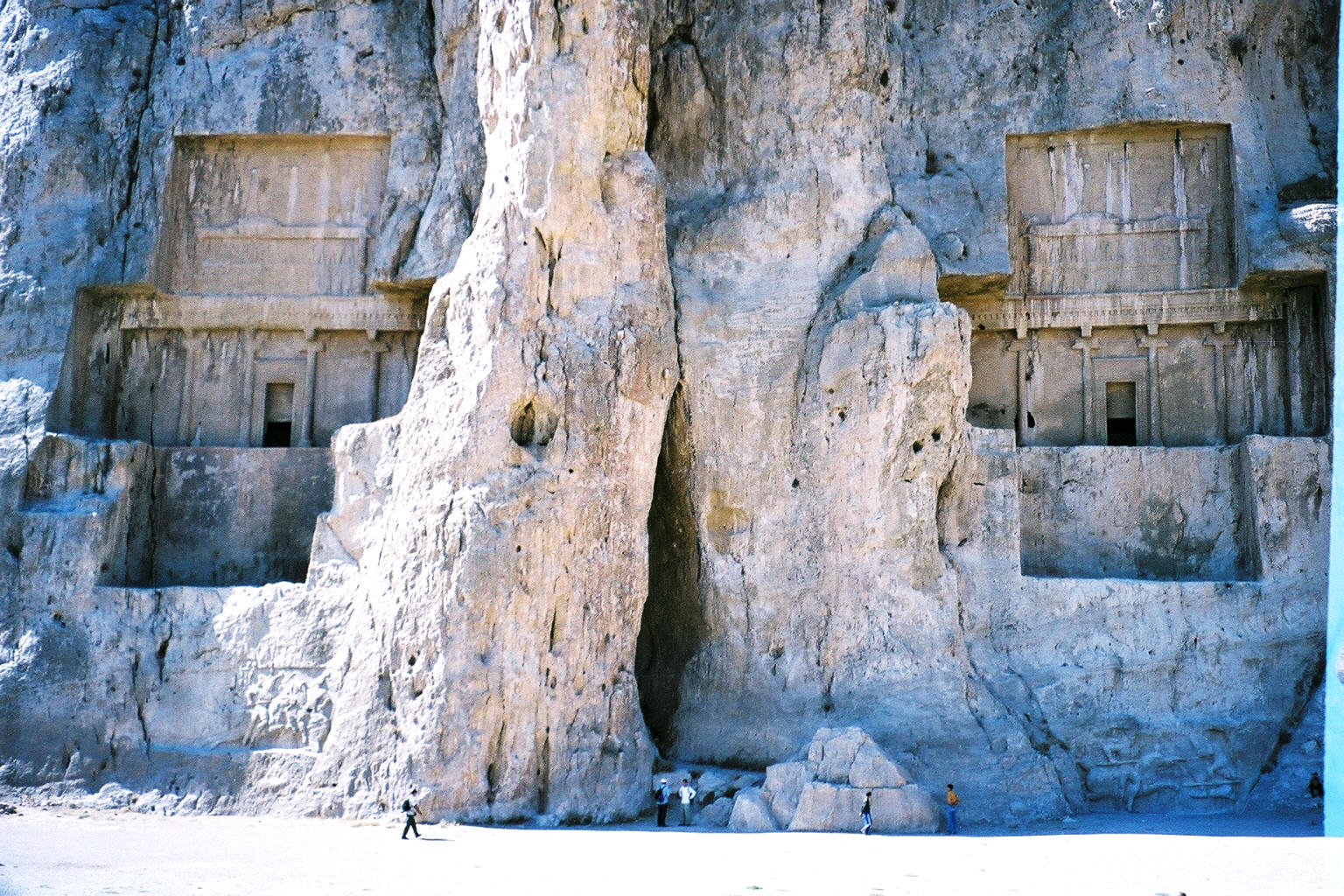
Tombes dels emperadors perses aquemènides, a Naqsh-e Rostam

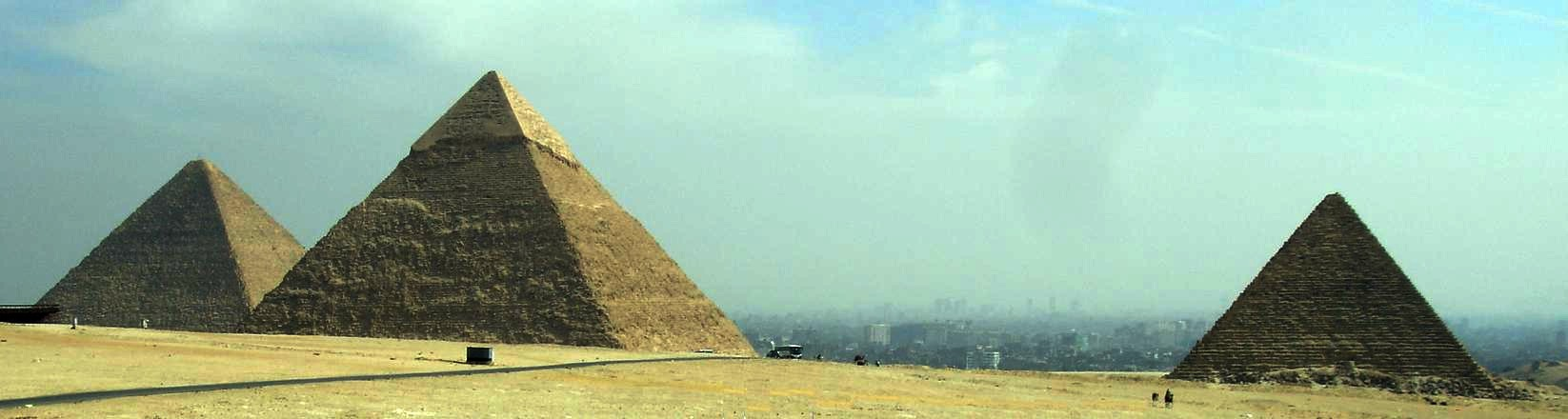
Piràmides de Guiza

La casa, la tomba, el temple o el palau són continguts arquitectònics expressats en formes molt diverses per les diferents civilitzacions, sotmeses als condicionants físics i la disponibilitat local de materials; tanmateix, les solucions formals trobades van ser molt sovint sorprenentment similars: piràmides egípcies, xineses, mesoamericanes, i els elements arquitectònics escollits entre un assortiment no il·limitat de cobertes, murs, obertures, columnes, pilars, llindes, arcs i voltes. Sempre, i en tot cas, amb trets de validesa pràcticament universal: l'obligació que l'edifici permeti satisfer necessitats materials i imaginades de persones i institucions, agents socials i polítics que són subjectes històrics, a més a més de ser vehicle d'una creació. Només des d'aquest punt de vista pot entendre's que la mobilització necessària per aixecar les piràmides de Guiza era en si mateixa justificativa de la seva existència com a projecte ideològic d'una societat sencera.

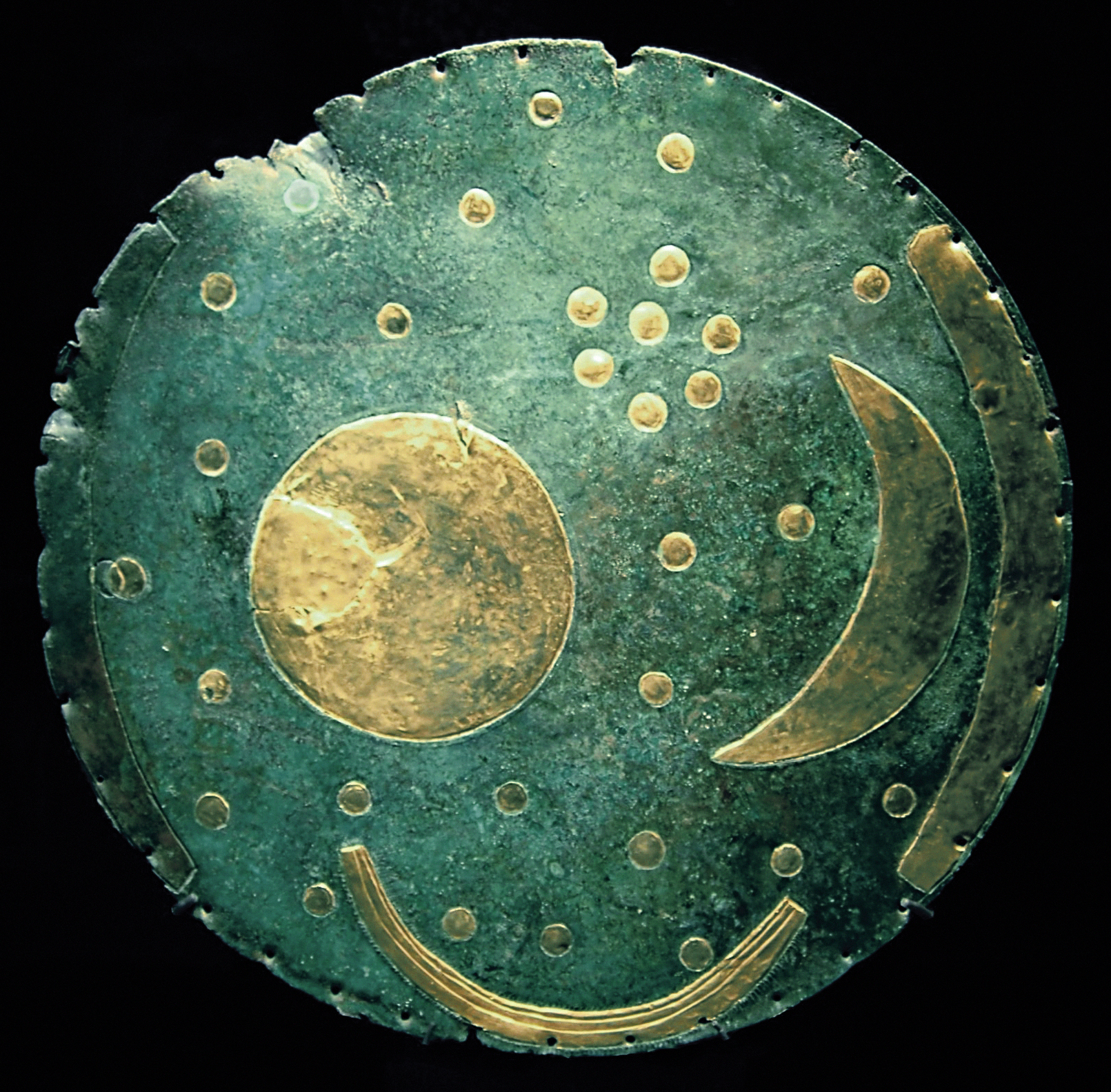
Disc de Nebra
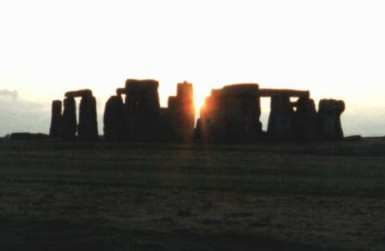
Stonehenge
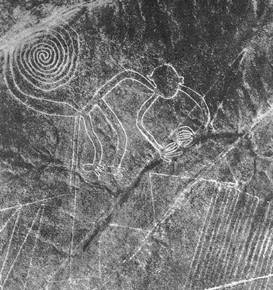
Mona de les línies de Nazca
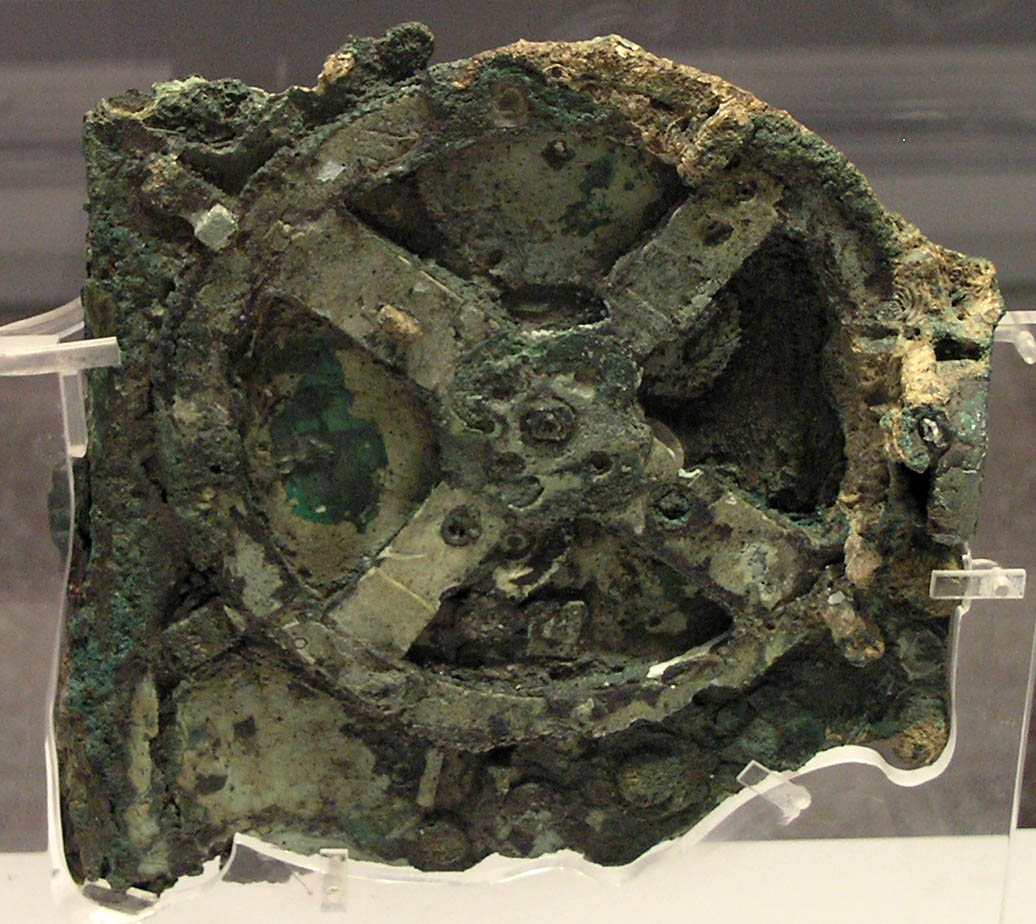
Mecanisme d'Anticitera

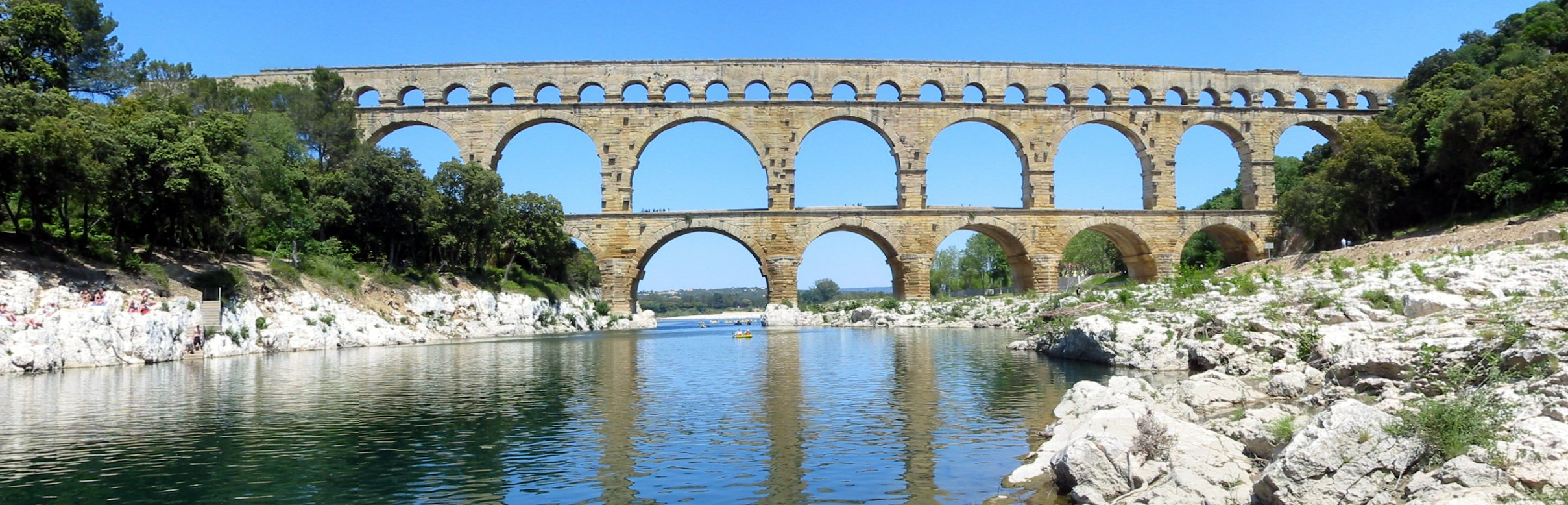
Pont del Gard, pont i aqüeducte romà a la seva província Gàl·lia Transalpina (actual Provença a França)

Idèntiques funcions tenia l'art en les cultures prehistòriques simultànies a les primeres civilitzacions del Pròxim Orient antic, amb les quals de fet mantenien relació, a tota la conca de la Mediterrània i també l'Europa central: objectes com el disc de Nebra, recuperat per procediments romàntics i estudiat per l'arqueologia, eren en l'època del mil·lenni II aC útils tecnològics, valuosos per la seva funció real i per la seva funció simbòlica, no per qüestions relatives a l'estètica, encara que són indubtablement bells. El mateix podria dir-se dels monuments megalítics com Stonehenge, un veritable observatori astronòmic que alhora servia de calendari solar-lunar, o el mecanisme d'Anticitera, un enigmàtic objecte de bronze amb engranatges datat del segle i aC. D'altres són de molt discutida funció, com les preincaiques línies de Nazca. En la civilització romana, la funció utilitària i la durabilitat d'aqüeductes i ponts, sens dubte, prevalia sobre qualsevol consideració estètica, encara que també servissin de vehicle per a expressar-les.

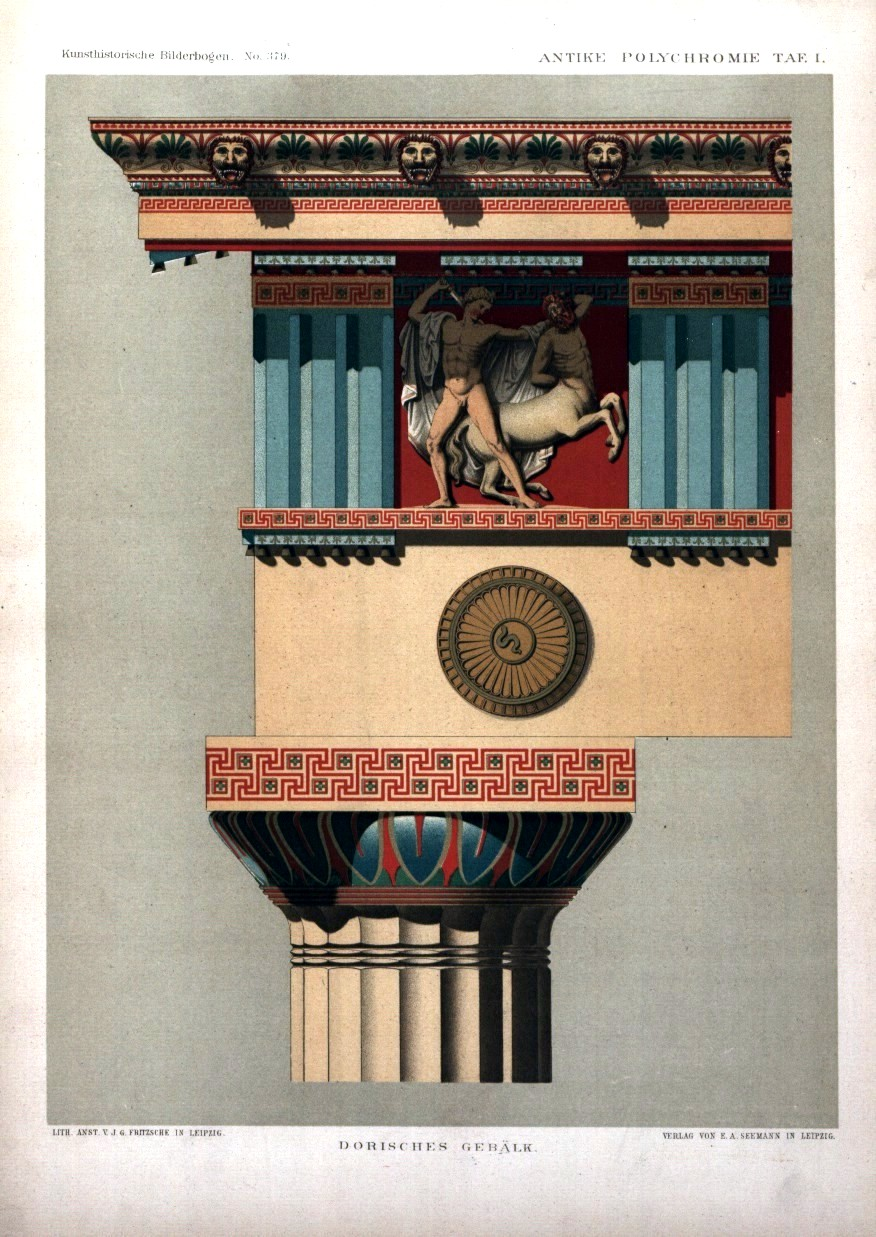
Elements arquitectònics grecs, acolorits tal com ho haurien estat en la seva època

|  | Còpia romana en marbre del Discòbol de Miró. Necessita un suport perquè no es desequilibri o se li trenquin les cames pel pes. |
|  | Còpia una mica més similar a l'original, si més no en el seu material: de bronze, cosa que la fa més lleugera i que no necessiti el suport. El seu color oxidat és verd fosc, però brunyit és d'un to similar al de la pell mediterrània broncejada a l'estiu. |

## Idea de bellesa en l'art antic
La imatge que es fa del que és sublim en l'art antic s'adiu poc amb el que veien els seus contemporanis: la blancor del marbre de temples i escultures gregues que tant s'admira estava sempre coberta de pintura en vius colors, ja que sense aquesta els haurien considerat inexpressius i inacabats. També cal considerar que la major part d'aquestes escultures gregues són conegudes per còpies industrialitzades fetes en l'època romana amb criteris arqueològics, culturals o turístics, aleshores sí una mica més propers als d'avui en dia.

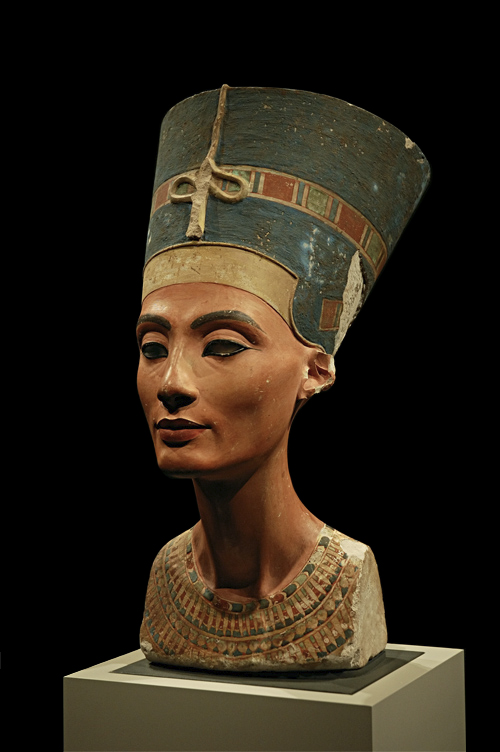
Bust de Nefertiti
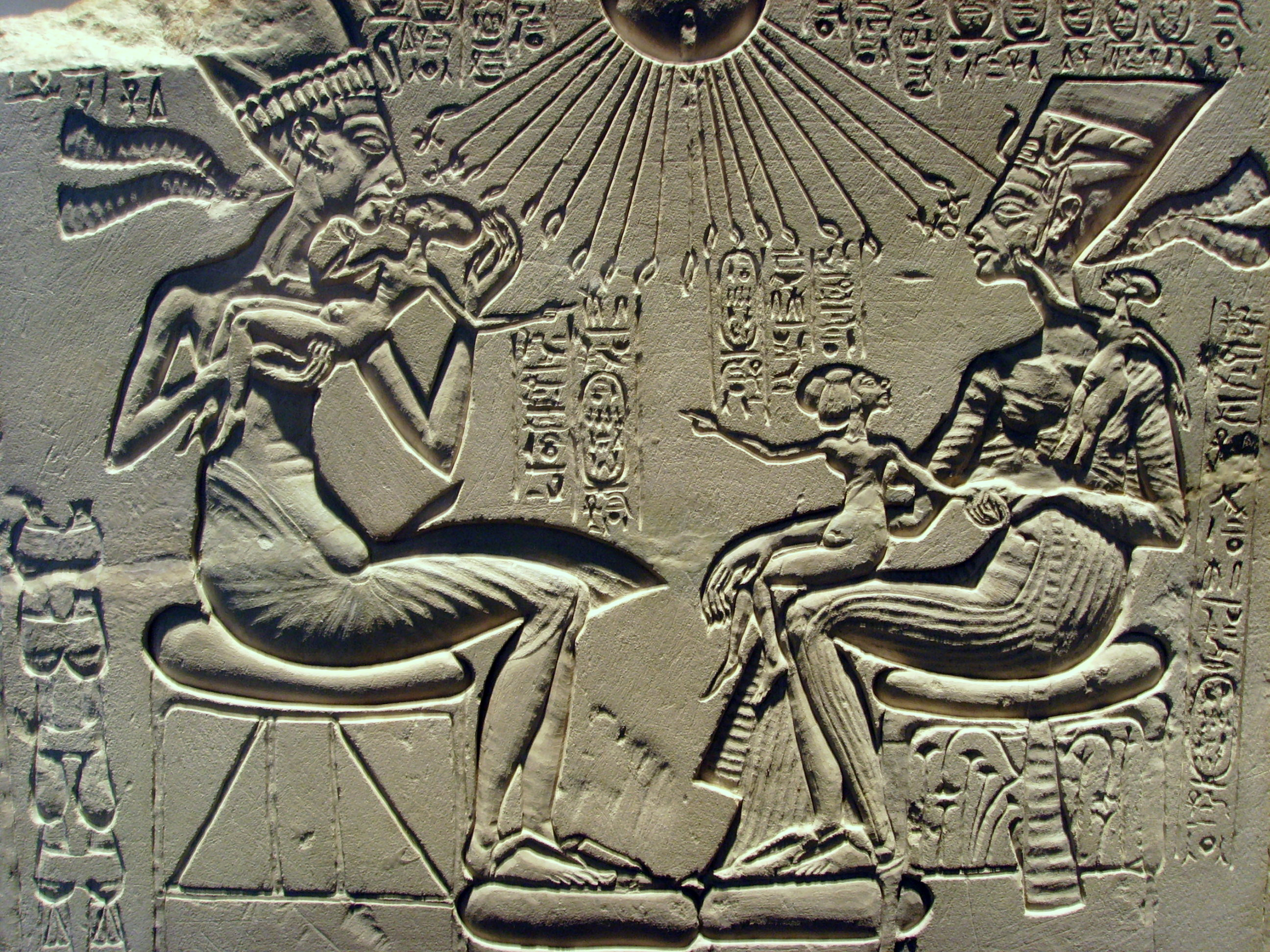
Akhenaton, Nefertiti i els seus fills
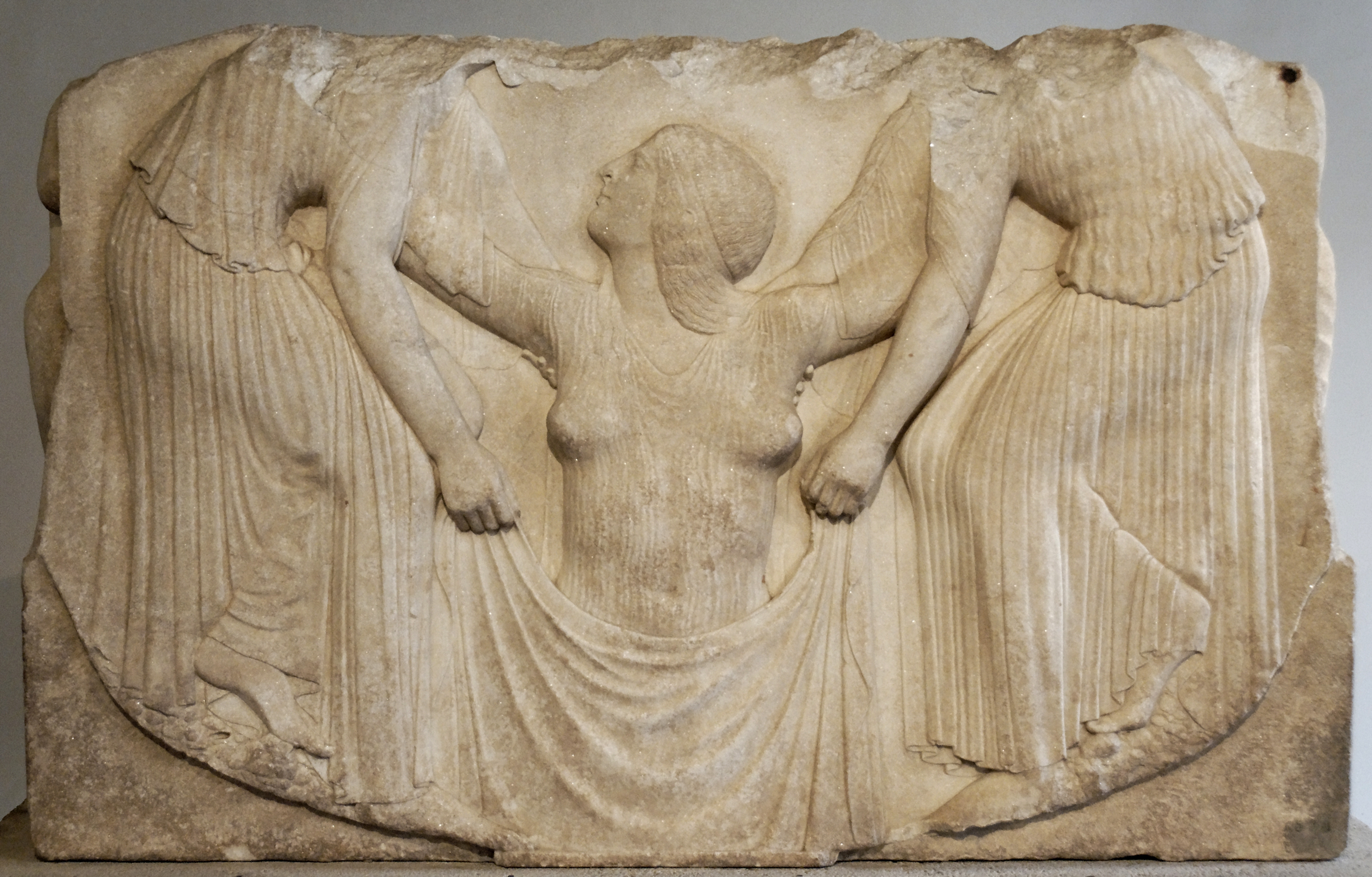
Tron Ludovisi, Afrodita sortint del mar
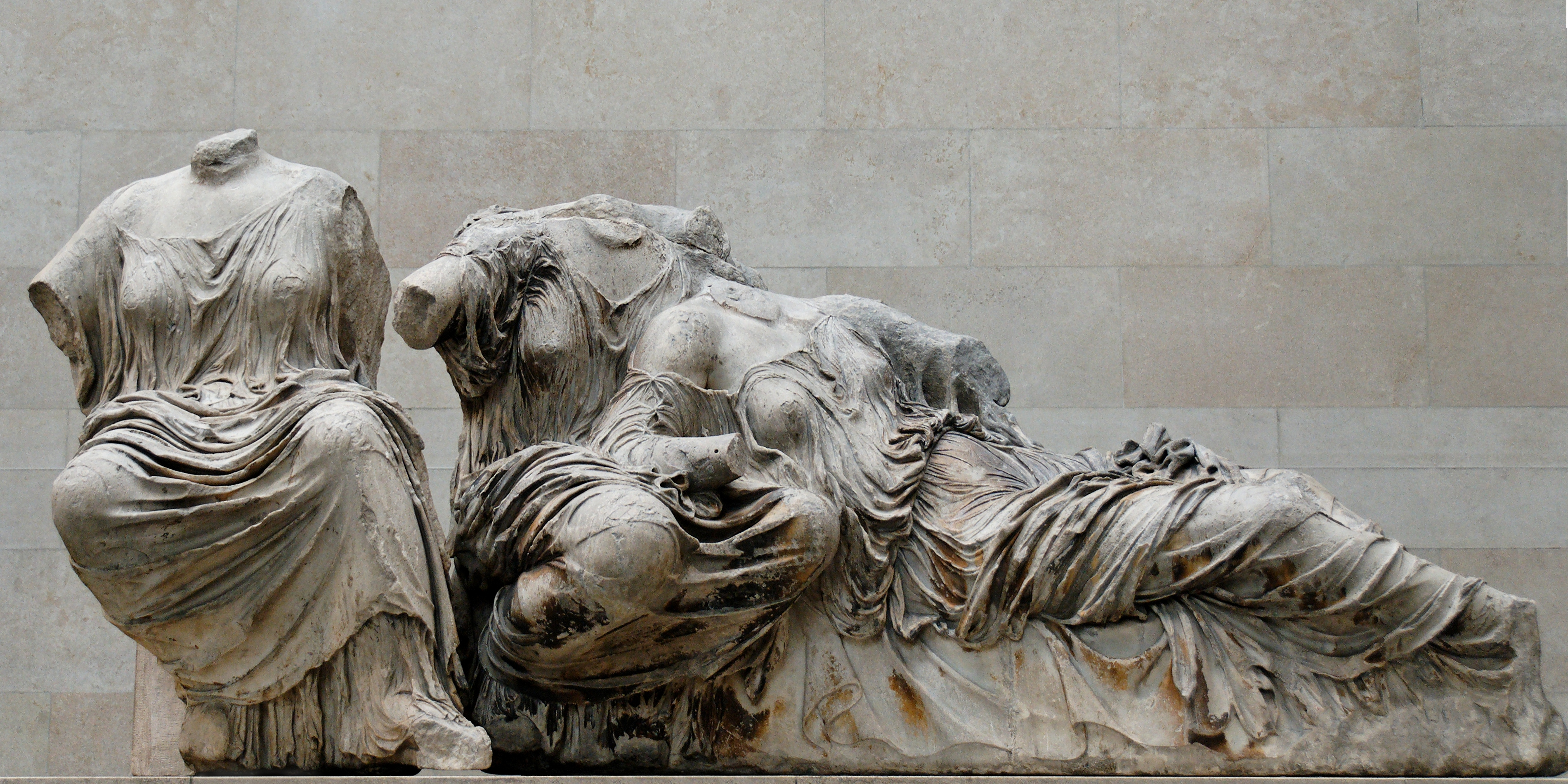
Afrodita, Leto i Àrtemis als relleus del Partenó (tècnica de draps mullats) Fídies, mitjans del segle v aC

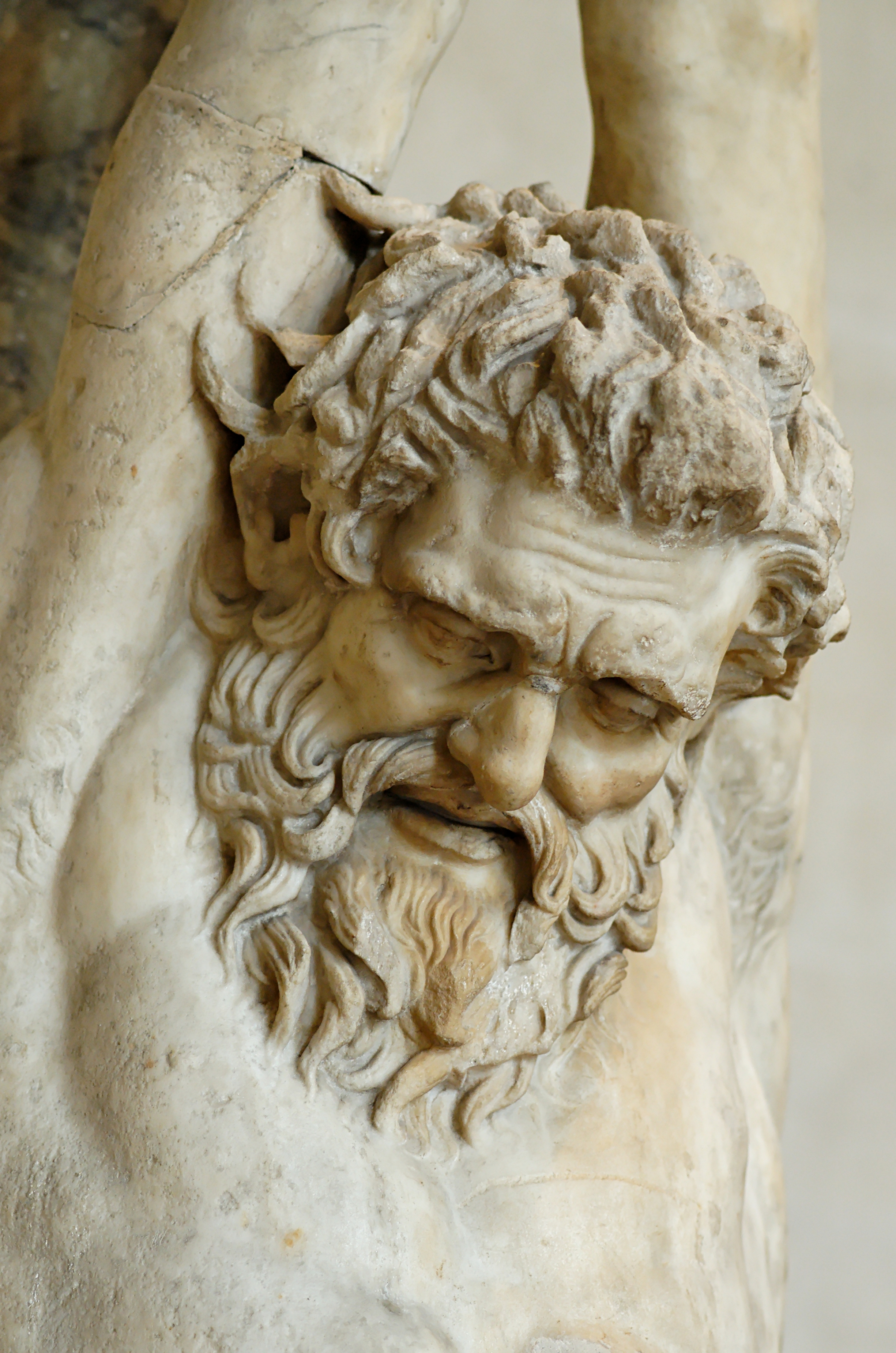
Marsias escorxat per Apol·lo com a càstig per haver-lo desafiat o potser en venjança per haver-lo vençut en una competició musical; un tema molt adequat a les reflexions gregues sobre la capacitat humana d'equiparar-se als déus mitjançant l'habilitat o l'art, que fàcilment desemboca en l'excés pecaminós de l'hibris o orgull desmesurat. És una còpia romana d'una escultura hel·lenística que recrea el dolor de la tortura d'un home vell i lleig, en un estirament anatòmic molt estudiat per l'art acadèmic, i que es considera precedent de les representacions del santcrist tan habituals en l'art occidental des de l'edat mitjana

La idea de la bellesa no ha estat mai constant; ni tan sols en un període d'estabilitat tan prolongada amb la repetició de formes estereotipades com va ser l'art egipci, que va presentar una discontinuïtat radical com va ser la del període de Tell l'Amarna (vinculat a les reformes religioses d'Amenofis IV-Akhenaton. Tampoc presenta característiques locals inconfusibles: la manera egípcia de representar les figures és similar a la de la Grècia arcaica; igual que les formes fantàstiques que s'han vingut a anomenar estil orientalitzant. Prenent com a exemple el cas paradigmàtic de l'art grec, l'evolució dels períodes arcaic, clàssic i hel·lenístic ha estat comparada a altres moments d'evolució pendular en la història de l'art, que Eugeni d'Ors i Rovira interpretava com a alternança entre classicisme i barroc:
| « | Esperonat per Benedetto Croce, que pregonava, com si fos el 1800, que el barroc només era una de les varietats de la lletjor, d'Ors va conjurar aquest antiquat insult neoclassicista. Va anar més lluny i, contra erudits com Heinrich Wölfflin, l'escriptor barceloní va negar que el barroc fos tan sols una excentricitat jesuïta visible a l'església romana del Gesù o un reflex de la decadència de l'imperi Espanyol, controlat en qualitat d'epidèmia en el trànsit del segle xvii al xviii. El barroc, va argumentar d'Ors, era un estat de l'ànima que, fora de temps i fora de la història, apareixia en diverses estacions de la civilització. El barroc era un eó que imitava els procediments de la natura, mentre que l'eó clàssic fa el mateix amb els mecanismes de l'esperit. Barroc era el mateix Proust o la novel·la russa, Goya que Picasso, Copèrnic com la teoria de la relativitat. «Així», diu d'Ors del barroc, «en les èpoques de classicisme, la música es torna poètica; la poesia, gràfica; la pintura, plàstica; i l'escultura, arquitectònica. Recíprocament, en les èpoques de tendència barroca, la gravitació es produeix en sentit invers: l'arquitecte és qui es fa escultor; l'escultura pintada; la pintura i la poesia revesteixen les formes dinàmiques pròpies de la música.» Les tesis de d'Ors, encara que van escandalitzar Pontigny, mai no van arribar a imposar-se. Repetint Stendhal, al 1823, quan va eternitzar el romanticisme de Shakespeare contra el classicisme de Jean Racine, d'Ors va aprofundir en aquesta dicotomia binària mitjançant l'oposició nietzchiana entre l'apol·lini i el dionisíac, aplicant-la al barroc i al classicisme. | » |

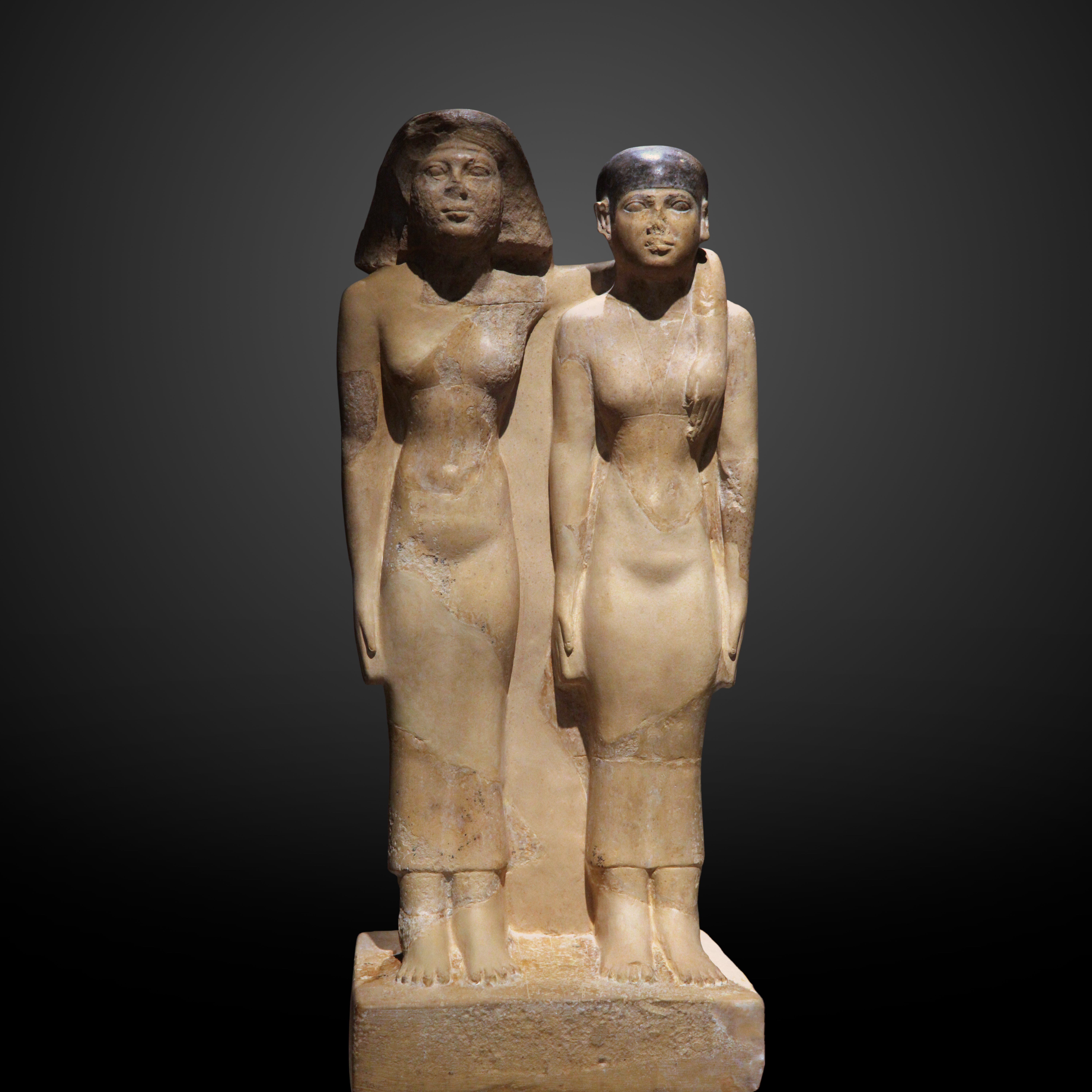
Hetepheres II i Meresankh III
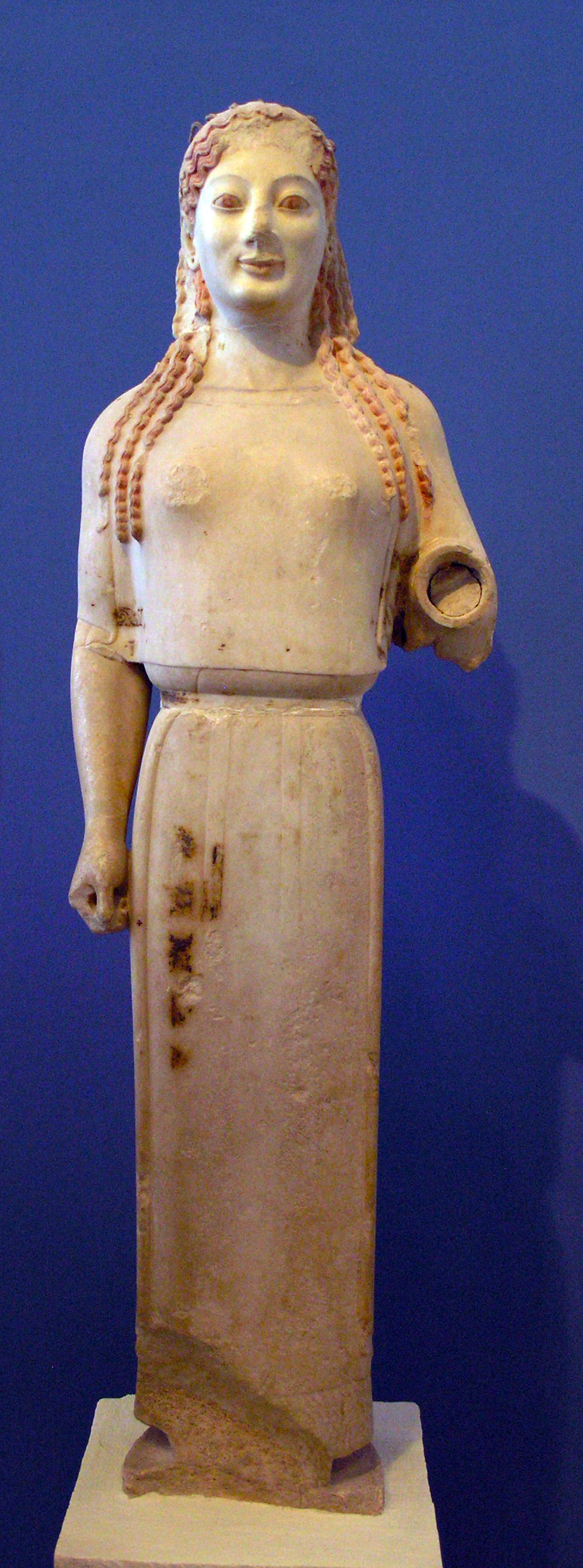
Koré arcaica, Grècia, segona meitat del segle vi aC
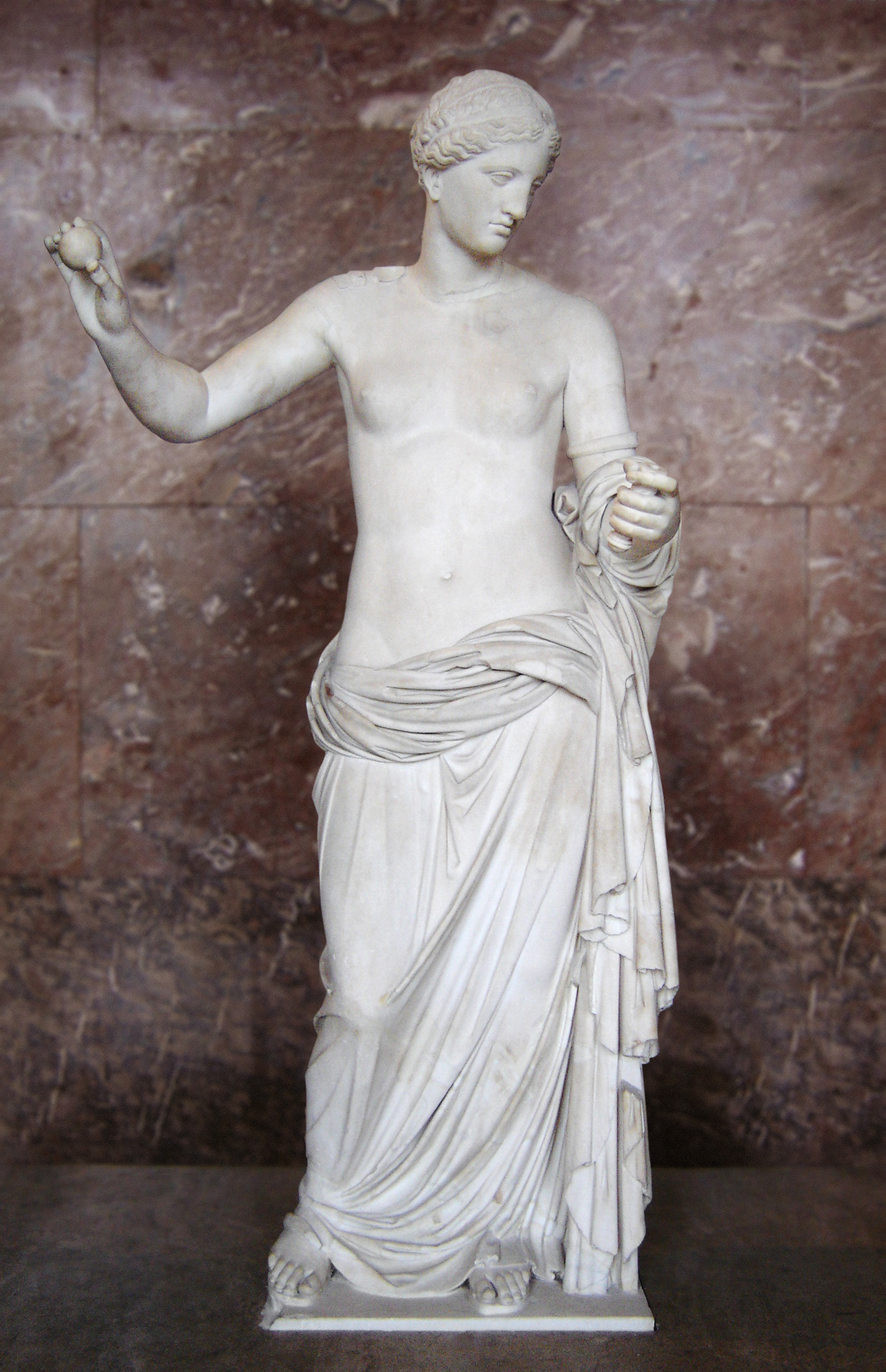
Venus d'Arles, còpia romana de l'Afrodita de Tèspies de Praxíteles, Grècia, segona meitat del segle iv aC
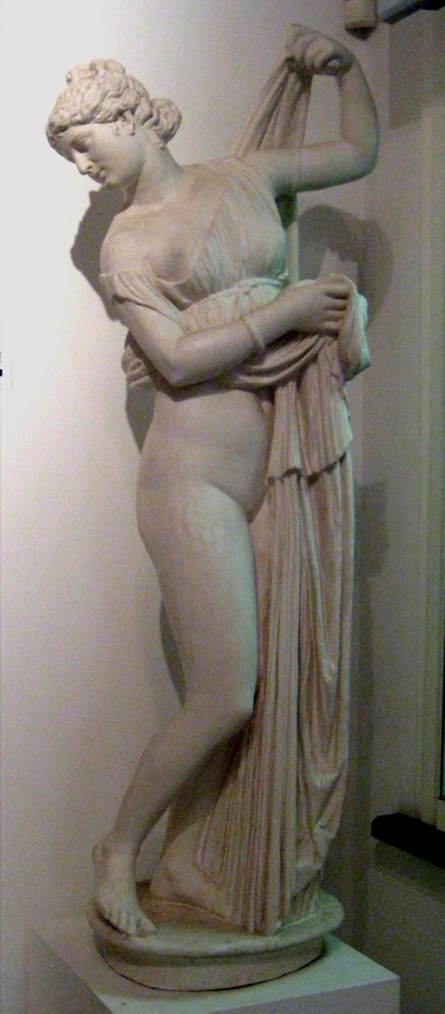
Afrodita Kallipygos (calipígia o de les natges boniques), període hel·lenístic, divulgada a partir d'una còpia romana trobada durant el Renaixement, propietat dels Borghese

## Innovacions i evolució en l'art antic
La història de l'art com a esforç continuat de transmissió i tradició directa de mestre a deixeble, d'una generació a la següent, relaciona l'art del temps actual amb el de la vall del Nil de fa cinc mil anys, ja que aquest s'inspira en el dels grecs i aquests van aprendre dels egipcis.
| «                | Tots nosaltres som alumnes dels grecs. | » |
| — Ernst Gombrich |                                        |   |

L'evolució i innovacions en l'art de les civilitzacions antigues és conseqüència del treball de recerca d'innombrables artistes que, en elaborar noves solucions formals, van anar conformant avenços i canvis en l'art del seu temps.
A causa de l'aspiració dels egipcis a l'eternitat, havia de ser de gran importància la construcció de les seves tombes per assegurar-se la perennitat. Cap al 2700 aC, s'havien realitzat importants progressos arquitectònics a les tombes reials, però encara es continuava edificant en tova. En temps de Djoser (segon faraó de la tercera dinastia), es va construir a Saqqara la primera piràmide esglaonada, grandiosa realització pertanyent a la inventiva de l'arquitecte Imhotep, també primer ministre i gran sacerdot. Segons explica Manethó, Imhotep va ser l'inventor de la construcció amb carreus de pedra. La piràmide esglaonada no va ser concebuda d'una vegada. Després de dues ampliacions per a englobar pous i galeries subterrànies, tenia una forma trapezoidal d'uns vuit metres d'alçada. Imhotep va tenir aleshores la idea d'elevar cap al cel, on regnava el Déu del Sol, una gran escala que permetés al faraó després de la seva mort elevar-se cap a la casa dels immortals. Havia inventat el «gènere» de la piràmide. Inicialment, va tenir quatre grans graons amb una alçada de 42 metres. Després, una nova ampliació va elevar els graons a sis i l'alçada total a 60 metres. En temps de Snefru, fundador de la quarta dinastia, es va modificar la poderosa arquitectura esglaonada ascendent, establint la nova orientació de l'arquitectura monumental funerària egípcia: la piràmide de Meidum.

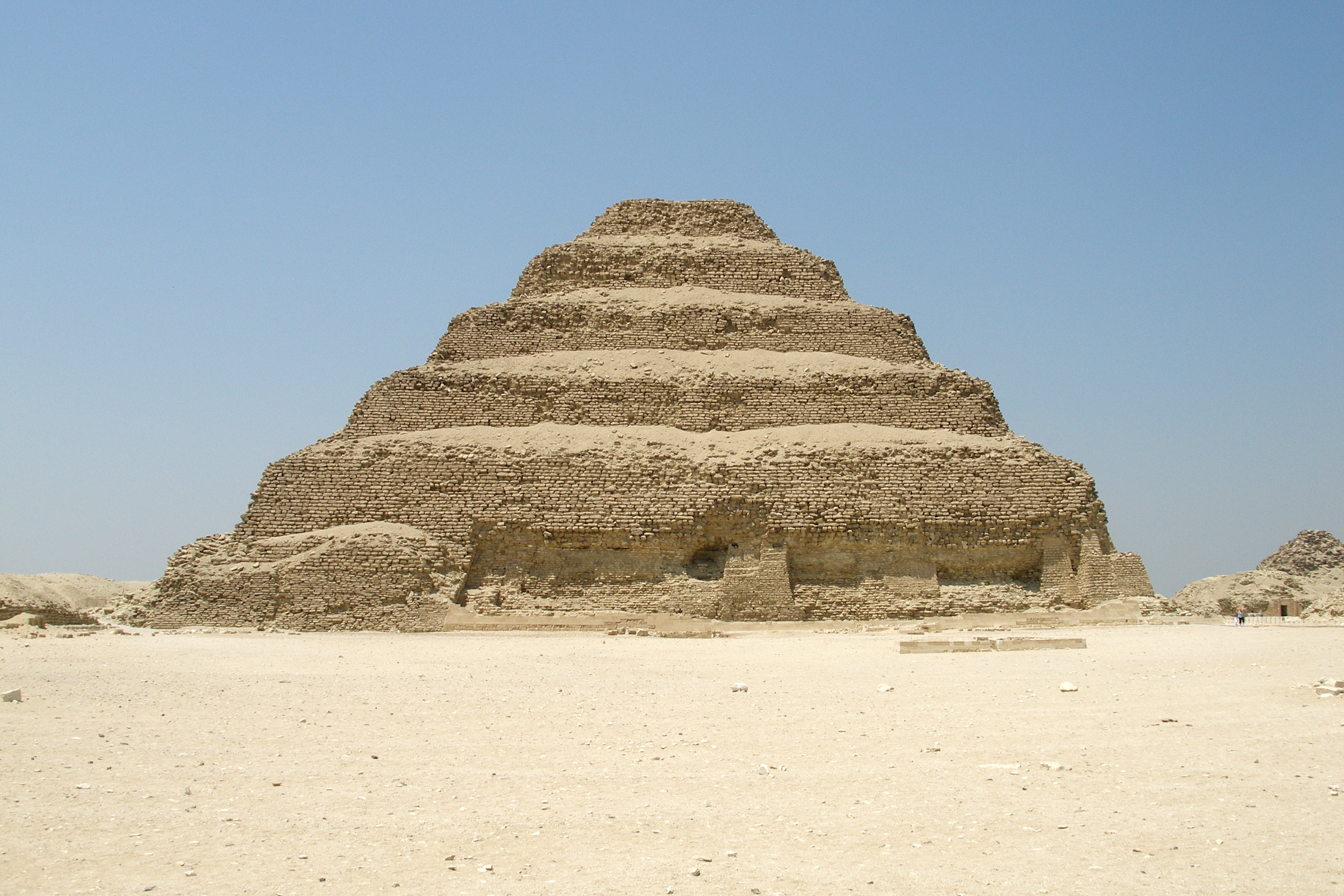
Imhotep va construir el 2645 aC per al seu faraó Djoser una tomba de disseny revolucionari, la piràmide esglaonada, la primera erigida a Egipte
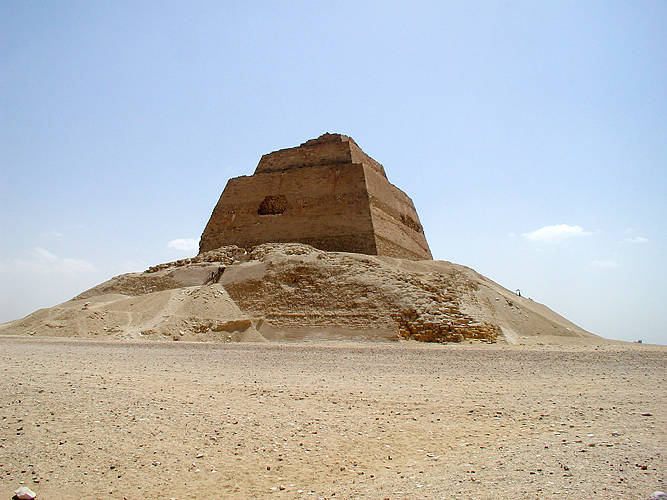
Piràmide de Meidum, una veritable piràmide, encara que se la coneix com a falsa piràmide a causa de l'enfonsament de les cares triangulars
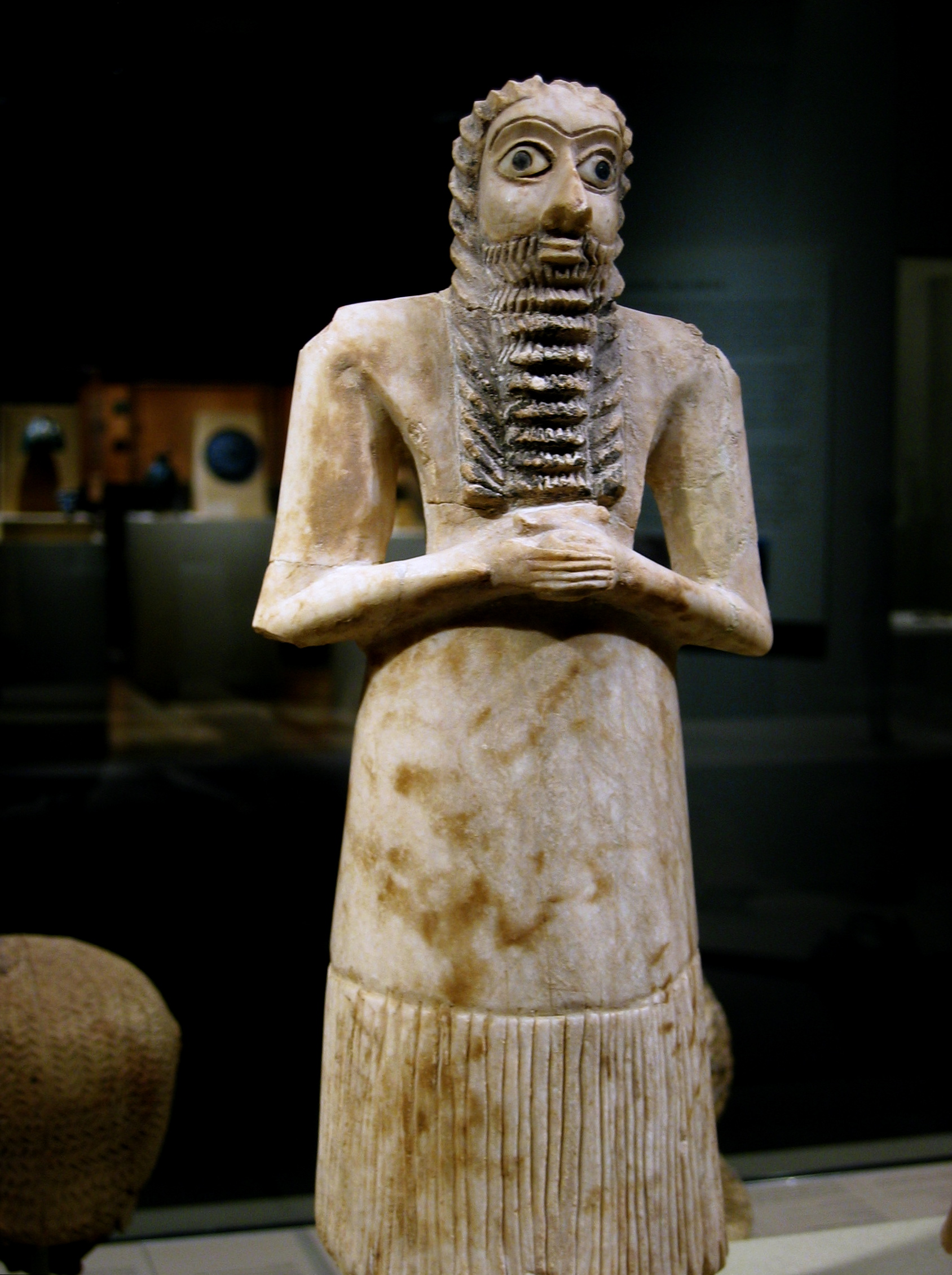
Estatueta utilitzada com a exvot en la civilització sumèria al mil·lenni III aC
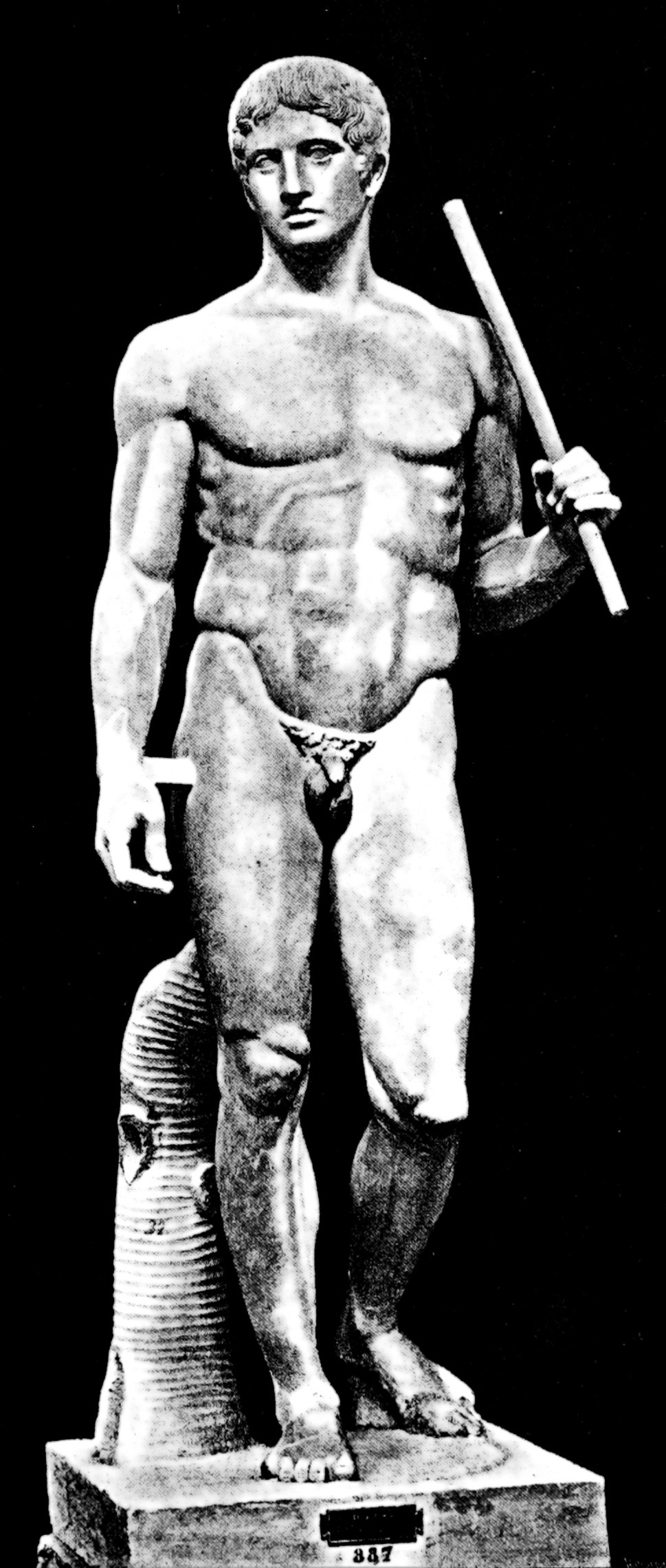
Còpia del Dorífor de Policlet, realitzat cap al 445 aC, segons el seu cànon de bellesa

Les estatuetes sumèries trobades a la zona de Diyala són exvots que tant la gent corrent com la benestant dipositaven al peu de l'altar als seus temples. Són de guix, alabastre, o marbre rosa, i amb les seves mans juntes i la mirada vaga en la contemplació, representaven la pregària permanent d'aquells qui les dipositaven als peus de la divinitat. Algunes estatuetes són obres de bons artistes protegits per reis i alts funcionaris, d'altres eren realitzades en sèrie a l'abast de totes les butxaques. Segurament, els tallers on els artesans treballaven la pedra serien a les proximitats del temple i allà els fidels anirien a comprar-les. Els descobriments arqueològics d'Henri Frankfort mostren que l'evolució que es va produir en tres o quatre segles va passar des d'unes formes geomètriques fins a reflectir la realitat en tots els seus detalls. Els oradors amb el rostre bondadós i somrient del període més recent serien la indicació que el terror i les angoixes davant dels déus havien desaparegut.
L'estudi de les escultures de nus a la Grècia antiga des de l'època arcaica ha permès reconstruir la història de la reproducció del cos masculí i interpretar-la en termes de progrés continu. Aquesta evolució va tenir una fita en l'establiment del cànon sobre les mides del cos humà establert per l'escultor Policlet al segle v aC, i que va servir com a exemple per als escultors grecs posteriors. El sistema de proporcions que va establir és part de les recerques empreses des de l'època arcaica i està basat en relacions aritmètiques simples. La bellesa del cos es trobava en la proporcionalitat de totes les seves parts entre si: el cap havia de ser la setena part de l'alçada total, el peu dues vegades la longitud del palmell de la mà, etc. Com a refinament estètic introduïa el contrapposto: una cama lleugerament flexionada; de manera que el maluc del costat oposat apareixia més elevat, l'espatlla d'aquest mateix costat quedava a més petita alçada que el contrari, i la figura descrivia en la seva vertical una lleugera giragonsa (una «S»), donant una sensació de moviment.

## La descoberta de l'art antic
Encara que l'art medieval, sobretot a Itàlia, no va significar una ruptura radical amb l'art clàssic (que, de fet, ja s'havia desvirtuat en el seu classicisme amb l'hel·lenisme, i molt més amb l'art del romà tardà), el Renaixement es va definir a si mateix com una resurrecció de l'edat antiga, entesa com un model a imitar. La divisió de les edats històriques -antiga, mitjana i moderna-, que ha estat acusada sovint d'eurocèntrica, té essencialment valor per a Occident tal com es definirà aquest concepte des del segle xvi, ja que s'origina en aquest moment, i per les cultures antigues en què els intel·lectuals d'Europa occidental de l'edat moderna pretenien de trobar el seu origen.
La presència a Itàlia, sobretot a la ciutat de Roma, de restes visibles, i la troballa contínua de restes enterrades, eren tingudes en compte, i va permetre la gradual definició de l'ofici de l'antiquari (col·leccionista, erudit i al temps espoliador i destructor), mentre es creen les bases de la ciència arqueològica. Es recuperaven amb veneració textos clàssics, com Els cinc llibres de l'arquitectura de Vitruvi, i s'escodrinyaven els escassos passatges sobre art de Plini el Vell. La troballa de la Domus Aurea de Neró, el grup de Laocoont i els seus fills o l'Apol·lo del Belvedere van ser percebuts pels pintors i escultors del Cinquecento com una confirmació del camí emprès o un estímul per emprendre d'altres de nous (cas del tors del Belvedere per Miquel Àngel). Més endavant, al segle xviii, la descoberta de Pompeia i Herculà al Regne de Nàpols de Carles III d'Espanya (excavacions sistemàtiques de Karl Jakob Weber, Roque Joaquín de Alcubierre, Francisco la Vega i el seu germà Pietro la Vega) va impactar extraordinàriament la intel·lectualitat europea, especialment Johann Joachim Winckelmann (molt crític amb Alcubierre), i es van divulgar mitjançant els dibuixos de John Flaxman i la ceràmica de Wedgwood, creant una veritable febre neoclàssica, que va tenir també la seva versió turística (el Grand Tour).
- Tomba micènica denominada "Tresoreria d'Atreu" per Heinrich Schliemann el 1879
- Babilònia en la Crònica de Núremberg (1493), imaginada com una ciutat europea emmurallada del segle xv, amb les seves cases de teulades nòrdiques, encara que amb diverses cúpules similars a la de Brunelleschi a Florència i una columna a l'estil de la columna Trajana
- Excavacions al temple d'Isis a Pompeia (guaix de Pietro Fabris, de mitjans del segle xviii)
- Howard Carter i el seu equip obrint la tomba de Tutankamon (KV62 -número 62 del King Valley o Vall dels Reis -). Any 1922

Simultàniament, es va anar produint una ampliació de l'atenció cap a altres civilitzacions de l'edat antiga, principalment la grega, el solar nacional de la qual i els monuments estaven sotmesos a l'Imperi Otomà. L'interès dels viatgers europeus occidentals no va ser aliè al sorgiment de la consciència nacional grega, com així ho verifica la peripècia romàntica de lord Byron. Altres civilitzacions, com l'egípcia, havien estat objecte de mistificació des de molt antic (vinculació amb l'alquímia i l'hermetisme i altres disciplines mistèriques, com els símbols i escenografia de la maçoneria, fet que va reproduir Mozart en La flauta màgica).

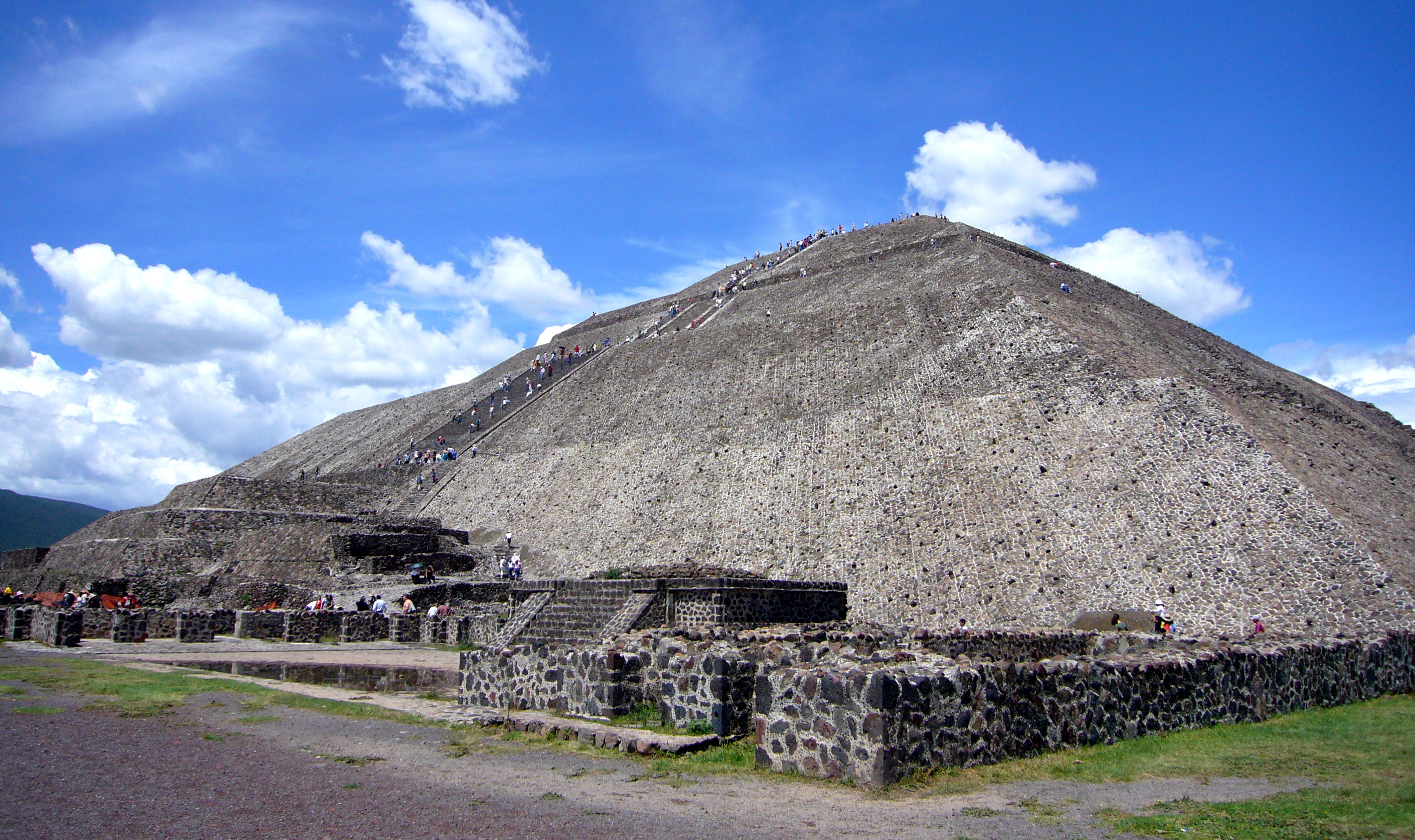
Piràmide del Sol, Teotihuacan (Mèxic), segles I i

El segle xix va veure el creixement dels saquejos a gran escala mentre es desenvolupava l'egiptologia científica (expedició napoleònica a l'Egipte amb Jean-François Champollion i utilització de la pedra de Rosetta per al desxiframent dels jeroglífics). De manera similar es va procedir a Mesopotàmia, Palestina, així com Troia i Micenes (Heinrich Schliemann). El segle xx desenvoluparà una arqueologia més sistemàtica i racional, que, emperò, mai no s'ha desprès de l'aurèola romàntica (Arthur Evans a Cnossos -el mític laberint del minotaure a Creta- i Howard Carter a la tomba de Tutankamon). L'arqueologia precolombina (que s'estén sense solució de continuïtat cronològica des de la prehistòria fins al que a Europa seria l'edat mitjana -maies, asteques i incaics-) s'ha desenvolupat com a resultat de l'interès dels nord-americans per trobar un passat autòcton americà a proposar com a memòria continental alternativa a la del vell món. L'arqueologia a la Xina i l'Àsia central és una disciplina encara més recent, i en ple desenvolupament. El mateix passa amb civilitzacions europees que han tingut la bona o mala fortuna de presentar poc de suport de les fonts escrites i trobar-se en zones d'Europa oriental menys accessibles als arqueòlegs occidentals per qüestions polítiques (escites -descoberta el 1947 de la sepultura de Pazyryk per Sergei Rudenko al massís de l'Altai-).
- Napoleó davant l'esfinx, de Jean-Léon Gérôme
- Reconstrucció del palau de Cnossos per Arthur Evans
- Pinta d'or, d'orfebreria escita
- Exèrcit de guerrers de terracota (Xian, 210 aC). Un dels jaciments arqueològics més espectaculars de la Xina i del món, descobert per casualitat el 1974

Les col·leccions antigues del Museu del Louvre de París, el Museu Britànic de Londres, la Gliptoteca de Múnic i l'illa dels Museus de Berlín, són considerades avui dia com la demostració d'un espoli (començat a l'època romana, amb el trasllat d'alguns obeliscs egipcis) la devolució dels quals reclamen els països emissors, basant-se en arguments morals, jurídics i en la preferència per mantenir les peces en el seu context originari (destruït en bona part durant l'extracció); davant de l'argument dels receptors que si no hagués estat pel seu interès d'aleshores, gran part de les peces probablement haurien estat destruïdes, donat el desinterès dels anteriors administradors o propietaris, que els museus on estan són un entorn idoni pel seu estudi i contemplació, i que el temps transcorregut els ha fet també adquirir drets històrics (que tampoc poden reclamar en exclusiva i sense oposició els emissors, ja que també eren imperis espoliadors d'altres pobles d'on van obtenir aquests o altres tresors).
- Obelisc de Montecitorio, traslladat a Roma l'any 10 aC per ordre d'August des d'Heliòpolis on havia estat erigit per Psamètic II (XXVI dinastia, cap a 589 aC)
- Gliptoteca de Múnic, en una fotografia del 1900
- Escala del Museu del Louvre a París, amb la Victòria de Samotràcia
- Els marbres d'Elgin, extrets del Partenó a l'acròpoli d'Atenes, entre el 1801 i el 1805, al Museu Britànic de Londres

## Altres arts

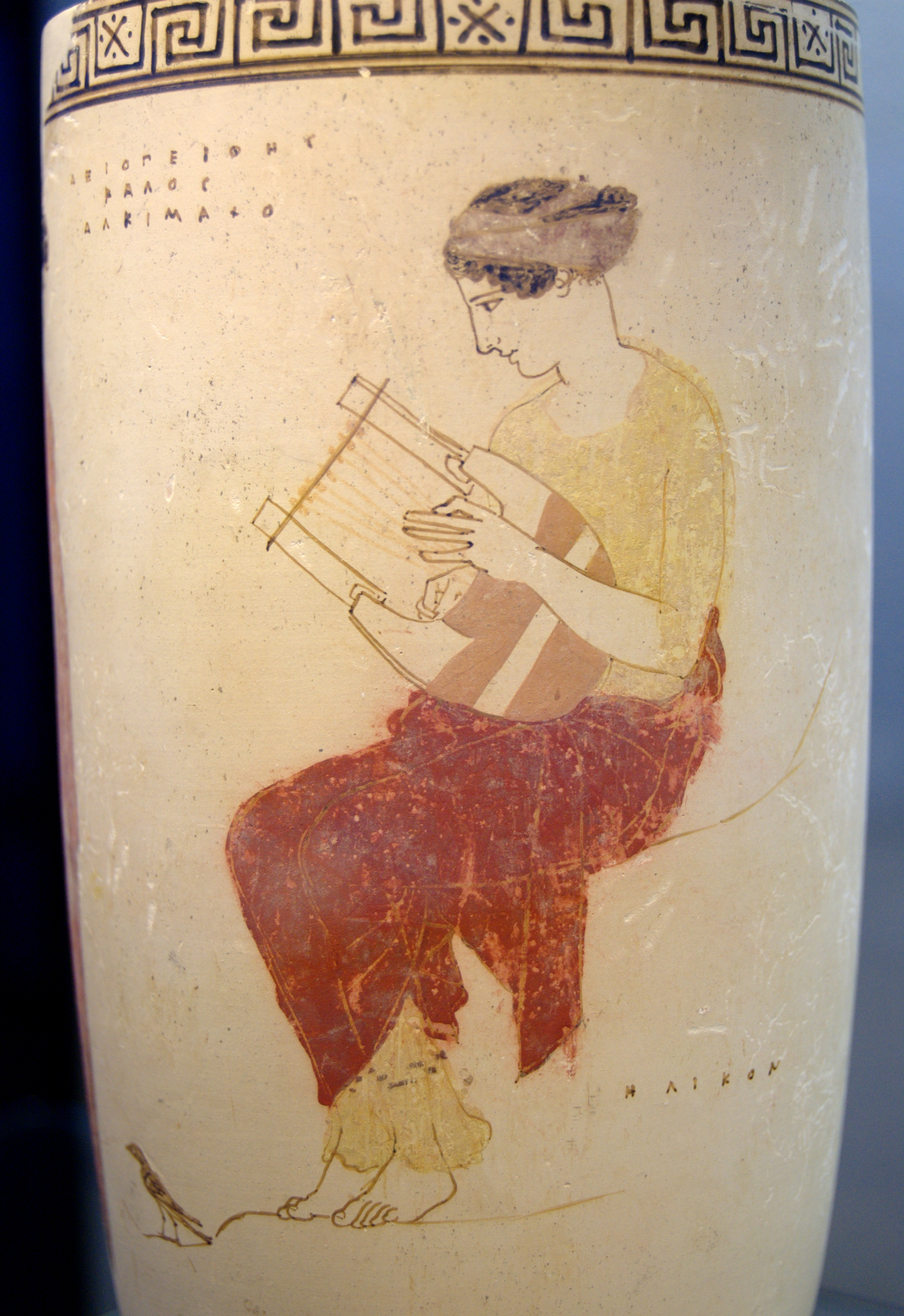
Musa tocant la lira en un lècit àtic de l'anomenat pintor d'Aquil·les (440 aC)

Altres arts també són objecte d'estudi per l'edat antiga, però per la seva naturalesa (per exemple, per no ser arts visuals, o per altres raons), ho són per altres disciplines i no per la història de l'art, encara que en l'antiguitat eren aquestes, i no la pintura, escultura o arquitectura, l'objecte de la protecció de les divines i inspiradores muses:
- Música en l'antiguitat (Euterpe). No ha de confondre's amb el concepte de música antiga, que s'utilitza de manera equivalent en la música clàssica anterior al segle xviii i limitat geogràficament a Europa occidental.
- Història de la dansa (Terpsícore).
- Història de la literatura antiga (fins a cinc muses, segons el gènere literari -Erato, Euterpe, Melpòmene, Polímnia i Talia-; també ciències com la història i l'astronomia en tindrien Clio i Urània).
  - La història de l'escriptura, a més a més de l'estudi lingüístic dels diferents alfabets o l'estudi erudit historiogràfic de la paleografia, inclou qüestions formals, com són: 
    - l'epigrafia, estretament unida a l'estudi dels monuments arquitectònics i escultòrics, que són el suport de les seves inscripcions,
    - la cal·ligrafia, vinculada a l'estudi dels textos escrits en suport lleuger (papir i pergamí), i que en algunes civilitzacions, sobretot asiàtiques, va assolir un gran desenvolupament artístic (cal·ligrafia xinesa, cal·ligrafia japonesa); la cal·ligrafia àrab i la cal·ligrafia llatina o occidental (amb moltes variants, com la cal·ligrafia uncial), van tenir un més gran desenvolupament des de l'edat mitjana.

### Arts menors, arts sumptuàries i arts efímeres

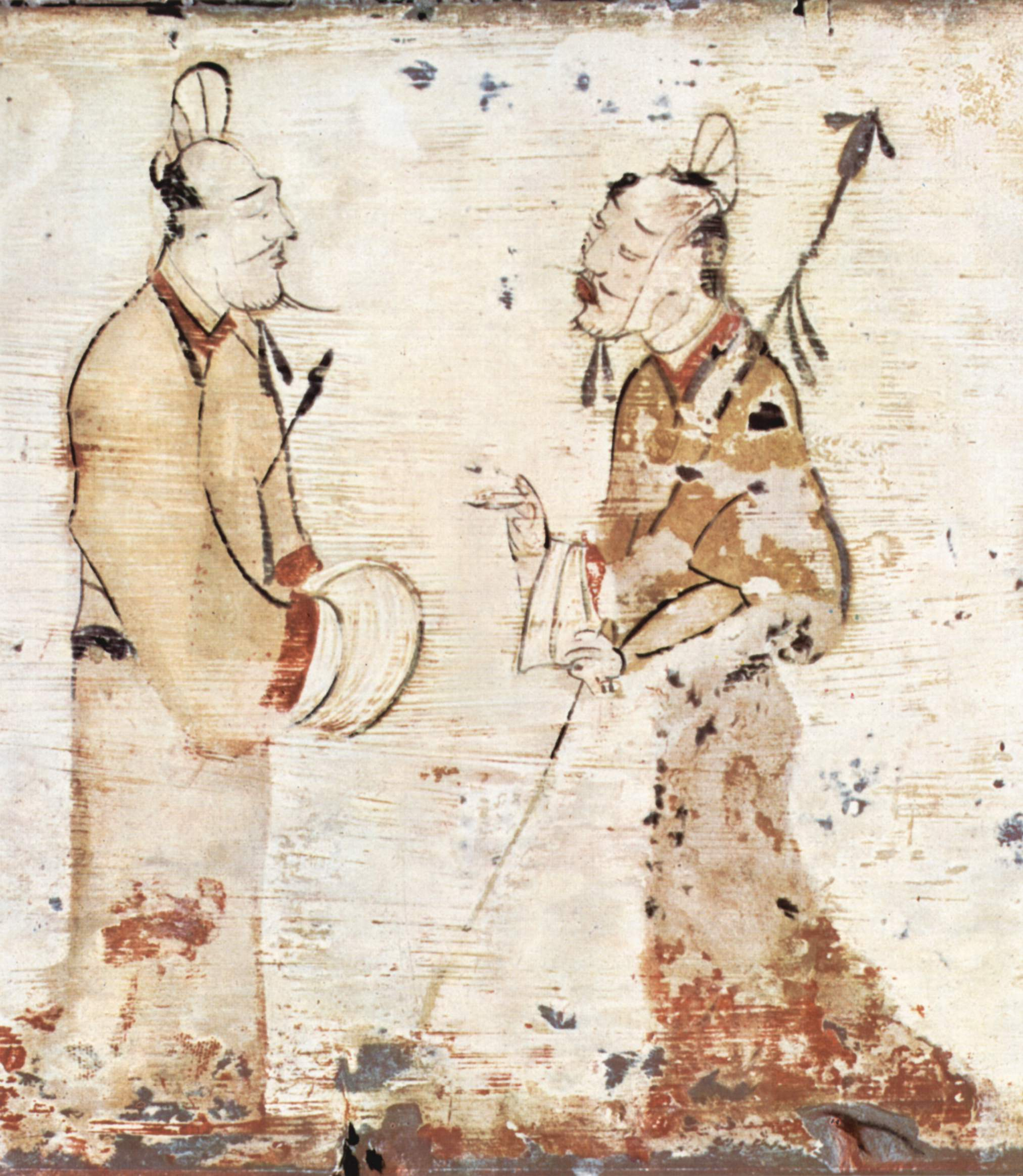
Pintura sobre ceràmica. Dinastia Han oriental, la Xina, al.

Altres arts, que fins fa poc eren artesanies, arts aplicades, oficis artístics o arts i oficis; i que des de mitjan segle xx es van dignificar amb nom de disseny, tampoc no van ser objecte de protecció de les muses: 
- Indumentària.
- Mobiliari.
- L'orfebreria acostuma a ser objecte de tractament comú amb l'escultura, per les característiques comunes en tècniques i aspectes formals, encara que reduïda a petita dimensió i especialitzada en materials denominats nobles com metalls preciosos, pedres precioses, etc.
- La ceràmica acostuma a ser objecte d'un tractament comú amb la pintura, pel que fa a la seva decoració, i és considerada de vegades com un suport de la representació pictòrica, com podria ser-ho el mur, la fusta o el llenç, i d'un tractament especialitzat pel que fa als seus valors formals propis i tècniques d'elaboració.
- Algunes de les anteriors o d'altres, per exemple, el tractament artístic de les armes, pel preu extraordinari que podrien assolir, i l'exclusiu de la seva clientela, aconsegueixen el qualificatiu d'arts sumptuàries.
- D'altres, com la perfumeria o la gastronomia, tan efímers com són els seus productes, no arriben a fixar-se en la cultura material perdurable, encara que sí en les fonts escrites que els descriuen.
- El caràcter efímer era consubstancial a determinades expressions limitades a un esdeveniment particular, com els triomfs romans, alguns dels materials dels quals van acabar per convertir-se en obres perennes com els arcs de triomf, o totes les cerimònies religioses, de les quals les més espectaculars van ser en totes les civilitzacions les cerimònies fúnebres, en què es desenvolupaven tot tipus d'arts, incloses les arts marcials.
- Del valor artístic intrínsec que els seus contemporanis donaven a les manifestacions esportives de l'antiguitat, especialment els Jocs Olímpics, són mostra el seu reflex literari i en les obres d'art visual que van immortalitzar els seus campions.

## Periodització i estils de l'art antic

El creixent fèrtil

La periodització de la història de l'art antic es basa en les diferents civilitzacions on sorgeix, utilitzant-se de manera equivalent a les divisions estilístiques pròpies dels períodes posteriors de la història de l'art a Occident.
Els primers apartats d'aquest esquema utilitzen denominacions marcadament geogràfiques, tant per a les civilitzacions antigues que van conformar la civilització occidental (el Pròxim Orient antic, Egeu, resta d'Europa), com per les altres civilitzacions antigues (resta de l'Àsia i Amèrica precolombina); mentre que l'últim fa referència als darrers períodes cronològics que van presenciar el període formatiu de l'art occidental en l'edat antiga: amb el nom d'art clàssic es fa referència al de Grècia i Roma al període denominat antiguitat clàssica, que s'imposa en tot l'espai mediterrani i proximooriental per l'hel·lenisme i la conquesta romana; mentre que amb el d'art del cristianisme antic es fa referència a l'art del període denominat antiguitat tardana (segle iv al segle viii), que se situa posteriorment l'antiguitat clàssica, a cavall entre els últims segles de l'edat antiga i els primers de l'edat mitjana.

### Art preclàssic de la civilització occidental
El naixement de la civilització es produeix en el creixent fèrtil (terme de James Henry Breasted per a referir-se a la zona que va presenciar les transformacions radicals en la història de la humanitat que Vere Gordon Childe va denominar revolució neolítica i revolució urbana), que dibuixa als mapes una forma de lluna creixent, entre Mesopotàmia, sud-est d'Anatòlia, el llevant mediterrani i la vall del Nil. El món mediterrani i el Pròxim Orient van presenciar el sorgiment competitiu de diferents civilitzacions, unes de sedentàries, basant-se en l'agricultura d'irrigació en valls de grans rius inundables o en altres zones apropiades, d'altres nòmades, sobre la base del pasturatge. Els pobles que les van originar procedien de molts diferents orígens etnolingüístics de debatuda classificació; la terminologia tradicional, molt discutida, usa termes com semites, indoeuropeus, etc. El desenvolupament de les primeres religions organitzades, amb clericat jerarquitzat, temples, mitologia, etc., i les primeres estructures polítiques amb reis, palaus, burocràcia, exèrcits, fronteres, guerres de conquesta, ciutats estat, regnes, imperis, va proporcionar els primers patrocinadors de programes artístics d'envergadura, sobretot d'arquitectònics i escultòrics, encara que també demanaven pintura, ceràmica, orfebreria i tot tipus d'art sumptuari: armes, mobiliari, vestidures, etc.
La consideració de preclàssic per a aquests estils és una visió en perspectiva, ja que l'experimentació de tantes i tan variades formes artístiques va acabar influint en el que molt més tard es va definir com a art clàssic.
| Art mesopotàmic                                  |                           |                           |                           | | | | | | |
| Gudea de Lagash                                  | Art sumeri                | Art sumeri                | Art sumeri                | - Des del mil·lenni IV aC apareixen les primeres ciutats (Ur, Uruk, Eridu, Lagash) a l'actual zona de confluència del riu Tigris amb el riu Eufrates, antiga línia de costa del golf Pèrsic: la Baixa Mesopotàmia, també anomenada Sumèria o Caldea. - Palaus, temples (ziggurats), cambres funeràries. - Ús de la tova, la fusta, i el maó, determinat per la inexistència de pedreres en un territori al·luvial, la qual cosa implica la utilització de la volta i l'arc. Maó acolorit per decoració. - Figures religioses d'alabastre (jerarquia per alçada i mida dels ulls). Formes geomètriques i esquemàtiques basades en el con i el cilindre. - Esteles per a glorificar victòries militars: estela dels Voltors, estela de Naram-Sim. - Marqueteria: estendard d'Ur. - Influència a l'art assiri i l'art babilònic. | - Des del mil·lenni IV aC apareixen les primeres ciutats (Ur, Uruk, Eridu, Lagash) a l'actual zona de confluència del riu Tigris amb el riu Eufrates, antiga línia de costa del golf Pèrsic: la Baixa Mesopotàmia, també anomenada Sumèria o Caldea. - Palaus, temples (ziggurats), cambres funeràries. - Ús de la tova, la fusta, i el maó, determinat per la inexistència de pedreres en un territori al·luvial, la qual cosa implica la utilització de la volta i l'arc. Maó acolorit per decoració. - Figures religioses d'alabastre (jerarquia per alçada i mida dels ulls). Formes geomètriques i esquemàtiques basades en el con i el cilindre. - Esteles per a glorificar victòries militars: estela dels Voltors, estela de Naram-Sim. - Marqueteria: estendard d'Ur. - Influència a l'art assiri i l'art babilònic. | - Des del mil·lenni IV aC apareixen les primeres ciutats (Ur, Uruk, Eridu, Lagash) a l'actual zona de confluència del riu Tigris amb el riu Eufrates, antiga línia de costa del golf Pèrsic: la Baixa Mesopotàmia, també anomenada Sumèria o Caldea. - Palaus, temples (ziggurats), cambres funeràries. - Ús de la tova, la fusta, i el maó, determinat per la inexistència de pedreres en un territori al·luvial, la qual cosa implica la utilització de la volta i l'arc. Maó acolorit per decoració. - Figures religioses d'alabastre (jerarquia per alçada i mida dels ulls). Formes geomètriques i esquemàtiques basades en el con i el cilindre. - Esteles per a glorificar victòries militars: estela dels Voltors, estela de Naram-Sim. - Marqueteria: estendard d'Ur. - Influència a l'art assiri i l'art babilònic. | - Des del mil·lenni IV aC apareixen les primeres ciutats (Ur, Uruk, Eridu, Lagash) a l'actual zona de confluència del riu Tigris amb el riu Eufrates, antiga línia de costa del golf Pèrsic: la Baixa Mesopotàmia, també anomenada Sumèria o Caldea. - Palaus, temples (ziggurats), cambres funeràries. - Ús de la tova, la fusta, i el maó, determinat per la inexistència de pedreres en un territori al·luvial, la qual cosa implica la utilització de la volta i l'arc. Maó acolorit per decoració. - Figures religioses d'alabastre (jerarquia per alçada i mida dels ulls). Formes geomètriques i esquemàtiques basades en el con i el cilindre. - Esteles per a glorificar victòries militars: estela dels Voltors, estela de Naram-Sim. - Marqueteria: estendard d'Ur. - Influència a l'art assiri i l'art babilònic. | - Des del mil·lenni IV aC apareixen les primeres ciutats (Ur, Uruk, Eridu, Lagash) a l'actual zona de confluència del riu Tigris amb el riu Eufrates, antiga línia de costa del golf Pèrsic: la Baixa Mesopotàmia, també anomenada Sumèria o Caldea. - Palaus, temples (ziggurats), cambres funeràries. - Ús de la tova, la fusta, i el maó, determinat per la inexistència de pedreres en un territori al·luvial, la qual cosa implica la utilització de la volta i l'arc. Maó acolorit per decoració. - Figures religioses d'alabastre (jerarquia per alçada i mida dels ulls). Formes geomètriques i esquemàtiques basades en el con i el cilindre. - Esteles per a glorificar victòries militars: estela dels Voltors, estela de Naram-Sim. - Marqueteria: estendard d'Ur. - Influència a l'art assiri i l'art babilònic. | - Des del mil·lenni IV aC apareixen les primeres ciutats (Ur, Uruk, Eridu, Lagash) a l'actual zona de confluència del riu Tigris amb el riu Eufrates, antiga línia de costa del golf Pèrsic: la Baixa Mesopotàmia, també anomenada Sumèria o Caldea. - Palaus, temples (ziggurats), cambres funeràries. - Ús de la tova, la fusta, i el maó, determinat per la inexistència de pedreres en un territori al·luvial, la qual cosa implica la utilització de la volta i l'arc. Maó acolorit per decoració. - Figures religioses d'alabastre (jerarquia per alçada i mida dels ulls). Formes geomètriques i esquemàtiques basades en el con i el cilindre. - Esteles per a glorificar victòries militars: estela dels Voltors, estela de Naram-Sim. - Marqueteria: estendard d'Ur. - Influència a l'art assiri i l'art babilònic. |
| La caça del lleó                                 | Art assiri                | Art assiri                | Art assiri                | - Inicialment a la zona nord del riu Tigris, l'Alta Mesopotàmia, amb centre a Assur i després a Nínive; posteriorment, s'estén en un imperi de grans dimensions l'Imperi assiri. - Apogeu a la primera meitat del mil·lenni I aC (entre aprox. 1000 i 612 aC). - Influència de l'art sumeri. Temples i ziggurats monumentals. Maó, i també pedra a les entrades de les ciutats i sales. - Escultura monumental de dimonis guardians, baix relleu narratiu a gran escala. Vegeu també:Període assiri antic | - Inicialment a la zona nord del riu Tigris, l'Alta Mesopotàmia, amb centre a Assur i després a Nínive; posteriorment, s'estén en un imperi de grans dimensions l'Imperi assiri. - Apogeu a la primera meitat del mil·lenni I aC (entre aprox. 1000 i 612 aC). - Influència de l'art sumeri. Temples i ziggurats monumentals. Maó, i també pedra a les entrades de les ciutats i sales. - Escultura monumental de dimonis guardians, baix relleu narratiu a gran escala. Vegeu també:Període assiri antic | - Inicialment a la zona nord del riu Tigris, l'Alta Mesopotàmia, amb centre a Assur i després a Nínive; posteriorment, s'estén en un imperi de grans dimensions l'Imperi assiri. - Apogeu a la primera meitat del mil·lenni I aC (entre aprox. 1000 i 612 aC). - Influència de l'art sumeri. Temples i ziggurats monumentals. Maó, i també pedra a les entrades de les ciutats i sales. - Escultura monumental de dimonis guardians, baix relleu narratiu a gran escala. Vegeu també:Període assiri antic | - Inicialment a la zona nord del riu Tigris, l'Alta Mesopotàmia, amb centre a Assur i després a Nínive; posteriorment, s'estén en un imperi de grans dimensions l'Imperi assiri. - Apogeu a la primera meitat del mil·lenni I aC (entre aprox. 1000 i 612 aC). - Influència de l'art sumeri. Temples i ziggurats monumentals. Maó, i també pedra a les entrades de les ciutats i sales. - Escultura monumental de dimonis guardians, baix relleu narratiu a gran escala. Vegeu també:Període assiri antic | - Inicialment a la zona nord del riu Tigris, l'Alta Mesopotàmia, amb centre a Assur i després a Nínive; posteriorment, s'estén en un imperi de grans dimensions l'Imperi assiri. - Apogeu a la primera meitat del mil·lenni I aC (entre aprox. 1000 i 612 aC). - Influència de l'art sumeri. Temples i ziggurats monumentals. Maó, i també pedra a les entrades de les ciutats i sales. - Escultura monumental de dimonis guardians, baix relleu narratiu a gran escala. Vegeu també:Període assiri antic | - Inicialment a la zona nord del riu Tigris, l'Alta Mesopotàmia, amb centre a Assur i després a Nínive; posteriorment, s'estén en un imperi de grans dimensions l'Imperi assiri. - Apogeu a la primera meitat del mil·lenni I aC (entre aprox. 1000 i 612 aC). - Influència de l'art sumeri. Temples i ziggurats monumentals. Maó, i també pedra a les entrades de les ciutats i sales. - Escultura monumental de dimonis guardians, baix relleu narratiu a gran escala. Vegeu també:Període assiri antic |
| Porta d'Ishtar                                   | Art babilònic             | Art babilònic             | Art babilònic             | - Ciutat de Babilònia i els dos períodes en els quals es va estendre un imperi amb centre en aquesta: primer amb Hammurabi l'Imperi babilònic, mil·lenni II aC, i més tard amb Nabucodonosor II l'Imperi neobabilònic, passats del mil·lenni I aC, entre 612-539 aC. - Construccions mitificades en les narracions bíbliques: torre de Babel, jardins penjants de Babilònia. - Maó vidriat acolorit per a la decoració de superfícies arquitectòniques. - Representació de figures animals. | - Ciutat de Babilònia i els dos períodes en els quals es va estendre un imperi amb centre en aquesta: primer amb Hammurabi l'Imperi babilònic, mil·lenni II aC, i més tard amb Nabucodonosor II l'Imperi neobabilònic, passats del mil·lenni I aC, entre 612-539 aC. - Construccions mitificades en les narracions bíbliques: torre de Babel, jardins penjants de Babilònia. - Maó vidriat acolorit per a la decoració de superfícies arquitectòniques. - Representació de figures animals. | - Ciutat de Babilònia i els dos períodes en els quals es va estendre un imperi amb centre en aquesta: primer amb Hammurabi l'Imperi babilònic, mil·lenni II aC, i més tard amb Nabucodonosor II l'Imperi neobabilònic, passats del mil·lenni I aC, entre 612-539 aC. - Construccions mitificades en les narracions bíbliques: torre de Babel, jardins penjants de Babilònia. - Maó vidriat acolorit per a la decoració de superfícies arquitectòniques. - Representació de figures animals. | - Ciutat de Babilònia i els dos períodes en els quals es va estendre un imperi amb centre en aquesta: primer amb Hammurabi l'Imperi babilònic, mil·lenni II aC, i més tard amb Nabucodonosor II l'Imperi neobabilònic, passats del mil·lenni I aC, entre 612-539 aC. - Construccions mitificades en les narracions bíbliques: torre de Babel, jardins penjants de Babilònia. - Maó vidriat acolorit per a la decoració de superfícies arquitectòniques. - Representació de figures animals. | - Ciutat de Babilònia i els dos períodes en els quals es va estendre un imperi amb centre en aquesta: primer amb Hammurabi l'Imperi babilònic, mil·lenni II aC, i més tard amb Nabucodonosor II l'Imperi neobabilònic, passats del mil·lenni I aC, entre 612-539 aC. - Construccions mitificades en les narracions bíbliques: torre de Babel, jardins penjants de Babilònia. - Maó vidriat acolorit per a la decoració de superfícies arquitectòniques. - Representació de figures animals. | - Ciutat de Babilònia i els dos períodes en els quals es va estendre un imperi amb centre en aquesta: primer amb Hammurabi l'Imperi babilònic, mil·lenni II aC, i més tard amb Nabucodonosor II l'Imperi neobabilònic, passats del mil·lenni I aC, entre 612-539 aC. - Construccions mitificades en les narracions bíbliques: torre de Babel, jardins penjants de Babilònia. - Maó vidriat acolorit per a la decoració de superfícies arquitectòniques. - Representació de figures animals. |
| Art de la vall del Nil                           |                           |                           |                           | | | | | | |
| Màscara de Tutankamon                            | Art de l'antic Egipte     | Art de l'antic Egipte     | Art de l'antic Egipte     | - Des del mil·lenni IV aC fins a la conquesta d'Alexandre el Gran al segle iv aC. - Civilització creada al voltant del poder polític i religiós, faraó i temples, que controlen l'agricultura regada per les inundacions del Nil, i en una estructura burocràtica d'escribes i escriptura jeroglífica. Es va desenvolupar una religió basada en el concepte de vida eterna després de la mort (Llibre dels morts), fet que va implicar un gran desenvolupament de l'art funerari. - Arquitectura monumental en pedra: temple egipci: Luxor, Karnak, Abu Simbel, File, i tomba egípcia: mastabes i piràmides al Regne antic d'Egipte i hipogeus, a l'Imperi nou: la vall dels Reis. - Imhotep, amb la piràmide esglaonada de Djoser a Saqqara, va ser el primer arquitecte de nom conegut (segle XXVII aC, immediatament anterior a la piràmide de Keops de l'arquitecte Hemiunu. - Relleus i pintures murals associats a l'arquitectura, estatuària colossal de ple volum (tríada de Micerino, colossos de Memnon, escriba assegut, Cheik el Beled, bust de Nefertiti), arts decoratives i mobiliàries. - Caràcter solemne amb base en cànons rígids de representació i simbolisme. - Les característiques de l'art egipci són notablement estables en un període de tres mil·lennis: monumentalitat, estereotipatge de la figura humana, frontalisme, jerarquia, absència de perspectiva en pintura i explotació de la perspectiva en l'arquitectura, en què predomina de forma absoluta la línia recta, el carreu, la columna, la llinda; amb l'excepció en les arts visuals i els conceptes religiosos del període de Tell al-Amarna, i en l'arquitectura del temple Solar egipci. - Els pigments són minerals, aplicats sobre una capa de guix blanc que cobreix la paret, cosa que dota la pintura d'una extraordinària lluminositat. | - Des del mil·lenni IV aC fins a la conquesta d'Alexandre el Gran al segle iv aC. - Civilització creada al voltant del poder polític i religiós, faraó i temples, que controlen l'agricultura regada per les inundacions del Nil, i en una estructura burocràtica d'escribes i escriptura jeroglífica. Es va desenvolupar una religió basada en el concepte de vida eterna després de la mort (Llibre dels morts), fet que va implicar un gran desenvolupament de l'art funerari. - Arquitectura monumental en pedra: temple egipci: Luxor, Karnak, Abu Simbel, File, i tomba egípcia: mastabes i piràmides al Regne antic d'Egipte i hipogeus, a l'Imperi nou: la vall dels Reis. - Imhotep, amb la piràmide esglaonada de Djoser a Saqqara, va ser el primer arquitecte de nom conegut (segle XXVII aC, immediatament anterior a la piràmide de Keops de l'arquitecte Hemiunu. - Relleus i pintures murals associats a l'arquitectura, estatuària colossal de ple volum (tríada de Micerino, colossos de Memnon, escriba assegut, Cheik el Beled, bust de Nefertiti), arts decoratives i mobiliàries. - Caràcter solemne amb base en cànons rígids de representació i simbolisme. - Les característiques de l'art egipci són notablement estables en un període de tres mil·lennis: monumentalitat, estereotipatge de la figura humana, frontalisme, jerarquia, absència de perspectiva en pintura i explotació de la perspectiva en l'arquitectura, en què predomina de forma absoluta la línia recta, el carreu, la columna, la llinda; amb l'excepció en les arts visuals i els conceptes religiosos del període de Tell al-Amarna, i en l'arquitectura del temple Solar egipci. - Els pigments són minerals, aplicats sobre una capa de guix blanc que cobreix la paret, cosa que dota la pintura d'una extraordinària lluminositat. | - Des del mil·lenni IV aC fins a la conquesta d'Alexandre el Gran al segle iv aC. - Civilització creada al voltant del poder polític i religiós, faraó i temples, que controlen l'agricultura regada per les inundacions del Nil, i en una estructura burocràtica d'escribes i escriptura jeroglífica. Es va desenvolupar una religió basada en el concepte de vida eterna després de la mort (Llibre dels morts), fet que va implicar un gran desenvolupament de l'art funerari. - Arquitectura monumental en pedra: temple egipci: Luxor, Karnak, Abu Simbel, File, i tomba egípcia: mastabes i piràmides al Regne antic d'Egipte i hipogeus, a l'Imperi nou: la vall dels Reis. - Imhotep, amb la piràmide esglaonada de Djoser a Saqqara, va ser el primer arquitecte de nom conegut (segle XXVII aC, immediatament anterior a la piràmide de Keops de l'arquitecte Hemiunu. - Relleus i pintures murals associats a l'arquitectura, estatuària colossal de ple volum (tríada de Micerino, colossos de Memnon, escriba assegut, Cheik el Beled, bust de Nefertiti), arts decoratives i mobiliàries. - Caràcter solemne amb base en cànons rígids de representació i simbolisme. - Les característiques de l'art egipci són notablement estables en un període de tres mil·lennis: monumentalitat, estereotipatge de la figura humana, frontalisme, jerarquia, absència de perspectiva en pintura i explotació de la perspectiva en l'arquitectura, en què predomina de forma absoluta la línia recta, el carreu, la columna, la llinda; amb l'excepció en les arts visuals i els conceptes religiosos del període de Tell al-Amarna, i en l'arquitectura del temple Solar egipci. - Els pigments són minerals, aplicats sobre una capa de guix blanc que cobreix la paret, cosa que dota la pintura d'una extraordinària lluminositat. | - Des del mil·lenni IV aC fins a la conquesta d'Alexandre el Gran al segle iv aC. - Civilització creada al voltant del poder polític i religiós, faraó i temples, que controlen l'agricultura regada per les inundacions del Nil, i en una estructura burocràtica d'escribes i escriptura jeroglífica. Es va desenvolupar una religió basada en el concepte de vida eterna després de la mort (Llibre dels morts), fet que va implicar un gran desenvolupament de l'art funerari. - Arquitectura monumental en pedra: temple egipci: Luxor, Karnak, Abu Simbel, File, i tomba egípcia: mastabes i piràmides al Regne antic d'Egipte i hipogeus, a l'Imperi nou: la vall dels Reis. - Imhotep, amb la piràmide esglaonada de Djoser a Saqqara, va ser el primer arquitecte de nom conegut (segle XXVII aC, immediatament anterior a la piràmide de Keops de l'arquitecte Hemiunu. - Relleus i pintures murals associats a l'arquitectura, estatuària colossal de ple volum (tríada de Micerino, colossos de Memnon, escriba assegut, Cheik el Beled, bust de Nefertiti), arts decoratives i mobiliàries. - Caràcter solemne amb base en cànons rígids de representació i simbolisme. - Les característiques de l'art egipci són notablement estables en un període de tres mil·lennis: monumentalitat, estereotipatge de la figura humana, frontalisme, jerarquia, absència de perspectiva en pintura i explotació de la perspectiva en l'arquitectura, en què predomina de forma absoluta la línia recta, el carreu, la columna, la llinda; amb l'excepció en les arts visuals i els conceptes religiosos del període de Tell al-Amarna, i en l'arquitectura del temple Solar egipci. - Els pigments són minerals, aplicats sobre una capa de guix blanc que cobreix la paret, cosa que dota la pintura d'una extraordinària lluminositat. | - Des del mil·lenni IV aC fins a la conquesta d'Alexandre el Gran al segle iv aC. - Civilització creada al voltant del poder polític i religiós, faraó i temples, que controlen l'agricultura regada per les inundacions del Nil, i en una estructura burocràtica d'escribes i escriptura jeroglífica. Es va desenvolupar una religió basada en el concepte de vida eterna després de la mort (Llibre dels morts), fet que va implicar un gran desenvolupament de l'art funerari. - Arquitectura monumental en pedra: temple egipci: Luxor, Karnak, Abu Simbel, File, i tomba egípcia: mastabes i piràmides al Regne antic d'Egipte i hipogeus, a l'Imperi nou: la vall dels Reis. - Imhotep, amb la piràmide esglaonada de Djoser a Saqqara, va ser el primer arquitecte de nom conegut (segle XXVII aC, immediatament anterior a la piràmide de Keops de l'arquitecte Hemiunu. - Relleus i pintures murals associats a l'arquitectura, estatuària colossal de ple volum (tríada de Micerino, colossos de Memnon, escriba assegut, Cheik el Beled, bust de Nefertiti), arts decoratives i mobiliàries. - Caràcter solemne amb base en cànons rígids de representació i simbolisme. - Les característiques de l'art egipci són notablement estables en un període de tres mil·lennis: monumentalitat, estereotipatge de la figura humana, frontalisme, jerarquia, absència de perspectiva en pintura i explotació de la perspectiva en l'arquitectura, en què predomina de forma absoluta la línia recta, el carreu, la columna, la llinda; amb l'excepció en les arts visuals i els conceptes religiosos del període de Tell al-Amarna, i en l'arquitectura del temple Solar egipci. - Els pigments són minerals, aplicats sobre una capa de guix blanc que cobreix la paret, cosa que dota la pintura d'una extraordinària lluminositat. | - Des del mil·lenni IV aC fins a la conquesta d'Alexandre el Gran al segle iv aC. - Civilització creada al voltant del poder polític i religiós, faraó i temples, que controlen l'agricultura regada per les inundacions del Nil, i en una estructura burocràtica d'escribes i escriptura jeroglífica. Es va desenvolupar una religió basada en el concepte de vida eterna després de la mort (Llibre dels morts), fet que va implicar un gran desenvolupament de l'art funerari. - Arquitectura monumental en pedra: temple egipci: Luxor, Karnak, Abu Simbel, File, i tomba egípcia: mastabes i piràmides al Regne antic d'Egipte i hipogeus, a l'Imperi nou: la vall dels Reis. - Imhotep, amb la piràmide esglaonada de Djoser a Saqqara, va ser el primer arquitecte de nom conegut (segle XXVII aC, immediatament anterior a la piràmide de Keops de l'arquitecte Hemiunu. - Relleus i pintures murals associats a l'arquitectura, estatuària colossal de ple volum (tríada de Micerino, colossos de Memnon, escriba assegut, Cheik el Beled, bust de Nefertiti), arts decoratives i mobiliàries. - Caràcter solemne amb base en cànons rígids de representació i simbolisme. - Les característiques de l'art egipci són notablement estables en un període de tres mil·lennis: monumentalitat, estereotipatge de la figura humana, frontalisme, jerarquia, absència de perspectiva en pintura i explotació de la perspectiva en l'arquitectura, en què predomina de forma absoluta la línia recta, el carreu, la columna, la llinda; amb l'excepció en les arts visuals i els conceptes religiosos del període de Tell al-Amarna, i en l'arquitectura del temple Solar egipci. - Els pigments són minerals, aplicats sobre una capa de guix blanc que cobreix la paret, cosa que dota la pintura d'una extraordinària lluminositat. |
| Art nubi                                         | Art nubi                  | Art nubi                  | Art nubi                  | - Núbia, al sud de l'Alt Egipte, més enllà d'Assuan, habitada per pobles nilòtics, va desenvolupar una civilització que va arribar a emular l'egípcia, amb la qual va estar en contacte amb intervencions alternatives d'una a l'altra. - Regne de Kus, Regne d'Aksum, rei Irike-amanote. - Escultura, orfebreria i art funerari de marcada influència egípcia. - Piràmides de Mèroe i Napata. | - Núbia, al sud de l'Alt Egipte, més enllà d'Assuan, habitada per pobles nilòtics, va desenvolupar una civilització que va arribar a emular l'egípcia, amb la qual va estar en contacte amb intervencions alternatives d'una a l'altra. - Regne de Kus, Regne d'Aksum, rei Irike-amanote. - Escultura, orfebreria i art funerari de marcada influència egípcia. - Piràmides de Mèroe i Napata. | - Núbia, al sud de l'Alt Egipte, més enllà d'Assuan, habitada per pobles nilòtics, va desenvolupar una civilització que va arribar a emular l'egípcia, amb la qual va estar en contacte amb intervencions alternatives d'una a l'altra. - Regne de Kus, Regne d'Aksum, rei Irike-amanote. - Escultura, orfebreria i art funerari de marcada influència egípcia. - Piràmides de Mèroe i Napata. | - Núbia, al sud de l'Alt Egipte, més enllà d'Assuan, habitada per pobles nilòtics, va desenvolupar una civilització que va arribar a emular l'egípcia, amb la qual va estar en contacte amb intervencions alternatives d'una a l'altra. - Regne de Kus, Regne d'Aksum, rei Irike-amanote. - Escultura, orfebreria i art funerari de marcada influència egípcia. - Piràmides de Mèroe i Napata. | - Núbia, al sud de l'Alt Egipte, més enllà d'Assuan, habitada per pobles nilòtics, va desenvolupar una civilització que va arribar a emular l'egípcia, amb la qual va estar en contacte amb intervencions alternatives d'una a l'altra. - Regne de Kus, Regne d'Aksum, rei Irike-amanote. - Escultura, orfebreria i art funerari de marcada influència egípcia. - Piràmides de Mèroe i Napata. | - Núbia, al sud de l'Alt Egipte, més enllà d'Assuan, habitada per pobles nilòtics, va desenvolupar una civilització que va arribar a emular l'egípcia, amb la qual va estar en contacte amb intervencions alternatives d'una a l'altra. - Regne de Kus, Regne d'Aksum, rei Irike-amanote. - Escultura, orfebreria i art funerari de marcada influència egípcia. - Piràmides de Mèroe i Napata. |
| Altres arts de l'antic Pròxim Orient             |                           |                           |                           | | | | | | |
|                                                  | Art hitita                | Art hitita                | Art hitita                | - Els hitites, des del centre d'Anatòlia (actual Turquia), van establir un imperi amb capital a Hattusas, que es va estendre per la costa de la Mediterrània fins a Egipte. - Art ciclopi: carreus de grans dimensions, relativa tosquedat dels seus baixos relleus d'influència assíria i escasses escultures a ple volum d'influència egípcia, encara que caracteritzades per l'absència de delicadeses formals i escàs detallisme. - Treball dels metalls, rude però molt suggestiu per la seva estilització i abstracció. Símbols críptics. | - Els hitites, des del centre d'Anatòlia (actual Turquia), van establir un imperi amb capital a Hattusas, que es va estendre per la costa de la Mediterrània fins a Egipte. - Art ciclopi: carreus de grans dimensions, relativa tosquedat dels seus baixos relleus d'influència assíria i escasses escultures a ple volum d'influència egípcia, encara que caracteritzades per l'absència de delicadeses formals i escàs detallisme. - Treball dels metalls, rude però molt suggestiu per la seva estilització i abstracció. Símbols críptics. | - Els hitites, des del centre d'Anatòlia (actual Turquia), van establir un imperi amb capital a Hattusas, que es va estendre per la costa de la Mediterrània fins a Egipte. - Art ciclopi: carreus de grans dimensions, relativa tosquedat dels seus baixos relleus d'influència assíria i escasses escultures a ple volum d'influència egípcia, encara que caracteritzades per l'absència de delicadeses formals i escàs detallisme. - Treball dels metalls, rude però molt suggestiu per la seva estilització i abstracció. Símbols críptics. | - Els hitites, des del centre d'Anatòlia (actual Turquia), van establir un imperi amb capital a Hattusas, que es va estendre per la costa de la Mediterrània fins a Egipte. - Art ciclopi: carreus de grans dimensions, relativa tosquedat dels seus baixos relleus d'influència assíria i escasses escultures a ple volum d'influència egípcia, encara que caracteritzades per l'absència de delicadeses formals i escàs detallisme. - Treball dels metalls, rude però molt suggestiu per la seva estilització i abstracció. Símbols críptics. | - Els hitites, des del centre d'Anatòlia (actual Turquia), van establir un imperi amb capital a Hattusas, que es va estendre per la costa de la Mediterrània fins a Egipte. - Art ciclopi: carreus de grans dimensions, relativa tosquedat dels seus baixos relleus d'influència assíria i escasses escultures a ple volum d'influència egípcia, encara que caracteritzades per l'absència de delicadeses formals i escàs detallisme. - Treball dels metalls, rude però molt suggestiu per la seva estilització i abstracció. Símbols críptics. | - Els hitites, des del centre d'Anatòlia (actual Turquia), van establir un imperi amb capital a Hattusas, que es va estendre per la costa de la Mediterrània fins a Egipte. - Art ciclopi: carreus de grans dimensions, relativa tosquedat dels seus baixos relleus d'influència assíria i escasses escultures a ple volum d'influència egípcia, encara que caracteritzades per l'absència de delicadeses formals i escàs detallisme. - Treball dels metalls, rude però molt suggestiu per la seva estilització i abstracció. Símbols críptics. |
| Dama d'Eivissa                                   | Art fenici                | Art fenici                | Art fenici                | - Els fenicis o púnics, poble semita establert a la costa de l'actual Líban (Tir, Sidó, Biblos), es van expandir per la Mediterrània entre el segle XI aC i el segle vii aC mitjançant la fundació de colònies comercials: sud de la península Itàlica, Sicília, sud de la península Ibèrica i nord de l'Àfrica, on van fundar la colònia de Cartago (que a la caiguda de les metròpolis asiàtiques sota l'Imperi Persa, va continuar la seva expansió convertint-se en un veritable imperi marítim a la Mediterrània occidental fins al segle iii aC en les guerres púniques contra Roma). - Sentit utilitari: artesania i comerç de productes de luxe com armes, ceràmica, teles, tints, mitjançant la navegació per tota la Mediterrània i també per les costes atlàntiques europees i africanes. - Influència de l'art egipci, l'art mesopotàmic i l'art egeu primitiu i influències mútues amb l'art grec posterior del període orientalitzant i època arcaica. | - Els fenicis o púnics, poble semita establert a la costa de l'actual Líban (Tir, Sidó, Biblos), es van expandir per la Mediterrània entre el segle XI aC i el segle vii aC mitjançant la fundació de colònies comercials: sud de la península Itàlica, Sicília, sud de la península Ibèrica i nord de l'Àfrica, on van fundar la colònia de Cartago (que a la caiguda de les metròpolis asiàtiques sota l'Imperi Persa, va continuar la seva expansió convertint-se en un veritable imperi marítim a la Mediterrània occidental fins al segle iii aC en les guerres púniques contra Roma). - Sentit utilitari: artesania i comerç de productes de luxe com armes, ceràmica, teles, tints, mitjançant la navegació per tota la Mediterrània i també per les costes atlàntiques europees i africanes. - Influència de l'art egipci, l'art mesopotàmic i l'art egeu primitiu i influències mútues amb l'art grec posterior del període orientalitzant i època arcaica. | - Els fenicis o púnics, poble semita establert a la costa de l'actual Líban (Tir, Sidó, Biblos), es van expandir per la Mediterrània entre el segle XI aC i el segle vii aC mitjançant la fundació de colònies comercials: sud de la península Itàlica, Sicília, sud de la península Ibèrica i nord de l'Àfrica, on van fundar la colònia de Cartago (que a la caiguda de les metròpolis asiàtiques sota l'Imperi Persa, va continuar la seva expansió convertint-se en un veritable imperi marítim a la Mediterrània occidental fins al segle iii aC en les guerres púniques contra Roma). - Sentit utilitari: artesania i comerç de productes de luxe com armes, ceràmica, teles, tints, mitjançant la navegació per tota la Mediterrània i també per les costes atlàntiques europees i africanes. - Influència de l'art egipci, l'art mesopotàmic i l'art egeu primitiu i influències mútues amb l'art grec posterior del període orientalitzant i època arcaica. | - Els fenicis o púnics, poble semita establert a la costa de l'actual Líban (Tir, Sidó, Biblos), es van expandir per la Mediterrània entre el segle XI aC i el segle vii aC mitjançant la fundació de colònies comercials: sud de la península Itàlica, Sicília, sud de la península Ibèrica i nord de l'Àfrica, on van fundar la colònia de Cartago (que a la caiguda de les metròpolis asiàtiques sota l'Imperi Persa, va continuar la seva expansió convertint-se en un veritable imperi marítim a la Mediterrània occidental fins al segle iii aC en les guerres púniques contra Roma). - Sentit utilitari: artesania i comerç de productes de luxe com armes, ceràmica, teles, tints, mitjançant la navegació per tota la Mediterrània i també per les costes atlàntiques europees i africanes. - Influència de l'art egipci, l'art mesopotàmic i l'art egeu primitiu i influències mútues amb l'art grec posterior del període orientalitzant i època arcaica. | - Els fenicis o púnics, poble semita establert a la costa de l'actual Líban (Tir, Sidó, Biblos), es van expandir per la Mediterrània entre el segle XI aC i el segle vii aC mitjançant la fundació de colònies comercials: sud de la península Itàlica, Sicília, sud de la península Ibèrica i nord de l'Àfrica, on van fundar la colònia de Cartago (que a la caiguda de les metròpolis asiàtiques sota l'Imperi Persa, va continuar la seva expansió convertint-se en un veritable imperi marítim a la Mediterrània occidental fins al segle iii aC en les guerres púniques contra Roma). - Sentit utilitari: artesania i comerç de productes de luxe com armes, ceràmica, teles, tints, mitjançant la navegació per tota la Mediterrània i també per les costes atlàntiques europees i africanes. - Influència de l'art egipci, l'art mesopotàmic i l'art egeu primitiu i influències mútues amb l'art grec posterior del període orientalitzant i època arcaica. | - Els fenicis o púnics, poble semita establert a la costa de l'actual Líban (Tir, Sidó, Biblos), es van expandir per la Mediterrània entre el segle XI aC i el segle vii aC mitjançant la fundació de colònies comercials: sud de la península Itàlica, Sicília, sud de la península Ibèrica i nord de l'Àfrica, on van fundar la colònia de Cartago (que a la caiguda de les metròpolis asiàtiques sota l'Imperi Persa, va continuar la seva expansió convertint-se en un veritable imperi marítim a la Mediterrània occidental fins al segle iii aC en les guerres púniques contra Roma). - Sentit utilitari: artesania i comerç de productes de luxe com armes, ceràmica, teles, tints, mitjançant la navegació per tota la Mediterrània i també per les costes atlàntiques europees i africanes. - Influència de l'art egipci, l'art mesopotàmic i l'art egeu primitiu i influències mútues amb l'art grec posterior del període orientalitzant i època arcaica. |
| Tauleta de la sinagoga de Peki'in a Israel       | Art hebreu antic          | Art hebreu antic          | Art hebreu antic          | - La història d'Israel i Palestina és la d'un poble semita nòmada (poble jueu o hebreu) que s'estableix i forma un regne en conflicte amb els pobles de la regió denominada Canaan o Palestina a la fi del mil·lenni II aC, amb els reis Saül, David, Salomó. - Capitalitat de Jerusalem i el seu temple, principal centre artístic i religiós: monoteisme, llibre sagrat (Torà o Bíblia), prohibició de la idolatria (que impedeix qualsevol representació gràfica humana o animal). - Es relaciona amb les civilitzacions egípcia i fenícia, també amb el Regne de Sabà, localitzable al sud de la mar Roja, al Iemen o a Etiòpia; i és conquerit per assiris, babilonis, perses, grecs i romans, amb successius exilis massius: diàspora. | - La història d'Israel i Palestina és la d'un poble semita nòmada (poble jueu o hebreu) que s'estableix i forma un regne en conflicte amb els pobles de la regió denominada Canaan o Palestina a la fi del mil·lenni II aC, amb els reis Saül, David, Salomó. - Capitalitat de Jerusalem i el seu temple, principal centre artístic i religiós: monoteisme, llibre sagrat (Torà o Bíblia), prohibició de la idolatria (que impedeix qualsevol representació gràfica humana o animal). - Es relaciona amb les civilitzacions egípcia i fenícia, també amb el Regne de Sabà, localitzable al sud de la mar Roja, al Iemen o a Etiòpia; i és conquerit per assiris, babilonis, perses, grecs i romans, amb successius exilis massius: diàspora. | - La història d'Israel i Palestina és la d'un poble semita nòmada (poble jueu o hebreu) que s'estableix i forma un regne en conflicte amb els pobles de la regió denominada Canaan o Palestina a la fi del mil·lenni II aC, amb els reis Saül, David, Salomó. - Capitalitat de Jerusalem i el seu temple, principal centre artístic i religiós: monoteisme, llibre sagrat (Torà o Bíblia), prohibició de la idolatria (que impedeix qualsevol representació gràfica humana o animal). - Es relaciona amb les civilitzacions egípcia i fenícia, també amb el Regne de Sabà, localitzable al sud de la mar Roja, al Iemen o a Etiòpia; i és conquerit per assiris, babilonis, perses, grecs i romans, amb successius exilis massius: diàspora. | - La història d'Israel i Palestina és la d'un poble semita nòmada (poble jueu o hebreu) que s'estableix i forma un regne en conflicte amb els pobles de la regió denominada Canaan o Palestina a la fi del mil·lenni II aC, amb els reis Saül, David, Salomó. - Capitalitat de Jerusalem i el seu temple, principal centre artístic i religiós: monoteisme, llibre sagrat (Torà o Bíblia), prohibició de la idolatria (que impedeix qualsevol representació gràfica humana o animal). - Es relaciona amb les civilitzacions egípcia i fenícia, també amb el Regne de Sabà, localitzable al sud de la mar Roja, al Iemen o a Etiòpia; i és conquerit per assiris, babilonis, perses, grecs i romans, amb successius exilis massius: diàspora. | - La història d'Israel i Palestina és la d'un poble semita nòmada (poble jueu o hebreu) que s'estableix i forma un regne en conflicte amb els pobles de la regió denominada Canaan o Palestina a la fi del mil·lenni II aC, amb els reis Saül, David, Salomó. - Capitalitat de Jerusalem i el seu temple, principal centre artístic i religiós: monoteisme, llibre sagrat (Torà o Bíblia), prohibició de la idolatria (que impedeix qualsevol representació gràfica humana o animal). - Es relaciona amb les civilitzacions egípcia i fenícia, també amb el Regne de Sabà, localitzable al sud de la mar Roja, al Iemen o a Etiòpia; i és conquerit per assiris, babilonis, perses, grecs i romans, amb successius exilis massius: diàspora. | - La història d'Israel i Palestina és la d'un poble semita nòmada (poble jueu o hebreu) que s'estableix i forma un regne en conflicte amb els pobles de la regió denominada Canaan o Palestina a la fi del mil·lenni II aC, amb els reis Saül, David, Salomó. - Capitalitat de Jerusalem i el seu temple, principal centre artístic i religiós: monoteisme, llibre sagrat (Torà o Bíblia), prohibició de la idolatria (que impedeix qualsevol representació gràfica humana o animal). - Es relaciona amb les civilitzacions egípcia i fenícia, també amb el Regne de Sabà, localitzable al sud de la mar Roja, al Iemen o a Etiòpia; i és conquerit per assiris, babilonis, perses, grecs i romans, amb successius exilis massius: diàspora. |
| Esfinx del palau de Darius                       | Art persa                 | Art persa                 | Art persa                 | - Els medes i perses van desenvolupar la seva civilització entre Mesopotàmia, l'Índia, l'Àsia central i el Caucas, regió àrida de pas de tribus nòmades corresponent a l'actual Iran. - Art nòmada ornamental d'armes, gots en fusta, os o metalls. Estil animalista, abstracció figurativa i orgànica. - Després de dominar els assiris, van conquerir Babilònia el 539 aC. - Palaus colossals (diverses influències, ambient cerimonial i repetitiu -Persèpolis, Susa-), absència d'arquitectura religiosa, determinada per les característiques del zoroastrisme. - Art funerari: tombes de Naqsh-e Rostam. - Escultura associada a l'arquitectura. | - Els medes i perses van desenvolupar la seva civilització entre Mesopotàmia, l'Índia, l'Àsia central i el Caucas, regió àrida de pas de tribus nòmades corresponent a l'actual Iran. - Art nòmada ornamental d'armes, gots en fusta, os o metalls. Estil animalista, abstracció figurativa i orgànica. - Després de dominar els assiris, van conquerir Babilònia el 539 aC. - Palaus colossals (diverses influències, ambient cerimonial i repetitiu -Persèpolis, Susa-), absència d'arquitectura religiosa, determinada per les característiques del zoroastrisme. - Art funerari: tombes de Naqsh-e Rostam. - Escultura associada a l'arquitectura. | - Els medes i perses van desenvolupar la seva civilització entre Mesopotàmia, l'Índia, l'Àsia central i el Caucas, regió àrida de pas de tribus nòmades corresponent a l'actual Iran. - Art nòmada ornamental d'armes, gots en fusta, os o metalls. Estil animalista, abstracció figurativa i orgànica. - Després de dominar els assiris, van conquerir Babilònia el 539 aC. - Palaus colossals (diverses influències, ambient cerimonial i repetitiu -Persèpolis, Susa-), absència d'arquitectura religiosa, determinada per les característiques del zoroastrisme. - Art funerari: tombes de Naqsh-e Rostam. - Escultura associada a l'arquitectura. | - Els medes i perses van desenvolupar la seva civilització entre Mesopotàmia, l'Índia, l'Àsia central i el Caucas, regió àrida de pas de tribus nòmades corresponent a l'actual Iran. - Art nòmada ornamental d'armes, gots en fusta, os o metalls. Estil animalista, abstracció figurativa i orgànica. - Després de dominar els assiris, van conquerir Babilònia el 539 aC. - Palaus colossals (diverses influències, ambient cerimonial i repetitiu -Persèpolis, Susa-), absència d'arquitectura religiosa, determinada per les característiques del zoroastrisme. - Art funerari: tombes de Naqsh-e Rostam. - Escultura associada a l'arquitectura. | - Els medes i perses van desenvolupar la seva civilització entre Mesopotàmia, l'Índia, l'Àsia central i el Caucas, regió àrida de pas de tribus nòmades corresponent a l'actual Iran. - Art nòmada ornamental d'armes, gots en fusta, os o metalls. Estil animalista, abstracció figurativa i orgànica. - Després de dominar els assiris, van conquerir Babilònia el 539 aC. - Palaus colossals (diverses influències, ambient cerimonial i repetitiu -Persèpolis, Susa-), absència d'arquitectura religiosa, determinada per les característiques del zoroastrisme. - Art funerari: tombes de Naqsh-e Rostam. - Escultura associada a l'arquitectura. | - Els medes i perses van desenvolupar la seva civilització entre Mesopotàmia, l'Índia, l'Àsia central i el Caucas, regió àrida de pas de tribus nòmades corresponent a l'actual Iran. - Art nòmada ornamental d'armes, gots en fusta, os o metalls. Estil animalista, abstracció figurativa i orgànica. - Després de dominar els assiris, van conquerir Babilònia el 539 aC. - Palaus colossals (diverses influències, ambient cerimonial i repetitiu -Persèpolis, Susa-), absència d'arquitectura religiosa, determinada per les característiques del zoroastrisme. - Art funerari: tombes de Naqsh-e Rostam. - Escultura associada a l'arquitectura. |
| Griu del palau reial de Shabwa, a l'actual Iemen | Art àrab preislamita      | Art àrab preislamita      | Art àrab preislamita      | - L'Aràbia preislamita es va desenvolupar com una civilització sense un estat centralitzat, entre els pobles àrabs, alguns nòmades i d'altres en zones agrícoles i urbanes. La unificació es va produir amb l'islam (segle vii). - Influències de l'art mesopotàmic i persa (temple solar de Marib). Amb l'hel·lenització i la conquesta romana de les zones perifèriques d'Aràbia, influència de l'art grecoromà de Palmira i Petra. | - L'Aràbia preislamita es va desenvolupar com una civilització sense un estat centralitzat, entre els pobles àrabs, alguns nòmades i d'altres en zones agrícoles i urbanes. La unificació es va produir amb l'islam (segle vii). - Influències de l'art mesopotàmic i persa (temple solar de Marib). Amb l'hel·lenització i la conquesta romana de les zones perifèriques d'Aràbia, influència de l'art grecoromà de Palmira i Petra. | - L'Aràbia preislamita es va desenvolupar com una civilització sense un estat centralitzat, entre els pobles àrabs, alguns nòmades i d'altres en zones agrícoles i urbanes. La unificació es va produir amb l'islam (segle vii). - Influències de l'art mesopotàmic i persa (temple solar de Marib). Amb l'hel·lenització i la conquesta romana de les zones perifèriques d'Aràbia, influència de l'art grecoromà de Palmira i Petra. | - L'Aràbia preislamita es va desenvolupar com una civilització sense un estat centralitzat, entre els pobles àrabs, alguns nòmades i d'altres en zones agrícoles i urbanes. La unificació es va produir amb l'islam (segle vii). - Influències de l'art mesopotàmic i persa (temple solar de Marib). Amb l'hel·lenització i la conquesta romana de les zones perifèriques d'Aràbia, influència de l'art grecoromà de Palmira i Petra. | - L'Aràbia preislamita es va desenvolupar com una civilització sense un estat centralitzat, entre els pobles àrabs, alguns nòmades i d'altres en zones agrícoles i urbanes. La unificació es va produir amb l'islam (segle vii). - Influències de l'art mesopotàmic i persa (temple solar de Marib). Amb l'hel·lenització i la conquesta romana de les zones perifèriques d'Aràbia, influència de l'art grecoromà de Palmira i Petra. | - L'Aràbia preislamita es va desenvolupar com una civilització sense un estat centralitzat, entre els pobles àrabs, alguns nòmades i d'altres en zones agrícoles i urbanes. La unificació es va produir amb l'islam (segle vii). - Influències de l'art mesopotàmic i persa (temple solar de Marib). Amb l'hel·lenització i la conquesta romana de les zones perifèriques d'Aràbia, influència de l'art grecoromà de Palmira i Petra. |
| Art egeu                                         |                           |                           |                           | | | | | | |
| Escultura ciclàdica                              | Art ciclàdic              | Art ciclàdic              | Art ciclàdic              | - Arxipèlag de les Cíclades, edat del bronze (2500-1600 aC). - Objectes de ceràmica, gots, copes, etc., de decoració geometritzant amb línies rectes, corbes i espirals. - Petits ídols en marbre de línies sintètiques amb nas de relleu destacat. | - Arxipèlag de les Cíclades, edat del bronze (2500-1600 aC). - Objectes de ceràmica, gots, copes, etc., de decoració geometritzant amb línies rectes, corbes i espirals. - Petits ídols en marbre de línies sintètiques amb nas de relleu destacat. | - Arxipèlag de les Cíclades, edat del bronze (2500-1600 aC). - Objectes de ceràmica, gots, copes, etc., de decoració geometritzant amb línies rectes, corbes i espirals. - Petits ídols en marbre de línies sintètiques amb nas de relleu destacat. | - Arxipèlag de les Cíclades, edat del bronze (2500-1600 aC). - Objectes de ceràmica, gots, copes, etc., de decoració geometritzant amb línies rectes, corbes i espirals. - Petits ídols en marbre de línies sintètiques amb nas de relleu destacat. | - Arxipèlag de les Cíclades, edat del bronze (2500-1600 aC). - Objectes de ceràmica, gots, copes, etc., de decoració geometritzant amb línies rectes, corbes i espirals. - Petits ídols en marbre de línies sintètiques amb nas de relleu destacat. | - Arxipèlag de les Cíclades, edat del bronze (2500-1600 aC). - Objectes de ceràmica, gots, copes, etc., de decoració geometritzant amb línies rectes, corbes i espirals. - Petits ídols en marbre de línies sintètiques amb nas de relleu destacat. |
| Fresc del palau de Knossos                       | Art minoic                | Art minoic                | Art minoic                | - A l'illa de Creta sorgeix a l'edat del bronze en el mil·lenni III aC, la civilització cretenca, denominada minoica pel mite del rei Minos i el laberint del minotaure, identificat amb el palau de Cnossos. - Pintura mural decorativa d'harmonia i moviment, colors vius i visió frontal associada a una arquitectura palatina d'estructura informal i pràctica, laberíntica, amb patis interiors i diferents nivells. - Peces de ceràmica, poca escultura com petites figures en argila i terracota, atuells. - Temàtiques del quotidià, animalística del món marí i religiosa amb peces votives i rituals. | - A l'illa de Creta sorgeix a l'edat del bronze en el mil·lenni III aC, la civilització cretenca, denominada minoica pel mite del rei Minos i el laberint del minotaure, identificat amb el palau de Cnossos. - Pintura mural decorativa d'harmonia i moviment, colors vius i visió frontal associada a una arquitectura palatina d'estructura informal i pràctica, laberíntica, amb patis interiors i diferents nivells. - Peces de ceràmica, poca escultura com petites figures en argila i terracota, atuells. - Temàtiques del quotidià, animalística del món marí i religiosa amb peces votives i rituals. | - A l'illa de Creta sorgeix a l'edat del bronze en el mil·lenni III aC, la civilització cretenca, denominada minoica pel mite del rei Minos i el laberint del minotaure, identificat amb el palau de Cnossos. - Pintura mural decorativa d'harmonia i moviment, colors vius i visió frontal associada a una arquitectura palatina d'estructura informal i pràctica, laberíntica, amb patis interiors i diferents nivells. - Peces de ceràmica, poca escultura com petites figures en argila i terracota, atuells. - Temàtiques del quotidià, animalística del món marí i religiosa amb peces votives i rituals. | - A l'illa de Creta sorgeix a l'edat del bronze en el mil·lenni III aC, la civilització cretenca, denominada minoica pel mite del rei Minos i el laberint del minotaure, identificat amb el palau de Cnossos. - Pintura mural decorativa d'harmonia i moviment, colors vius i visió frontal associada a una arquitectura palatina d'estructura informal i pràctica, laberíntica, amb patis interiors i diferents nivells. - Peces de ceràmica, poca escultura com petites figures en argila i terracota, atuells. - Temàtiques del quotidià, animalística del món marí i religiosa amb peces votives i rituals. | - A l'illa de Creta sorgeix a l'edat del bronze en el mil·lenni III aC, la civilització cretenca, denominada minoica pel mite del rei Minos i el laberint del minotaure, identificat amb el palau de Cnossos. - Pintura mural decorativa d'harmonia i moviment, colors vius i visió frontal associada a una arquitectura palatina d'estructura informal i pràctica, laberíntica, amb patis interiors i diferents nivells. - Peces de ceràmica, poca escultura com petites figures en argila i terracota, atuells. - Temàtiques del quotidià, animalística del món marí i religiosa amb peces votives i rituals. | - A l'illa de Creta sorgeix a l'edat del bronze en el mil·lenni III aC, la civilització cretenca, denominada minoica pel mite del rei Minos i el laberint del minotaure, identificat amb el palau de Cnossos. - Pintura mural decorativa d'harmonia i moviment, colors vius i visió frontal associada a una arquitectura palatina d'estructura informal i pràctica, laberíntica, amb patis interiors i diferents nivells. - Peces de ceràmica, poca escultura com petites figures en argila i terracota, atuells. - Temàtiques del quotidià, animalística del món marí i religiosa amb peces votives i rituals. |
| Màscara d'Agamèmnon                              | Art micènic               | Art micènic               | Art micènic               | - Aqueus establerts en territori de l'actual Grècia continental, edat del bronze. - Principal centre a Micenes, influència de l'art minoic. Muralles de Tirint. - Arquitectura monumental, pintura sense la lleugeresa de l'art cretenc, temàtica militar i narrativa. | - Aqueus establerts en territori de l'actual Grècia continental, edat del bronze. - Principal centre a Micenes, influència de l'art minoic. Muralles de Tirint. - Arquitectura monumental, pintura sense la lleugeresa de l'art cretenc, temàtica militar i narrativa. | - Aqueus establerts en territori de l'actual Grècia continental, edat del bronze. - Principal centre a Micenes, influència de l'art minoic. Muralles de Tirint. - Arquitectura monumental, pintura sense la lleugeresa de l'art cretenc, temàtica militar i narrativa. | - Aqueus establerts en territori de l'actual Grècia continental, edat del bronze. - Principal centre a Micenes, influència de l'art minoic. Muralles de Tirint. - Arquitectura monumental, pintura sense la lleugeresa de l'art cretenc, temàtica militar i narrativa. | - Aqueus establerts en territori de l'actual Grècia continental, edat del bronze. - Principal centre a Micenes, influència de l'art minoic. Muralles de Tirint. - Arquitectura monumental, pintura sense la lleugeresa de l'art cretenc, temàtica militar i narrativa. | - Aqueus establerts en territori de l'actual Grècia continental, edat del bronze. - Principal centre a Micenes, influència de l'art minoic. Muralles de Tirint. - Arquitectura monumental, pintura sense la lleugeresa de l'art cretenc, temàtica militar i narrativa. |
| Altres arts europeus antics                      |                           |                           |                           | | | | | | |
| Toros de Guisando                                | Art cèltic                | Art cèltic                | Art cèltic                | - Estil característic dels pobles de llengua cèltica a Europa central i occidental, a Alemanya, França, centre i nord d'Espanya, i a les Illes Britàniques (Gran Bretanya i Irlanda), on va perviure fins i tot en l'edat mitjana. En altres regions, es va desenvolupar des de la prehistòria a l'edat del ferro (cultura de La Tène) fins a la conquesta romana. | - Estil característic dels pobles de llengua cèltica a Europa central i occidental, a Alemanya, França, centre i nord d'Espanya, i a les Illes Britàniques (Gran Bretanya i Irlanda), on va perviure fins i tot en l'edat mitjana. En altres regions, es va desenvolupar des de la prehistòria a l'edat del ferro (cultura de La Tène) fins a la conquesta romana. | - Estil característic dels pobles de llengua cèltica a Europa central i occidental, a Alemanya, França, centre i nord d'Espanya, i a les Illes Britàniques (Gran Bretanya i Irlanda), on va perviure fins i tot en l'edat mitjana. En altres regions, es va desenvolupar des de la prehistòria a l'edat del ferro (cultura de La Tène) fins a la conquesta romana. | - Estil característic dels pobles de llengua cèltica a Europa central i occidental, a Alemanya, França, centre i nord d'Espanya, i a les Illes Britàniques (Gran Bretanya i Irlanda), on va perviure fins i tot en l'edat mitjana. En altres regions, es va desenvolupar des de la prehistòria a l'edat del ferro (cultura de La Tène) fins a la conquesta romana. | - Estil característic dels pobles de llengua cèltica a Europa central i occidental, a Alemanya, França, centre i nord d'Espanya, i a les Illes Britàniques (Gran Bretanya i Irlanda), on va perviure fins i tot en l'edat mitjana. En altres regions, es va desenvolupar des de la prehistòria a l'edat del ferro (cultura de La Tène) fins a la conquesta romana. | - Estil característic dels pobles de llengua cèltica a Europa central i occidental, a Alemanya, França, centre i nord d'Espanya, i a les Illes Britàniques (Gran Bretanya i Irlanda), on va perviure fins i tot en l'edat mitjana. En altres regions, es va desenvolupar des de la prehistòria a l'edat del ferro (cultura de La Tène) fins a la conquesta romana. |
| Fíbules de la cultura de Hallstatt               | Art dels pobles germànics | Art dels pobles germànics | Art dels pobles germànics | - Estil característic dels pobles germànics. Vegeu també: preromànic per a la contextualització de l'art germànic durant el període de les migracions o invasions bàrbares, que constitueix el començament de l'art medieval. | - Estil característic dels pobles germànics. Vegeu també: preromànic per a la contextualització de l'art germànic durant el període de les migracions o invasions bàrbares, que constitueix el començament de l'art medieval. | - Estil característic dels pobles germànics. Vegeu també: preromànic per a la contextualització de l'art germànic durant el període de les migracions o invasions bàrbares, que constitueix el començament de l'art medieval. | - Estil característic dels pobles germànics. Vegeu també: preromànic per a la contextualització de l'art germànic durant el període de les migracions o invasions bàrbares, que constitueix el començament de l'art medieval. | - Estil característic dels pobles germànics. Vegeu també: preromànic per a la contextualització de l'art germànic durant el període de les migracions o invasions bàrbares, que constitueix el començament de l'art medieval. | - Estil característic dels pobles germànics. Vegeu també: preromànic per a la contextualització de l'art germànic durant el període de les migracions o invasions bàrbares, que constitueix el començament de l'art medieval. |
| Dama d'Elx                                       | Art ibèric                | Art ibèric                | Art ibèric                | - Sud i est de la península Ibèrica: costa de la Mediterrània, vall de l'Ebre i vall del Guadalquivir. - Ibers: són els diferents pobles indígenes d'aquestes zones, cosa que exclou els celtes (interior i nord). Llengües preindoeuropees, emparentades amb l'èuscar. Desenvolupen la seva civilització per contacte amb els pobles colonitzadors grecs i fenicis (Emporion- Empúries, Gadir-Cadis, Qart Hadash-Cartagena). Veritables estats, el primer i més important, Tartessos. - Escultures votives i monuments. Orfebreria. Ciutats i poblats emmurallats com Ullastret. | - Sud i est de la península Ibèrica: costa de la Mediterrània, vall de l'Ebre i vall del Guadalquivir. - Ibers: són els diferents pobles indígenes d'aquestes zones, cosa que exclou els celtes (interior i nord). Llengües preindoeuropees, emparentades amb l'èuscar. Desenvolupen la seva civilització per contacte amb els pobles colonitzadors grecs i fenicis (Emporion- Empúries, Gadir-Cadis, Qart Hadash-Cartagena). Veritables estats, el primer i més important, Tartessos. - Escultures votives i monuments. Orfebreria. Ciutats i poblats emmurallats com Ullastret. | - Sud i est de la península Ibèrica: costa de la Mediterrània, vall de l'Ebre i vall del Guadalquivir. - Ibers: són els diferents pobles indígenes d'aquestes zones, cosa que exclou els celtes (interior i nord). Llengües preindoeuropees, emparentades amb l'èuscar. Desenvolupen la seva civilització per contacte amb els pobles colonitzadors grecs i fenicis (Emporion- Empúries, Gadir-Cadis, Qart Hadash-Cartagena). Veritables estats, el primer i més important, Tartessos. - Escultures votives i monuments. Orfebreria. Ciutats i poblats emmurallats com Ullastret. | - Sud i est de la península Ibèrica: costa de la Mediterrània, vall de l'Ebre i vall del Guadalquivir. - Ibers: són els diferents pobles indígenes d'aquestes zones, cosa que exclou els celtes (interior i nord). Llengües preindoeuropees, emparentades amb l'èuscar. Desenvolupen la seva civilització per contacte amb els pobles colonitzadors grecs i fenicis (Emporion- Empúries, Gadir-Cadis, Qart Hadash-Cartagena). Veritables estats, el primer i més important, Tartessos. - Escultures votives i monuments. Orfebreria. Ciutats i poblats emmurallats com Ullastret. | - Sud i est de la península Ibèrica: costa de la Mediterrània, vall de l'Ebre i vall del Guadalquivir. - Ibers: són els diferents pobles indígenes d'aquestes zones, cosa que exclou els celtes (interior i nord). Llengües preindoeuropees, emparentades amb l'èuscar. Desenvolupen la seva civilització per contacte amb els pobles colonitzadors grecs i fenicis (Emporion- Empúries, Gadir-Cadis, Qart Hadash-Cartagena). Veritables estats, el primer i més important, Tartessos. - Escultures votives i monuments. Orfebreria. Ciutats i poblats emmurallats com Ullastret. | - Sud i est de la península Ibèrica: costa de la Mediterrània, vall de l'Ebre i vall del Guadalquivir. - Ibers: són els diferents pobles indígenes d'aquestes zones, cosa que exclou els celtes (interior i nord). Llengües preindoeuropees, emparentades amb l'èuscar. Desenvolupen la seva civilització per contacte amb els pobles colonitzadors grecs i fenicis (Emporion- Empúries, Gadir-Cadis, Qart Hadash-Cartagena). Veritables estats, el primer i més important, Tartessos. - Escultures votives i monuments. Orfebreria. Ciutats i poblats emmurallats com Ullastret. |
| Pintura etrusca                                  | Art etrusc                | Art etrusc                | Art etrusc                | - El poble etrusc va desenvolupar la seva civilització a la regió d'Etrúria, actual Toscana entre el segle ix aC i el segle ii aC. - Art funerari: cambres tumulàries amb pintura mural, urnes, estatuària jacent als sarcòfags i busts. - Peces en bronze com Quimera d'Arezzo i terracota i orfebreria. - Influència de l'època arcaica grega. - Ciutats emmurallades com Veïs. | - El poble etrusc va desenvolupar la seva civilització a la regió d'Etrúria, actual Toscana entre el segle ix aC i el segle ii aC. - Art funerari: cambres tumulàries amb pintura mural, urnes, estatuària jacent als sarcòfags i busts. - Peces en bronze com Quimera d'Arezzo i terracota i orfebreria. - Influència de l'època arcaica grega. - Ciutats emmurallades com Veïs. | - El poble etrusc va desenvolupar la seva civilització a la regió d'Etrúria, actual Toscana entre el segle ix aC i el segle ii aC. - Art funerari: cambres tumulàries amb pintura mural, urnes, estatuària jacent als sarcòfags i busts. - Peces en bronze com Quimera d'Arezzo i terracota i orfebreria. - Influència de l'època arcaica grega. - Ciutats emmurallades com Veïs. | - El poble etrusc va desenvolupar la seva civilització a la regió d'Etrúria, actual Toscana entre el segle ix aC i el segle ii aC. - Art funerari: cambres tumulàries amb pintura mural, urnes, estatuària jacent als sarcòfags i busts. - Peces en bronze com Quimera d'Arezzo i terracota i orfebreria. - Influència de l'època arcaica grega. - Ciutats emmurallades com Veïs. | - El poble etrusc va desenvolupar la seva civilització a la regió d'Etrúria, actual Toscana entre el segle ix aC i el segle ii aC. - Art funerari: cambres tumulàries amb pintura mural, urnes, estatuària jacent als sarcòfags i busts. - Peces en bronze com Quimera d'Arezzo i terracota i orfebreria. - Influència de l'època arcaica grega. - Ciutats emmurallades com Veïs. | - El poble etrusc va desenvolupar la seva civilització a la regió d'Etrúria, actual Toscana entre el segle ix aC i el segle ii aC. - Art funerari: cambres tumulàries amb pintura mural, urnes, estatuària jacent als sarcòfags i busts. - Peces en bronze com Quimera d'Arezzo i terracota i orfebreria. - Influència de l'època arcaica grega. - Ciutats emmurallades com Veïs. |

### Art antic d'altres civilitzacions
Una característica comuna a l'art no occidental, sobretot de les civilitzacions asiàtiques de l'Índia, la Xina i Japó, almenys vist des de la perspectiva dels historiadors de l'art occidentals, és la de mantenir-se fidel la seva estètica i les seves formes fins i tot dins d'una evolució estilística entre la senzillesa i el recarregament. Segons aquesta òptica, mancaria de la desconcertant varietat que presenta l'art occidental, malgrat ser extraordinàriament fecund. Un altre tret és el de la seva significació essencialment religiosa, també els temes que en Occident serien profans i obscens, enfront del precoç sorgiment de l'art civil a l'Occident. Tampoc presentarien cap discontinuïtat com la que l'art occidental va experimentar entre l'art antic i l'art medieval; amb la qual cosa, aquest últim concepte no acostuma a aplicar-se a aquestes civilitzacions.
Les civilitzacions precolombines tenen un especial valor per a la història de l'art, ja que es van desenvolupar a Amèrica sense cap connexió amb les civilitzacions del vell món, i així i tot van trobar solucions formals paral·leles, com la piràmide o l'obra de pedra picada ciclòpia, i vehicles similars per a l'expressió artística, no solament en les tres grans arts visuals (pintura, escultura i arquitectura), sinó en les arts menors com la ceràmica i l'orfebreria. Aquesta última, principalment, va assolir-hi unes cotes extraordinàries. Altres arts, tanmateix, van ser exclusives d'Amèrica, com l'art de la ploma, i algunes tècniques, com l'obtenció del pigment blau maia, fins i tot avui continuen sent un misteri, ambdues qüestions excedeixen temporalment de l'edat antiga.
L'art africà antic, concepte que també s'aplica sense solució de continuïtat al de segles posteriors a l'edat antiga, i és moltes vegades identificat amb l'art ètnic d'època colonial i postcolonial, va ser especialment valorat per les avantguardes artístiques del segle xx com el cubisme i l'expressionisme.
| Art de l'Índia antiga             |                       |                       |                       | | | | | | |
| Buda de Gandhara                  | Art de l'Índia antiga | Art de l'Índia antiga | Art de l'Índia antiga | - La civilització de la vall de l'Indus (Mohenjo-Daro) va crear el substrat cultural sobre el qual s'imposaran posteriorment els aris (un poble indoeuropeu), que introdueixen la religió i literatura vèdica, que es desenvoluparà en l'hinduisme. - La influència dels contactes amb les civilitzacions persa del segle segle vi aC i hel·lenística del segle iv aC s'assumirà i recrearà als següents períodes: - Període de l'Imperi Maurya, el rei Asoka, que va manar erigir 84.000 stupes budistes i gravar els seus edictes en esteles per tot el seu imperi; el capitell d'Asoka és avui dia un símbol nacional de l'Índia. - Període o estil Gandhara. - Estils locals. - Període Gupta. Adquireix preponderància l'hinduisme amb la construcció de nombrosos santuaris, encara que es van tolerar les altres religions. Relleus de subtilesa equilibrada i riallera. | - La civilització de la vall de l'Indus (Mohenjo-Daro) va crear el substrat cultural sobre el qual s'imposaran posteriorment els aris (un poble indoeuropeu), que introdueixen la religió i literatura vèdica, que es desenvoluparà en l'hinduisme. - La influència dels contactes amb les civilitzacions persa del segle segle vi aC i hel·lenística del segle iv aC s'assumirà i recrearà als següents períodes: - Període de l'Imperi Maurya, el rei Asoka, que va manar erigir 84.000 stupes budistes i gravar els seus edictes en esteles per tot el seu imperi; el capitell d'Asoka és avui dia un símbol nacional de l'Índia. - Període o estil Gandhara. - Estils locals. - Període Gupta. Adquireix preponderància l'hinduisme amb la construcció de nombrosos santuaris, encara que es van tolerar les altres religions. Relleus de subtilesa equilibrada i riallera. | - La civilització de la vall de l'Indus (Mohenjo-Daro) va crear el substrat cultural sobre el qual s'imposaran posteriorment els aris (un poble indoeuropeu), que introdueixen la religió i literatura vèdica, que es desenvoluparà en l'hinduisme. - La influència dels contactes amb les civilitzacions persa del segle segle vi aC i hel·lenística del segle iv aC s'assumirà i recrearà als següents períodes: - Període de l'Imperi Maurya, el rei Asoka, que va manar erigir 84.000 stupes budistes i gravar els seus edictes en esteles per tot el seu imperi; el capitell d'Asoka és avui dia un símbol nacional de l'Índia. - Període o estil Gandhara. - Estils locals. - Període Gupta. Adquireix preponderància l'hinduisme amb la construcció de nombrosos santuaris, encara que es van tolerar les altres religions. Relleus de subtilesa equilibrada i riallera. | - La civilització de la vall de l'Indus (Mohenjo-Daro) va crear el substrat cultural sobre el qual s'imposaran posteriorment els aris (un poble indoeuropeu), que introdueixen la religió i literatura vèdica, que es desenvoluparà en l'hinduisme. - La influència dels contactes amb les civilitzacions persa del segle segle vi aC i hel·lenística del segle iv aC s'assumirà i recrearà als següents períodes: - Període de l'Imperi Maurya, el rei Asoka, que va manar erigir 84.000 stupes budistes i gravar els seus edictes en esteles per tot el seu imperi; el capitell d'Asoka és avui dia un símbol nacional de l'Índia. - Període o estil Gandhara. - Estils locals. - Període Gupta. Adquireix preponderància l'hinduisme amb la construcció de nombrosos santuaris, encara que es van tolerar les altres religions. Relleus de subtilesa equilibrada i riallera. | - La civilització de la vall de l'Indus (Mohenjo-Daro) va crear el substrat cultural sobre el qual s'imposaran posteriorment els aris (un poble indoeuropeu), que introdueixen la religió i literatura vèdica, que es desenvoluparà en l'hinduisme. - La influència dels contactes amb les civilitzacions persa del segle segle vi aC i hel·lenística del segle iv aC s'assumirà i recrearà als següents períodes: - Període de l'Imperi Maurya, el rei Asoka, que va manar erigir 84.000 stupes budistes i gravar els seus edictes en esteles per tot el seu imperi; el capitell d'Asoka és avui dia un símbol nacional de l'Índia. - Període o estil Gandhara. - Estils locals. - Període Gupta. Adquireix preponderància l'hinduisme amb la construcció de nombrosos santuaris, encara que es van tolerar les altres religions. Relleus de subtilesa equilibrada i riallera. | - La civilització de la vall de l'Indus (Mohenjo-Daro) va crear el substrat cultural sobre el qual s'imposaran posteriorment els aris (un poble indoeuropeu), que introdueixen la religió i literatura vèdica, que es desenvoluparà en l'hinduisme. - La influència dels contactes amb les civilitzacions persa del segle segle vi aC i hel·lenística del segle iv aC s'assumirà i recrearà als següents períodes: - Període de l'Imperi Maurya, el rei Asoka, que va manar erigir 84.000 stupes budistes i gravar els seus edictes en esteles per tot el seu imperi; el capitell d'Asoka és avui dia un símbol nacional de l'Índia. - Període o estil Gandhara. - Estils locals. - Període Gupta. Adquireix preponderància l'hinduisme amb la construcció de nombrosos santuaris, encara que es van tolerar les altres religions. Relleus de subtilesa equilibrada i riallera. |
| Art de l'Extrem Orient antic      |                       |                       |                       | | | | | | |
| Oficial de l'exèrcit de Terracota | Art de la Xina antiga | Art de la Xina antiga | Art de la Xina antiga | - La civilització xinesa va néixer a les planes boscoses entre riu Groc i el Iang-Tsé. - Des de la dinastia Zhou (en la primera meitat del mil·lenni I aC es van establir els cicles dinàstics en què la figura de l'emperador de la Xina rep i ha d'honorar el «mandat del Cel». - Les tradicions religioses animistes es converteixen en un rígid sistema moral de culte als avantpassats amb el confucianisme del segle vi aC, que es va consolidar també amb l'addició de la filosofia del taoisme i la divisió política del període dels Regnes Combatents, reunificats amb les dinasties Qin i Han. - Es rep el budisme per la ruta de la seda des de l'Índia entre el segle ii aC i el segle i, la qual cosa explica la difusió de les representacions de Buda. Des de la Xina es difondrà el budisme zen al Japó. - L'ús de materials peribles en l'arquitectura, sotmesos a constant manteniment i de fàcil desaparició, ha produït que en quedin poques mostres genuïnes. - Són molt més abundants els exemples d'escultura: l'exèrcit de guerrers de terracota i el treball dels metalls d'atuells de bronze i de les pedres precioses. - La major part de la pintura que s'ha conservat és d'època posterior, però implica el seu desenvolupament en època antiga. - Obres d'enginyeria a enorme escala: Gran Muralla xinesa i Gran canal de la Xina. | - La civilització xinesa va néixer a les planes boscoses entre riu Groc i el Iang-Tsé. - Des de la dinastia Zhou (en la primera meitat del mil·lenni I aC es van establir els cicles dinàstics en què la figura de l'emperador de la Xina rep i ha d'honorar el «mandat del Cel». - Les tradicions religioses animistes es converteixen en un rígid sistema moral de culte als avantpassats amb el confucianisme del segle vi aC, que es va consolidar també amb l'addició de la filosofia del taoisme i la divisió política del període dels Regnes Combatents, reunificats amb les dinasties Qin i Han. - Es rep el budisme per la ruta de la seda des de l'Índia entre el segle ii aC i el segle i, la qual cosa explica la difusió de les representacions de Buda. Des de la Xina es difondrà el budisme zen al Japó. - L'ús de materials peribles en l'arquitectura, sotmesos a constant manteniment i de fàcil desaparició, ha produït que en quedin poques mostres genuïnes. - Són molt més abundants els exemples d'escultura: l'exèrcit de guerrers de terracota i el treball dels metalls d'atuells de bronze i de les pedres precioses. - La major part de la pintura que s'ha conservat és d'època posterior, però implica el seu desenvolupament en època antiga. - Obres d'enginyeria a enorme escala: Gran Muralla xinesa i Gran canal de la Xina. | - La civilització xinesa va néixer a les planes boscoses entre riu Groc i el Iang-Tsé. - Des de la dinastia Zhou (en la primera meitat del mil·lenni I aC es van establir els cicles dinàstics en què la figura de l'emperador de la Xina rep i ha d'honorar el «mandat del Cel». - Les tradicions religioses animistes es converteixen en un rígid sistema moral de culte als avantpassats amb el confucianisme del segle vi aC, que es va consolidar també amb l'addició de la filosofia del taoisme i la divisió política del període dels Regnes Combatents, reunificats amb les dinasties Qin i Han. - Es rep el budisme per la ruta de la seda des de l'Índia entre el segle ii aC i el segle i, la qual cosa explica la difusió de les representacions de Buda. Des de la Xina es difondrà el budisme zen al Japó. - L'ús de materials peribles en l'arquitectura, sotmesos a constant manteniment i de fàcil desaparició, ha produït que en quedin poques mostres genuïnes. - Són molt més abundants els exemples d'escultura: l'exèrcit de guerrers de terracota i el treball dels metalls d'atuells de bronze i de les pedres precioses. - La major part de la pintura que s'ha conservat és d'època posterior, però implica el seu desenvolupament en època antiga. - Obres d'enginyeria a enorme escala: Gran Muralla xinesa i Gran canal de la Xina. | - La civilització xinesa va néixer a les planes boscoses entre riu Groc i el Iang-Tsé. - Des de la dinastia Zhou (en la primera meitat del mil·lenni I aC es van establir els cicles dinàstics en què la figura de l'emperador de la Xina rep i ha d'honorar el «mandat del Cel». - Les tradicions religioses animistes es converteixen en un rígid sistema moral de culte als avantpassats amb el confucianisme del segle vi aC, que es va consolidar també amb l'addició de la filosofia del taoisme i la divisió política del període dels Regnes Combatents, reunificats amb les dinasties Qin i Han. - Es rep el budisme per la ruta de la seda des de l'Índia entre el segle ii aC i el segle i, la qual cosa explica la difusió de les representacions de Buda. Des de la Xina es difondrà el budisme zen al Japó. - L'ús de materials peribles en l'arquitectura, sotmesos a constant manteniment i de fàcil desaparició, ha produït que en quedin poques mostres genuïnes. - Són molt més abundants els exemples d'escultura: l'exèrcit de guerrers de terracota i el treball dels metalls d'atuells de bronze i de les pedres precioses. - La major part de la pintura que s'ha conservat és d'època posterior, però implica el seu desenvolupament en època antiga. - Obres d'enginyeria a enorme escala: Gran Muralla xinesa i Gran canal de la Xina. | - La civilització xinesa va néixer a les planes boscoses entre riu Groc i el Iang-Tsé. - Des de la dinastia Zhou (en la primera meitat del mil·lenni I aC es van establir els cicles dinàstics en què la figura de l'emperador de la Xina rep i ha d'honorar el «mandat del Cel». - Les tradicions religioses animistes es converteixen en un rígid sistema moral de culte als avantpassats amb el confucianisme del segle vi aC, que es va consolidar també amb l'addició de la filosofia del taoisme i la divisió política del període dels Regnes Combatents, reunificats amb les dinasties Qin i Han. - Es rep el budisme per la ruta de la seda des de l'Índia entre el segle ii aC i el segle i, la qual cosa explica la difusió de les representacions de Buda. Des de la Xina es difondrà el budisme zen al Japó. - L'ús de materials peribles en l'arquitectura, sotmesos a constant manteniment i de fàcil desaparició, ha produït que en quedin poques mostres genuïnes. - Són molt més abundants els exemples d'escultura: l'exèrcit de guerrers de terracota i el treball dels metalls d'atuells de bronze i de les pedres precioses. - La major part de la pintura que s'ha conservat és d'època posterior, però implica el seu desenvolupament en època antiga. - Obres d'enginyeria a enorme escala: Gran Muralla xinesa i Gran canal de la Xina. | - La civilització xinesa va néixer a les planes boscoses entre riu Groc i el Iang-Tsé. - Des de la dinastia Zhou (en la primera meitat del mil·lenni I aC es van establir els cicles dinàstics en què la figura de l'emperador de la Xina rep i ha d'honorar el «mandat del Cel». - Les tradicions religioses animistes es converteixen en un rígid sistema moral de culte als avantpassats amb el confucianisme del segle vi aC, que es va consolidar també amb l'addició de la filosofia del taoisme i la divisió política del període dels Regnes Combatents, reunificats amb les dinasties Qin i Han. - Es rep el budisme per la ruta de la seda des de l'Índia entre el segle ii aC i el segle i, la qual cosa explica la difusió de les representacions de Buda. Des de la Xina es difondrà el budisme zen al Japó. - L'ús de materials peribles en l'arquitectura, sotmesos a constant manteniment i de fàcil desaparició, ha produït que en quedin poques mostres genuïnes. - Són molt més abundants els exemples d'escultura: l'exèrcit de guerrers de terracota i el treball dels metalls d'atuells de bronze i de les pedres precioses. - La major part de la pintura que s'ha conservat és d'època posterior, però implica el seu desenvolupament en època antiga. - Obres d'enginyeria a enorme escala: Gran Muralla xinesa i Gran canal de la Xina. |
| Temple d'Hōryū-ji                 | Art del Japó antic    | Art del Japó antic    | Art del Japó antic    | - A l'arxipèlag japonès es va anar creant una civilització pel poble japonès, basant-se en una ricicultura de petites explotacions camperoles estretament vinculada al mitjà físic, expressada en una religió animista (el xintoisme), que posteriorment va rebre la influència budista (el zen). L'estructura política estatal va experimentar una història oscil·lant entre tendències descentralitzadores i imperials. - L'era Yayoi (200 aC - 200) (sepultures de gran mida) i el període denominat de les antigues tombes, presenten art sumptuari, amb escultures anomenades haniwa, així com pintura a les tombes de Kyushu -segle v i segle vi i al sepulcre reial d'Otsuka. - Arquitectura religiosa prebudista com el temple d'Isa. - El temple d'Hōryū-ji, de començaments del segle vii, és la primera estructura arquitectònica budista al Japó. | - A l'arxipèlag japonès es va anar creant una civilització pel poble japonès, basant-se en una ricicultura de petites explotacions camperoles estretament vinculada al mitjà físic, expressada en una religió animista (el xintoisme), que posteriorment va rebre la influència budista (el zen). L'estructura política estatal va experimentar una història oscil·lant entre tendències descentralitzadores i imperials. - L'era Yayoi (200 aC - 200) (sepultures de gran mida) i el període denominat de les antigues tombes, presenten art sumptuari, amb escultures anomenades haniwa, així com pintura a les tombes de Kyushu -segle v i segle vi i al sepulcre reial d'Otsuka. - Arquitectura religiosa prebudista com el temple d'Isa. - El temple d'Hōryū-ji, de començaments del segle vii, és la primera estructura arquitectònica budista al Japó. | - A l'arxipèlag japonès es va anar creant una civilització pel poble japonès, basant-se en una ricicultura de petites explotacions camperoles estretament vinculada al mitjà físic, expressada en una religió animista (el xintoisme), que posteriorment va rebre la influència budista (el zen). L'estructura política estatal va experimentar una història oscil·lant entre tendències descentralitzadores i imperials. - L'era Yayoi (200 aC - 200) (sepultures de gran mida) i el període denominat de les antigues tombes, presenten art sumptuari, amb escultures anomenades haniwa, així com pintura a les tombes de Kyushu -segle v i segle vi i al sepulcre reial d'Otsuka. - Arquitectura religiosa prebudista com el temple d'Isa. - El temple d'Hōryū-ji, de començaments del segle vii, és la primera estructura arquitectònica budista al Japó. | - A l'arxipèlag japonès es va anar creant una civilització pel poble japonès, basant-se en una ricicultura de petites explotacions camperoles estretament vinculada al mitjà físic, expressada en una religió animista (el xintoisme), que posteriorment va rebre la influència budista (el zen). L'estructura política estatal va experimentar una història oscil·lant entre tendències descentralitzadores i imperials. - L'era Yayoi (200 aC - 200) (sepultures de gran mida) i el període denominat de les antigues tombes, presenten art sumptuari, amb escultures anomenades haniwa, així com pintura a les tombes de Kyushu -segle v i segle vi i al sepulcre reial d'Otsuka. - Arquitectura religiosa prebudista com el temple d'Isa. - El temple d'Hōryū-ji, de començaments del segle vii, és la primera estructura arquitectònica budista al Japó. | - A l'arxipèlag japonès es va anar creant una civilització pel poble japonès, basant-se en una ricicultura de petites explotacions camperoles estretament vinculada al mitjà físic, expressada en una religió animista (el xintoisme), que posteriorment va rebre la influència budista (el zen). L'estructura política estatal va experimentar una història oscil·lant entre tendències descentralitzadores i imperials. - L'era Yayoi (200 aC - 200) (sepultures de gran mida) i el període denominat de les antigues tombes, presenten art sumptuari, amb escultures anomenades haniwa, així com pintura a les tombes de Kyushu -segle v i segle vi i al sepulcre reial d'Otsuka. - Arquitectura religiosa prebudista com el temple d'Isa. - El temple d'Hōryū-ji, de començaments del segle vii, és la primera estructura arquitectònica budista al Japó. | - A l'arxipèlag japonès es va anar creant una civilització pel poble japonès, basant-se en una ricicultura de petites explotacions camperoles estretament vinculada al mitjà físic, expressada en una religió animista (el xintoisme), que posteriorment va rebre la influència budista (el zen). L'estructura política estatal va experimentar una història oscil·lant entre tendències descentralitzadores i imperials. - L'era Yayoi (200 aC - 200) (sepultures de gran mida) i el període denominat de les antigues tombes, presenten art sumptuari, amb escultures anomenades haniwa, així com pintura a les tombes de Kyushu -segle v i segle vi i al sepulcre reial d'Otsuka. - Arquitectura religiosa prebudista com el temple d'Isa. - El temple d'Hōryū-ji, de començaments del segle vii, és la primera estructura arquitectònica budista al Japó. |
| Art precolombí antic              |                       |                       |                       | | | | | | |
|                                   | Mesoamèrica           | Mesoamèrica           | Mesoamèrica           | - A l'altiplà central de l'actual Mèxic i l'Amèrica Central o Mesoamèrica van sorgir endògenament civilitzacions amb base en l'agricultura del blat de moro, que van desenvolupar ciutats estat competitives, amb estructures estatals, religions organitzades i escriptura des de començaments del mil·lenni I aC, que en èpoques posteriors donarien origen a les civilitzacions maia i asteca. - En el període preclàssic mesoamericà, es van desenvolupar les cultures olmeca, zapoteca, tolteca, mixteca i la cultura de Teotihuacan. - L'art olmeca es caracteritza pels seus «caps colossals». - A la zona del Mèxic central, a Teotihuacan, es van aixecar la piràmide del Sol i la piràmide de la Lluna. | - A l'altiplà central de l'actual Mèxic i l'Amèrica Central o Mesoamèrica van sorgir endògenament civilitzacions amb base en l'agricultura del blat de moro, que van desenvolupar ciutats estat competitives, amb estructures estatals, religions organitzades i escriptura des de començaments del mil·lenni I aC, que en èpoques posteriors donarien origen a les civilitzacions maia i asteca. - En el període preclàssic mesoamericà, es van desenvolupar les cultures olmeca, zapoteca, tolteca, mixteca i la cultura de Teotihuacan. - L'art olmeca es caracteritza pels seus «caps colossals». - A la zona del Mèxic central, a Teotihuacan, es van aixecar la piràmide del Sol i la piràmide de la Lluna. | - A l'altiplà central de l'actual Mèxic i l'Amèrica Central o Mesoamèrica van sorgir endògenament civilitzacions amb base en l'agricultura del blat de moro, que van desenvolupar ciutats estat competitives, amb estructures estatals, religions organitzades i escriptura des de començaments del mil·lenni I aC, que en èpoques posteriors donarien origen a les civilitzacions maia i asteca. - En el període preclàssic mesoamericà, es van desenvolupar les cultures olmeca, zapoteca, tolteca, mixteca i la cultura de Teotihuacan. - L'art olmeca es caracteritza pels seus «caps colossals». - A la zona del Mèxic central, a Teotihuacan, es van aixecar la piràmide del Sol i la piràmide de la Lluna. | - A l'altiplà central de l'actual Mèxic i l'Amèrica Central o Mesoamèrica van sorgir endògenament civilitzacions amb base en l'agricultura del blat de moro, que van desenvolupar ciutats estat competitives, amb estructures estatals, religions organitzades i escriptura des de començaments del mil·lenni I aC, que en èpoques posteriors donarien origen a les civilitzacions maia i asteca. - En el període preclàssic mesoamericà, es van desenvolupar les cultures olmeca, zapoteca, tolteca, mixteca i la cultura de Teotihuacan. - L'art olmeca es caracteritza pels seus «caps colossals». - A la zona del Mèxic central, a Teotihuacan, es van aixecar la piràmide del Sol i la piràmide de la Lluna. | - A l'altiplà central de l'actual Mèxic i l'Amèrica Central o Mesoamèrica van sorgir endògenament civilitzacions amb base en l'agricultura del blat de moro, que van desenvolupar ciutats estat competitives, amb estructures estatals, religions organitzades i escriptura des de començaments del mil·lenni I aC, que en èpoques posteriors donarien origen a les civilitzacions maia i asteca. - En el període preclàssic mesoamericà, es van desenvolupar les cultures olmeca, zapoteca, tolteca, mixteca i la cultura de Teotihuacan. - L'art olmeca es caracteritza pels seus «caps colossals». - A la zona del Mèxic central, a Teotihuacan, es van aixecar la piràmide del Sol i la piràmide de la Lluna. | - A l'altiplà central de l'actual Mèxic i l'Amèrica Central o Mesoamèrica van sorgir endògenament civilitzacions amb base en l'agricultura del blat de moro, que van desenvolupar ciutats estat competitives, amb estructures estatals, religions organitzades i escriptura des de començaments del mil·lenni I aC, que en èpoques posteriors donarien origen a les civilitzacions maia i asteca. - En el període preclàssic mesoamericà, es van desenvolupar les cultures olmeca, zapoteca, tolteca, mixteca i la cultura de Teotihuacan. - L'art olmeca es caracteritza pels seus «caps colossals». - A la zona del Mèxic central, a Teotihuacan, es van aixecar la piràmide del Sol i la piràmide de la Lluna. |
|                                   | Amèrica del Sud       | Amèrica del Sud       | Amèrica del Sud       | - L'Amèrica andina va desenvolupar cultures agropecuàries de la patata i els camèlids autòctons com la vicunya, l'alpaca i el guanac, base de civilitzacions urbanes i estatals socialment i culturalment molt complexes des d'èpoques preincaiques (civilització Caral, mil·lenni III aC, pre-ceràmica però amb arquitectura monumental); encara que no van utilitzar sistemes que puguin denominar-se pròpiament d'escriptura, van fer servir la comptabilitat i missatges mitjançant el sistema del quipu, sistema a base de cordes i nusos de colors. - Al territori de l'actual Colòmbia destaca l'orfebreria de les cultures quimbaya, txibtxa i calima. - A l'actual Perú, les cultures chavín, mochica, paracas i nazca, amb tot tipus d'objectes i construccions, precedents dels murs ciclopis propis de l'arquitectura incaica, a més a més de restes molt enigmàtiques com les línies de Nazca, el canelobre de Paracas, de problemàtica datació i d'altres que s'han mistificat i actualment es consideren fraudulentes en la seva majoria, per exemple les pedres d'Ica. | - L'Amèrica andina va desenvolupar cultures agropecuàries de la patata i els camèlids autòctons com la vicunya, l'alpaca i el guanac, base de civilitzacions urbanes i estatals socialment i culturalment molt complexes des d'èpoques preincaiques (civilització Caral, mil·lenni III aC, pre-ceràmica però amb arquitectura monumental); encara que no van utilitzar sistemes que puguin denominar-se pròpiament d'escriptura, van fer servir la comptabilitat i missatges mitjançant el sistema del quipu, sistema a base de cordes i nusos de colors. - Al territori de l'actual Colòmbia destaca l'orfebreria de les cultures quimbaya, txibtxa i calima. - A l'actual Perú, les cultures chavín, mochica, paracas i nazca, amb tot tipus d'objectes i construccions, precedents dels murs ciclopis propis de l'arquitectura incaica, a més a més de restes molt enigmàtiques com les línies de Nazca, el canelobre de Paracas, de problemàtica datació i d'altres que s'han mistificat i actualment es consideren fraudulentes en la seva majoria, per exemple les pedres d'Ica. | - L'Amèrica andina va desenvolupar cultures agropecuàries de la patata i els camèlids autòctons com la vicunya, l'alpaca i el guanac, base de civilitzacions urbanes i estatals socialment i culturalment molt complexes des d'èpoques preincaiques (civilització Caral, mil·lenni III aC, pre-ceràmica però amb arquitectura monumental); encara que no van utilitzar sistemes que puguin denominar-se pròpiament d'escriptura, van fer servir la comptabilitat i missatges mitjançant el sistema del quipu, sistema a base de cordes i nusos de colors. - Al territori de l'actual Colòmbia destaca l'orfebreria de les cultures quimbaya, txibtxa i calima. - A l'actual Perú, les cultures chavín, mochica, paracas i nazca, amb tot tipus d'objectes i construccions, precedents dels murs ciclopis propis de l'arquitectura incaica, a més a més de restes molt enigmàtiques com les línies de Nazca, el canelobre de Paracas, de problemàtica datació i d'altres que s'han mistificat i actualment es consideren fraudulentes en la seva majoria, per exemple les pedres d'Ica. | - L'Amèrica andina va desenvolupar cultures agropecuàries de la patata i els camèlids autòctons com la vicunya, l'alpaca i el guanac, base de civilitzacions urbanes i estatals socialment i culturalment molt complexes des d'èpoques preincaiques (civilització Caral, mil·lenni III aC, pre-ceràmica però amb arquitectura monumental); encara que no van utilitzar sistemes que puguin denominar-se pròpiament d'escriptura, van fer servir la comptabilitat i missatges mitjançant el sistema del quipu, sistema a base de cordes i nusos de colors. - Al territori de l'actual Colòmbia destaca l'orfebreria de les cultures quimbaya, txibtxa i calima. - A l'actual Perú, les cultures chavín, mochica, paracas i nazca, amb tot tipus d'objectes i construccions, precedents dels murs ciclopis propis de l'arquitectura incaica, a més a més de restes molt enigmàtiques com les línies de Nazca, el canelobre de Paracas, de problemàtica datació i d'altres que s'han mistificat i actualment es consideren fraudulentes en la seva majoria, per exemple les pedres d'Ica. | - L'Amèrica andina va desenvolupar cultures agropecuàries de la patata i els camèlids autòctons com la vicunya, l'alpaca i el guanac, base de civilitzacions urbanes i estatals socialment i culturalment molt complexes des d'èpoques preincaiques (civilització Caral, mil·lenni III aC, pre-ceràmica però amb arquitectura monumental); encara que no van utilitzar sistemes que puguin denominar-se pròpiament d'escriptura, van fer servir la comptabilitat i missatges mitjançant el sistema del quipu, sistema a base de cordes i nusos de colors. - Al territori de l'actual Colòmbia destaca l'orfebreria de les cultures quimbaya, txibtxa i calima. - A l'actual Perú, les cultures chavín, mochica, paracas i nazca, amb tot tipus d'objectes i construccions, precedents dels murs ciclopis propis de l'arquitectura incaica, a més a més de restes molt enigmàtiques com les línies de Nazca, el canelobre de Paracas, de problemàtica datació i d'altres que s'han mistificat i actualment es consideren fraudulentes en la seva majoria, per exemple les pedres d'Ica. | - L'Amèrica andina va desenvolupar cultures agropecuàries de la patata i els camèlids autòctons com la vicunya, l'alpaca i el guanac, base de civilitzacions urbanes i estatals socialment i culturalment molt complexes des d'èpoques preincaiques (civilització Caral, mil·lenni III aC, pre-ceràmica però amb arquitectura monumental); encara que no van utilitzar sistemes que puguin denominar-se pròpiament d'escriptura, van fer servir la comptabilitat i missatges mitjançant el sistema del quipu, sistema a base de cordes i nusos de colors. - Al territori de l'actual Colòmbia destaca l'orfebreria de les cultures quimbaya, txibtxa i calima. - A l'actual Perú, les cultures chavín, mochica, paracas i nazca, amb tot tipus d'objectes i construccions, precedents dels murs ciclopis propis de l'arquitectura incaica, a més a més de restes molt enigmàtiques com les línies de Nazca, el canelobre de Paracas, de problemàtica datació i d'altres que s'han mistificat i actualment es consideren fraudulentes en la seva majoria, per exemple les pedres d'Ica. |
| Art africà antic                  |                       |                       |                       | | | | | | |
| Escultura Nok                     | Art africà antic      | Art africà antic      | Art africà antic      | - Al sud del desert del Sàhara, molt ric en art prehistòric, l'espai denominat l'Àfrica subsahariana o Àfrica negra va experimentar una evolució cultural (neolític, edat dels metalls, estats, cultura escrita), molt més tardana que l'Àfrica del Nord o Àfrica mediterrània, i es caracteritzen els seus nuclis per una gran dispersió i discontinuïtat. - Escultures en argila de la cultura Nok al nord de l'actual Nigèria, del segle v aC al segle iii. | - Al sud del desert del Sàhara, molt ric en art prehistòric, l'espai denominat l'Àfrica subsahariana o Àfrica negra va experimentar una evolució cultural (neolític, edat dels metalls, estats, cultura escrita), molt més tardana que l'Àfrica del Nord o Àfrica mediterrània, i es caracteritzen els seus nuclis per una gran dispersió i discontinuïtat. - Escultures en argila de la cultura Nok al nord de l'actual Nigèria, del segle v aC al segle iii. | - Al sud del desert del Sàhara, molt ric en art prehistòric, l'espai denominat l'Àfrica subsahariana o Àfrica negra va experimentar una evolució cultural (neolític, edat dels metalls, estats, cultura escrita), molt més tardana que l'Àfrica del Nord o Àfrica mediterrània, i es caracteritzen els seus nuclis per una gran dispersió i discontinuïtat. - Escultures en argila de la cultura Nok al nord de l'actual Nigèria, del segle v aC al segle iii. | - Al sud del desert del Sàhara, molt ric en art prehistòric, l'espai denominat l'Àfrica subsahariana o Àfrica negra va experimentar una evolució cultural (neolític, edat dels metalls, estats, cultura escrita), molt més tardana que l'Àfrica del Nord o Àfrica mediterrània, i es caracteritzen els seus nuclis per una gran dispersió i discontinuïtat. - Escultures en argila de la cultura Nok al nord de l'actual Nigèria, del segle v aC al segle iii. | - Al sud del desert del Sàhara, molt ric en art prehistòric, l'espai denominat l'Àfrica subsahariana o Àfrica negra va experimentar una evolució cultural (neolític, edat dels metalls, estats, cultura escrita), molt més tardana que l'Àfrica del Nord o Àfrica mediterrània, i es caracteritzen els seus nuclis per una gran dispersió i discontinuïtat. - Escultures en argila de la cultura Nok al nord de l'actual Nigèria, del segle v aC al segle iii. | - Al sud del desert del Sàhara, molt ric en art prehistòric, l'espai denominat l'Àfrica subsahariana o Àfrica negra va experimentar una evolució cultural (neolític, edat dels metalls, estats, cultura escrita), molt més tardana que l'Àfrica del Nord o Àfrica mediterrània, i es caracteritzen els seus nuclis per una gran dispersió i discontinuïtat. - Escultures en argila de la cultura Nok al nord de l'actual Nigèria, del segle v aC al segle iii. |

### Art clàssic i postclàssic antic en la civilització occidental
L'antiguitat clàssica de la civilització occidental s'ha fet correspondre amb la civilització grecoromana: concepte amb el qual s'indica la profunda identitat i continuïtat entre les de l'antiga Grècia i l'antiga Roma, sense perjudici que dins de cadascuna hi hagi marcades diferències en l'evolució formal, conceptual i ideològica. De fet, el període clàssic estricte podria limitar-se al denominat segle de Pèricles (a mitjans del segle v aC a Atenes), considerant postclàssic tot art posterior, ja que suposa desviacions més grans o més petites d'aquest model.
Molt més transcendental és la diferenciació entre antiguitat clàssica i antiguitat tardana, encara que no ha de considerar-se tampoc una ruptura de civilització, ja que no va haver-hi realment discontinuïtat, sinó una profunda transformació en l'economia, societat, política i ideologia, marcadament en la religió amb la imposició del cristianisme com a religió oficial de l'Imperi Romà al segle iv, entre l'edicte de Milà (313) i l'edicte de Tessalònica (380), que també es va expressar amb canvis radicals en l'art.
| Art clàssic i postclàssic precristià                 |                        |                        |                        | | | | | | |
| Afrodita de Melos                                    | Art de l'antiga Grècia | Art de l'antiga Grècia | Art de l'antiga Grècia | - Després de l'edat fosca, la civilització grega es conforma al segle viii aC (poemes d'Homer). En les arts visuals, es passa per un període orientalitzant a finals del segle viii aC i segle vii aC, que desemboca a l'època arcaica del segle vi aC i començaments del segle v aC, a la qual, després de les guerres mèdiques, segueix l'època clàssica que ocupa la segona meitat del segle v aC i segle iv aC, on s'inclou el denominat segle de Pèricles, durant l'hegemonia d'Atenes i la Guerra del Peloponès. - Grècia actual, costa egea de l'Àsia Menor (actual Turquia) i Magna Grècia (Sicília i sud d'Itàlia). - Arquitectura religiosa: temple grec en pedra, evolució de la cabana amb teulada de dos aiguavessos i columnes que determinen els ordres arquitectònics anomenats pels llinatges antics: dòric, jònic i corinti, atribuït a l'enigmàtic escultor Cal·límac, que en forma circular dona el tolos. - Fídies va dirigir el projecte de Pèricles per a l'Acròpoli d'Atenes. El Partenó amb les arquitectes Ictinos i Cal·lícrates, l'Erectèon i el Propileus, l'arquitecte Mnesicles i els temples de Paestum, a la Magna Grècia. - Arquitectura civil: pública, amb teatres, i privada amb la casa grega oikos, costums de l'antiga Grècia. - Ceràmica amb pintura decorativa: ceràmica de figures negres, ceràmica de figures vermelles, amb artistes consagrats per la fama i que signen les seves obres des del segle vi aC (Klitias, Exequias; Ayax i Aquil·les jugant als daus, Nearcos), encara que no tant com els terrissaires Ergótimos, Amasisi Andócides, associats a grans pintors de nom desconegut (pintor d'Amasis, pintor d'Andócides). Al segle v aC, Eutímides i Eufroni, grans rivals, amb Lluita d'Hèrcules i Anteu. - La pintura al fresc, que no s'ha conservat més que per còpies i testimonis, comença a Sició i Corint al segle vii aC, però va assolir el cim a mitjan segle v aC, amb les obres de Polignot La presa de Troia i el Descens a l'hades, i Micó d'Atenes amb Retorn dels argonautes. Al segle iv aC l'artista Zeuxis amb Demos d'Atenes i Libidines de tema eròtic, Pàmfil d'Amfípolis, gran teòric de l'aplicació de la matemàtica a la pintura, entesa com a proporció, i els seus dos deixebles: Pàusies i la cimera de la pintura antiga: Apel·les de Colofó amb les obres: Afrodita Anadiómena i La calúmnia. - Escultura en relleus aplicats als frontons, frisos i mètopes dels temples, i en volum rodó, en estàtues de déus i herois en marbre i bronze; també com a element constructiu en cariàtides i acroteris. - Resultat de la confrontació dintre del pensament hel·lènic entre mite i logos, l'apol·lini i el dionisíac, l'intel·lectualisme i el sentiment; és un art que identifica bellesa amb virtut, cerca la perfecció en l'harmonia, l'equilibri i la proporció, valorant l'ésser humà «mida de totes les coses» (antropocentrisme). Inspirat en la natura, tendeix a imitar-la amb realisme. - L'expressió era estereotipada en l'època arcaica, tant en les estàtues masculines de Koúros, Cleobis i Bitó, del segle vi aC, com les femenines de Kore, Dama d'Auxerre, del segle vii aC, i Hera de Samos del segle vi aC, que presenten somriure arcaic, frontalitat, hieratisme; més tard, en el classicisme ja era serena, i no es representa la lletgesa ni els extrems d'edat, cosa que es farà en l'hel·lenisme. - El cànon es basa en la repetició modular, mòdul de la columna en l'arquitectura, en l'escultura un múltiple del cap humà, amb diferents valors: set per a Policlet amb les obres Dorífor, Diadumenos, Discòfor, a mitjan segle v aC; i vuit, més esvelt, per a Lisip i Apoksiomen, al segle iv aC. - El concepte de perfil grec, nas grec, corba praxitèlica, han passat a ser un model de bellesa clàssica. La idealització d'aquesta bellesa s'aconseguia, segons testimonis escrits, per selecció de diferents membres, les parts més belles de diferents persones del món real considerades exemple de bellesa i preses com a models. - Temàtica mitològica, i de la vida quotidiana, representant els déus com a humans i els humans com a herois. - Escultura del període arcaic final o clàssic primerenc a començaments del segle v aC, també denominat estil sever: Auriga de Delfos, frontó del temple d'Afaia a Egina, Tron Ludovisi, bronzes de Riace, mètopes del temple de Zeus Olímpic a Olímpia. - Període clàssic mitjà, a la segona meitat del segle v aC: Miró amb Discòbol; Fídies al Partenó el fris de les Panatenees, Lapitas i centaures, estàtua colossal criselefantina d'Atena Pàrtenos i estàtua de Zeus a Olímpia; i Policlet. -Període clàssic final del segle iv aC: Praxíteles amb Afrodita Cnidos, Apol·lo Sauròcton, Hermes amb Dionís infant; Escopes de Paros amb Mènade furiosa; i Lisip i Leòcares el Vell amb Apol·lo del Belvedere. | - Després de l'edat fosca, la civilització grega es conforma al segle viii aC (poemes d'Homer). En les arts visuals, es passa per un període orientalitzant a finals del segle viii aC i segle vii aC, que desemboca a l'època arcaica del segle vi aC i començaments del segle v aC, a la qual, després de les guerres mèdiques, segueix l'època clàssica que ocupa la segona meitat del segle v aC i segle iv aC, on s'inclou el denominat segle de Pèricles, durant l'hegemonia d'Atenes i la Guerra del Peloponès. - Grècia actual, costa egea de l'Àsia Menor (actual Turquia) i Magna Grècia (Sicília i sud d'Itàlia). - Arquitectura religiosa: temple grec en pedra, evolució de la cabana amb teulada de dos aiguavessos i columnes que determinen els ordres arquitectònics anomenats pels llinatges antics: dòric, jònic i corinti, atribuït a l'enigmàtic escultor Cal·límac, que en forma circular dona el tolos. - Fídies va dirigir el projecte de Pèricles per a l'Acròpoli d'Atenes. El Partenó amb les arquitectes Ictinos i Cal·lícrates, l'Erectèon i el Propileus, l'arquitecte Mnesicles i els temples de Paestum, a la Magna Grècia. - Arquitectura civil: pública, amb teatres, i privada amb la casa grega oikos, costums de l'antiga Grècia. - Ceràmica amb pintura decorativa: ceràmica de figures negres, ceràmica de figures vermelles, amb artistes consagrats per la fama i que signen les seves obres des del segle vi aC (Klitias, Exequias; Ayax i Aquil·les jugant als daus, Nearcos), encara que no tant com els terrissaires Ergótimos, Amasisi Andócides, associats a grans pintors de nom desconegut (pintor d'Amasis, pintor d'Andócides). Al segle v aC, Eutímides i Eufroni, grans rivals, amb Lluita d'Hèrcules i Anteu. - La pintura al fresc, que no s'ha conservat més que per còpies i testimonis, comença a Sició i Corint al segle vii aC, però va assolir el cim a mitjan segle v aC, amb les obres de Polignot La presa de Troia i el Descens a l'hades, i Micó d'Atenes amb Retorn dels argonautes. Al segle iv aC l'artista Zeuxis amb Demos d'Atenes i Libidines de tema eròtic, Pàmfil d'Amfípolis, gran teòric de l'aplicació de la matemàtica a la pintura, entesa com a proporció, i els seus dos deixebles: Pàusies i la cimera de la pintura antiga: Apel·les de Colofó amb les obres: Afrodita Anadiómena i La calúmnia. - Escultura en relleus aplicats als frontons, frisos i mètopes dels temples, i en volum rodó, en estàtues de déus i herois en marbre i bronze; també com a element constructiu en cariàtides i acroteris. - Resultat de la confrontació dintre del pensament hel·lènic entre mite i logos, l'apol·lini i el dionisíac, l'intel·lectualisme i el sentiment; és un art que identifica bellesa amb virtut, cerca la perfecció en l'harmonia, l'equilibri i la proporció, valorant l'ésser humà «mida de totes les coses» (antropocentrisme). Inspirat en la natura, tendeix a imitar-la amb realisme. - L'expressió era estereotipada en l'època arcaica, tant en les estàtues masculines de Koúros, Cleobis i Bitó, del segle vi aC, com les femenines de Kore, Dama d'Auxerre, del segle vii aC, i Hera de Samos del segle vi aC, que presenten somriure arcaic, frontalitat, hieratisme; més tard, en el classicisme ja era serena, i no es representa la lletgesa ni els extrems d'edat, cosa que es farà en l'hel·lenisme. - El cànon es basa en la repetició modular, mòdul de la columna en l'arquitectura, en l'escultura un múltiple del cap humà, amb diferents valors: set per a Policlet amb les obres Dorífor, Diadumenos, Discòfor, a mitjan segle v aC; i vuit, més esvelt, per a Lisip i Apoksiomen, al segle iv aC. - El concepte de perfil grec, nas grec, corba praxitèlica, han passat a ser un model de bellesa clàssica. La idealització d'aquesta bellesa s'aconseguia, segons testimonis escrits, per selecció de diferents membres, les parts més belles de diferents persones del món real considerades exemple de bellesa i preses com a models. - Temàtica mitològica, i de la vida quotidiana, representant els déus com a humans i els humans com a herois. - Escultura del període arcaic final o clàssic primerenc a començaments del segle v aC, també denominat estil sever: Auriga de Delfos, frontó del temple d'Afaia a Egina, Tron Ludovisi, bronzes de Riace, mètopes del temple de Zeus Olímpic a Olímpia. - Període clàssic mitjà, a la segona meitat del segle v aC: Miró amb Discòbol; Fídies al Partenó el fris de les Panatenees, Lapitas i centaures, estàtua colossal criselefantina d'Atena Pàrtenos i estàtua de Zeus a Olímpia; i Policlet. -Període clàssic final del segle iv aC: Praxíteles amb Afrodita Cnidos, Apol·lo Sauròcton, Hermes amb Dionís infant; Escopes de Paros amb Mènade furiosa; i Lisip i Leòcares el Vell amb Apol·lo del Belvedere. | - Després de l'edat fosca, la civilització grega es conforma al segle viii aC (poemes d'Homer). En les arts visuals, es passa per un període orientalitzant a finals del segle viii aC i segle vii aC, que desemboca a l'època arcaica del segle vi aC i començaments del segle v aC, a la qual, després de les guerres mèdiques, segueix l'època clàssica que ocupa la segona meitat del segle v aC i segle iv aC, on s'inclou el denominat segle de Pèricles, durant l'hegemonia d'Atenes i la Guerra del Peloponès. - Grècia actual, costa egea de l'Àsia Menor (actual Turquia) i Magna Grècia (Sicília i sud d'Itàlia). - Arquitectura religiosa: temple grec en pedra, evolució de la cabana amb teulada de dos aiguavessos i columnes que determinen els ordres arquitectònics anomenats pels llinatges antics: dòric, jònic i corinti, atribuït a l'enigmàtic escultor Cal·límac, que en forma circular dona el tolos. - Fídies va dirigir el projecte de Pèricles per a l'Acròpoli d'Atenes. El Partenó amb les arquitectes Ictinos i Cal·lícrates, l'Erectèon i el Propileus, l'arquitecte Mnesicles i els temples de Paestum, a la Magna Grècia. - Arquitectura civil: pública, amb teatres, i privada amb la casa grega oikos, costums de l'antiga Grècia. - Ceràmica amb pintura decorativa: ceràmica de figures negres, ceràmica de figures vermelles, amb artistes consagrats per la fama i que signen les seves obres des del segle vi aC (Klitias, Exequias; Ayax i Aquil·les jugant als daus, Nearcos), encara que no tant com els terrissaires Ergótimos, Amasisi Andócides, associats a grans pintors de nom desconegut (pintor d'Amasis, pintor d'Andócides). Al segle v aC, Eutímides i Eufroni, grans rivals, amb Lluita d'Hèrcules i Anteu. - La pintura al fresc, que no s'ha conservat més que per còpies i testimonis, comença a Sició i Corint al segle vii aC, però va assolir el cim a mitjan segle v aC, amb les obres de Polignot La presa de Troia i el Descens a l'hades, i Micó d'Atenes amb Retorn dels argonautes. Al segle iv aC l'artista Zeuxis amb Demos d'Atenes i Libidines de tema eròtic, Pàmfil d'Amfípolis, gran teòric de l'aplicació de la matemàtica a la pintura, entesa com a proporció, i els seus dos deixebles: Pàusies i la cimera de la pintura antiga: Apel·les de Colofó amb les obres: Afrodita Anadiómena i La calúmnia. - Escultura en relleus aplicats als frontons, frisos i mètopes dels temples, i en volum rodó, en estàtues de déus i herois en marbre i bronze; també com a element constructiu en cariàtides i acroteris. - Resultat de la confrontació dintre del pensament hel·lènic entre mite i logos, l'apol·lini i el dionisíac, l'intel·lectualisme i el sentiment; és un art que identifica bellesa amb virtut, cerca la perfecció en l'harmonia, l'equilibri i la proporció, valorant l'ésser humà «mida de totes les coses» (antropocentrisme). Inspirat en la natura, tendeix a imitar-la amb realisme. - L'expressió era estereotipada en l'època arcaica, tant en les estàtues masculines de Koúros, Cleobis i Bitó, del segle vi aC, com les femenines de Kore, Dama d'Auxerre, del segle vii aC, i Hera de Samos del segle vi aC, que presenten somriure arcaic, frontalitat, hieratisme; més tard, en el classicisme ja era serena, i no es representa la lletgesa ni els extrems d'edat, cosa que es farà en l'hel·lenisme. - El cànon es basa en la repetició modular, mòdul de la columna en l'arquitectura, en l'escultura un múltiple del cap humà, amb diferents valors: set per a Policlet amb les obres Dorífor, Diadumenos, Discòfor, a mitjan segle v aC; i vuit, més esvelt, per a Lisip i Apoksiomen, al segle iv aC. - El concepte de perfil grec, nas grec, corba praxitèlica, han passat a ser un model de bellesa clàssica. La idealització d'aquesta bellesa s'aconseguia, segons testimonis escrits, per selecció de diferents membres, les parts més belles de diferents persones del món real considerades exemple de bellesa i preses com a models. - Temàtica mitològica, i de la vida quotidiana, representant els déus com a humans i els humans com a herois. - Escultura del període arcaic final o clàssic primerenc a començaments del segle v aC, també denominat estil sever: Auriga de Delfos, frontó del temple d'Afaia a Egina, Tron Ludovisi, bronzes de Riace, mètopes del temple de Zeus Olímpic a Olímpia. - Període clàssic mitjà, a la segona meitat del segle v aC: Miró amb Discòbol; Fídies al Partenó el fris de les Panatenees, Lapitas i centaures, estàtua colossal criselefantina d'Atena Pàrtenos i estàtua de Zeus a Olímpia; i Policlet. -Període clàssic final del segle iv aC: Praxíteles amb Afrodita Cnidos, Apol·lo Sauròcton, Hermes amb Dionís infant; Escopes de Paros amb Mènade furiosa; i Lisip i Leòcares el Vell amb Apol·lo del Belvedere. | - Després de l'edat fosca, la civilització grega es conforma al segle viii aC (poemes d'Homer). En les arts visuals, es passa per un període orientalitzant a finals del segle viii aC i segle vii aC, que desemboca a l'època arcaica del segle vi aC i començaments del segle v aC, a la qual, després de les guerres mèdiques, segueix l'època clàssica que ocupa la segona meitat del segle v aC i segle iv aC, on s'inclou el denominat segle de Pèricles, durant l'hegemonia d'Atenes i la Guerra del Peloponès. - Grècia actual, costa egea de l'Àsia Menor (actual Turquia) i Magna Grècia (Sicília i sud d'Itàlia). - Arquitectura religiosa: temple grec en pedra, evolució de la cabana amb teulada de dos aiguavessos i columnes que determinen els ordres arquitectònics anomenats pels llinatges antics: dòric, jònic i corinti, atribuït a l'enigmàtic escultor Cal·límac, que en forma circular dona el tolos. - Fídies va dirigir el projecte de Pèricles per a l'Acròpoli d'Atenes. El Partenó amb les arquitectes Ictinos i Cal·lícrates, l'Erectèon i el Propileus, l'arquitecte Mnesicles i els temples de Paestum, a la Magna Grècia. - Arquitectura civil: pública, amb teatres, i privada amb la casa grega oikos, costums de l'antiga Grècia. - Ceràmica amb pintura decorativa: ceràmica de figures negres, ceràmica de figures vermelles, amb artistes consagrats per la fama i que signen les seves obres des del segle vi aC (Klitias, Exequias; Ayax i Aquil·les jugant als daus, Nearcos), encara que no tant com els terrissaires Ergótimos, Amasisi Andócides, associats a grans pintors de nom desconegut (pintor d'Amasis, pintor d'Andócides). Al segle v aC, Eutímides i Eufroni, grans rivals, amb Lluita d'Hèrcules i Anteu. - La pintura al fresc, que no s'ha conservat més que per còpies i testimonis, comença a Sició i Corint al segle vii aC, però va assolir el cim a mitjan segle v aC, amb les obres de Polignot La presa de Troia i el Descens a l'hades, i Micó d'Atenes amb Retorn dels argonautes. Al segle iv aC l'artista Zeuxis amb Demos d'Atenes i Libidines de tema eròtic, Pàmfil d'Amfípolis, gran teòric de l'aplicació de la matemàtica a la pintura, entesa com a proporció, i els seus dos deixebles: Pàusies i la cimera de la pintura antiga: Apel·les de Colofó amb les obres: Afrodita Anadiómena i La calúmnia. - Escultura en relleus aplicats als frontons, frisos i mètopes dels temples, i en volum rodó, en estàtues de déus i herois en marbre i bronze; també com a element constructiu en cariàtides i acroteris. - Resultat de la confrontació dintre del pensament hel·lènic entre mite i logos, l'apol·lini i el dionisíac, l'intel·lectualisme i el sentiment; és un art que identifica bellesa amb virtut, cerca la perfecció en l'harmonia, l'equilibri i la proporció, valorant l'ésser humà «mida de totes les coses» (antropocentrisme). Inspirat en la natura, tendeix a imitar-la amb realisme. - L'expressió era estereotipada en l'època arcaica, tant en les estàtues masculines de Koúros, Cleobis i Bitó, del segle vi aC, com les femenines de Kore, Dama d'Auxerre, del segle vii aC, i Hera de Samos del segle vi aC, que presenten somriure arcaic, frontalitat, hieratisme; més tard, en el classicisme ja era serena, i no es representa la lletgesa ni els extrems d'edat, cosa que es farà en l'hel·lenisme. - El cànon es basa en la repetició modular, mòdul de la columna en l'arquitectura, en l'escultura un múltiple del cap humà, amb diferents valors: set per a Policlet amb les obres Dorífor, Diadumenos, Discòfor, a mitjan segle v aC; i vuit, més esvelt, per a Lisip i Apoksiomen, al segle iv aC. - El concepte de perfil grec, nas grec, corba praxitèlica, han passat a ser un model de bellesa clàssica. La idealització d'aquesta bellesa s'aconseguia, segons testimonis escrits, per selecció de diferents membres, les parts més belles de diferents persones del món real considerades exemple de bellesa i preses com a models. - Temàtica mitològica, i de la vida quotidiana, representant els déus com a humans i els humans com a herois. - Escultura del període arcaic final o clàssic primerenc a començaments del segle v aC, també denominat estil sever: Auriga de Delfos, frontó del temple d'Afaia a Egina, Tron Ludovisi, bronzes de Riace, mètopes del temple de Zeus Olímpic a Olímpia. - Període clàssic mitjà, a la segona meitat del segle v aC: Miró amb Discòbol; Fídies al Partenó el fris de les Panatenees, Lapitas i centaures, estàtua colossal criselefantina d'Atena Pàrtenos i estàtua de Zeus a Olímpia; i Policlet. -Període clàssic final del segle iv aC: Praxíteles amb Afrodita Cnidos, Apol·lo Sauròcton, Hermes amb Dionís infant; Escopes de Paros amb Mènade furiosa; i Lisip i Leòcares el Vell amb Apol·lo del Belvedere. | - Després de l'edat fosca, la civilització grega es conforma al segle viii aC (poemes d'Homer). En les arts visuals, es passa per un període orientalitzant a finals del segle viii aC i segle vii aC, que desemboca a l'època arcaica del segle vi aC i començaments del segle v aC, a la qual, després de les guerres mèdiques, segueix l'època clàssica que ocupa la segona meitat del segle v aC i segle iv aC, on s'inclou el denominat segle de Pèricles, durant l'hegemonia d'Atenes i la Guerra del Peloponès. - Grècia actual, costa egea de l'Àsia Menor (actual Turquia) i Magna Grècia (Sicília i sud d'Itàlia). - Arquitectura religiosa: temple grec en pedra, evolució de la cabana amb teulada de dos aiguavessos i columnes que determinen els ordres arquitectònics anomenats pels llinatges antics: dòric, jònic i corinti, atribuït a l'enigmàtic escultor Cal·límac, que en forma circular dona el tolos. - Fídies va dirigir el projecte de Pèricles per a l'Acròpoli d'Atenes. El Partenó amb les arquitectes Ictinos i Cal·lícrates, l'Erectèon i el Propileus, l'arquitecte Mnesicles i els temples de Paestum, a la Magna Grècia. - Arquitectura civil: pública, amb teatres, i privada amb la casa grega oikos, costums de l'antiga Grècia. - Ceràmica amb pintura decorativa: ceràmica de figures negres, ceràmica de figures vermelles, amb artistes consagrats per la fama i que signen les seves obres des del segle vi aC (Klitias, Exequias; Ayax i Aquil·les jugant als daus, Nearcos), encara que no tant com els terrissaires Ergótimos, Amasisi Andócides, associats a grans pintors de nom desconegut (pintor d'Amasis, pintor d'Andócides). Al segle v aC, Eutímides i Eufroni, grans rivals, amb Lluita d'Hèrcules i Anteu. - La pintura al fresc, que no s'ha conservat més que per còpies i testimonis, comença a Sició i Corint al segle vii aC, però va assolir el cim a mitjan segle v aC, amb les obres de Polignot La presa de Troia i el Descens a l'hades, i Micó d'Atenes amb Retorn dels argonautes. Al segle iv aC l'artista Zeuxis amb Demos d'Atenes i Libidines de tema eròtic, Pàmfil d'Amfípolis, gran teòric de l'aplicació de la matemàtica a la pintura, entesa com a proporció, i els seus dos deixebles: Pàusies i la cimera de la pintura antiga: Apel·les de Colofó amb les obres: Afrodita Anadiómena i La calúmnia. - Escultura en relleus aplicats als frontons, frisos i mètopes dels temples, i en volum rodó, en estàtues de déus i herois en marbre i bronze; també com a element constructiu en cariàtides i acroteris. - Resultat de la confrontació dintre del pensament hel·lènic entre mite i logos, l'apol·lini i el dionisíac, l'intel·lectualisme i el sentiment; és un art que identifica bellesa amb virtut, cerca la perfecció en l'harmonia, l'equilibri i la proporció, valorant l'ésser humà «mida de totes les coses» (antropocentrisme). Inspirat en la natura, tendeix a imitar-la amb realisme. - L'expressió era estereotipada en l'època arcaica, tant en les estàtues masculines de Koúros, Cleobis i Bitó, del segle vi aC, com les femenines de Kore, Dama d'Auxerre, del segle vii aC, i Hera de Samos del segle vi aC, que presenten somriure arcaic, frontalitat, hieratisme; més tard, en el classicisme ja era serena, i no es representa la lletgesa ni els extrems d'edat, cosa que es farà en l'hel·lenisme. - El cànon es basa en la repetició modular, mòdul de la columna en l'arquitectura, en l'escultura un múltiple del cap humà, amb diferents valors: set per a Policlet amb les obres Dorífor, Diadumenos, Discòfor, a mitjan segle v aC; i vuit, més esvelt, per a Lisip i Apoksiomen, al segle iv aC. - El concepte de perfil grec, nas grec, corba praxitèlica, han passat a ser un model de bellesa clàssica. La idealització d'aquesta bellesa s'aconseguia, segons testimonis escrits, per selecció de diferents membres, les parts més belles de diferents persones del món real considerades exemple de bellesa i preses com a models. - Temàtica mitològica, i de la vida quotidiana, representant els déus com a humans i els humans com a herois. - Escultura del període arcaic final o clàssic primerenc a començaments del segle v aC, també denominat estil sever: Auriga de Delfos, frontó del temple d'Afaia a Egina, Tron Ludovisi, bronzes de Riace, mètopes del temple de Zeus Olímpic a Olímpia. - Període clàssic mitjà, a la segona meitat del segle v aC: Miró amb Discòbol; Fídies al Partenó el fris de les Panatenees, Lapitas i centaures, estàtua colossal criselefantina d'Atena Pàrtenos i estàtua de Zeus a Olímpia; i Policlet. -Període clàssic final del segle iv aC: Praxíteles amb Afrodita Cnidos, Apol·lo Sauròcton, Hermes amb Dionís infant; Escopes de Paros amb Mènade furiosa; i Lisip i Leòcares el Vell amb Apol·lo del Belvedere. | - Després de l'edat fosca, la civilització grega es conforma al segle viii aC (poemes d'Homer). En les arts visuals, es passa per un període orientalitzant a finals del segle viii aC i segle vii aC, que desemboca a l'època arcaica del segle vi aC i començaments del segle v aC, a la qual, després de les guerres mèdiques, segueix l'època clàssica que ocupa la segona meitat del segle v aC i segle iv aC, on s'inclou el denominat segle de Pèricles, durant l'hegemonia d'Atenes i la Guerra del Peloponès. - Grècia actual, costa egea de l'Àsia Menor (actual Turquia) i Magna Grècia (Sicília i sud d'Itàlia). - Arquitectura religiosa: temple grec en pedra, evolució de la cabana amb teulada de dos aiguavessos i columnes que determinen els ordres arquitectònics anomenats pels llinatges antics: dòric, jònic i corinti, atribuït a l'enigmàtic escultor Cal·límac, que en forma circular dona el tolos. - Fídies va dirigir el projecte de Pèricles per a l'Acròpoli d'Atenes. El Partenó amb les arquitectes Ictinos i Cal·lícrates, l'Erectèon i el Propileus, l'arquitecte Mnesicles i els temples de Paestum, a la Magna Grècia. - Arquitectura civil: pública, amb teatres, i privada amb la casa grega oikos, costums de l'antiga Grècia. - Ceràmica amb pintura decorativa: ceràmica de figures negres, ceràmica de figures vermelles, amb artistes consagrats per la fama i que signen les seves obres des del segle vi aC (Klitias, Exequias; Ayax i Aquil·les jugant als daus, Nearcos), encara que no tant com els terrissaires Ergótimos, Amasisi Andócides, associats a grans pintors de nom desconegut (pintor d'Amasis, pintor d'Andócides). Al segle v aC, Eutímides i Eufroni, grans rivals, amb Lluita d'Hèrcules i Anteu. - La pintura al fresc, que no s'ha conservat més que per còpies i testimonis, comença a Sició i Corint al segle vii aC, però va assolir el cim a mitjan segle v aC, amb les obres de Polignot La presa de Troia i el Descens a l'hades, i Micó d'Atenes amb Retorn dels argonautes. Al segle iv aC l'artista Zeuxis amb Demos d'Atenes i Libidines de tema eròtic, Pàmfil d'Amfípolis, gran teòric de l'aplicació de la matemàtica a la pintura, entesa com a proporció, i els seus dos deixebles: Pàusies i la cimera de la pintura antiga: Apel·les de Colofó amb les obres: Afrodita Anadiómena i La calúmnia. - Escultura en relleus aplicats als frontons, frisos i mètopes dels temples, i en volum rodó, en estàtues de déus i herois en marbre i bronze; també com a element constructiu en cariàtides i acroteris. - Resultat de la confrontació dintre del pensament hel·lènic entre mite i logos, l'apol·lini i el dionisíac, l'intel·lectualisme i el sentiment; és un art que identifica bellesa amb virtut, cerca la perfecció en l'harmonia, l'equilibri i la proporció, valorant l'ésser humà «mida de totes les coses» (antropocentrisme). Inspirat en la natura, tendeix a imitar-la amb realisme. - L'expressió era estereotipada en l'època arcaica, tant en les estàtues masculines de Koúros, Cleobis i Bitó, del segle vi aC, com les femenines de Kore, Dama d'Auxerre, del segle vii aC, i Hera de Samos del segle vi aC, que presenten somriure arcaic, frontalitat, hieratisme; més tard, en el classicisme ja era serena, i no es representa la lletgesa ni els extrems d'edat, cosa que es farà en l'hel·lenisme. - El cànon es basa en la repetició modular, mòdul de la columna en l'arquitectura, en l'escultura un múltiple del cap humà, amb diferents valors: set per a Policlet amb les obres Dorífor, Diadumenos, Discòfor, a mitjan segle v aC; i vuit, més esvelt, per a Lisip i Apoksiomen, al segle iv aC. - El concepte de perfil grec, nas grec, corba praxitèlica, han passat a ser un model de bellesa clàssica. La idealització d'aquesta bellesa s'aconseguia, segons testimonis escrits, per selecció de diferents membres, les parts més belles de diferents persones del món real considerades exemple de bellesa i preses com a models. - Temàtica mitològica, i de la vida quotidiana, representant els déus com a humans i els humans com a herois. - Escultura del període arcaic final o clàssic primerenc a començaments del segle v aC, també denominat estil sever: Auriga de Delfos, frontó del temple d'Afaia a Egina, Tron Ludovisi, bronzes de Riace, mètopes del temple de Zeus Olímpic a Olímpia. - Període clàssic mitjà, a la segona meitat del segle v aC: Miró amb Discòbol; Fídies al Partenó el fris de les Panatenees, Lapitas i centaures, estàtua colossal criselefantina d'Atena Pàrtenos i estàtua de Zeus a Olímpia; i Policlet. -Període clàssic final del segle iv aC: Praxíteles amb Afrodita Cnidos, Apol·lo Sauròcton, Hermes amb Dionís infant; Escopes de Paros amb Mènade furiosa; i Lisip i Leòcares el Vell amb Apol·lo del Belvedere. |
| Laocont i els seus fills                             | Art hel·lenístic       | Art hel·lenístic       | Art hel·lenístic       | - L'hel·lenisme és el període que va des del final del segle iv aC, des de la mort d'Alexandre el Gran i divisió del seu imperi, fins al final del segle i aC, amb la conquesta romana d'Egipte. No sols va afectar la civilització i l'art grec, sinó que la influència grega es va estendre per tota la conca de la Mediterrània i l'Àsia occidental fins a l'Índia: a la Mediterrània occidental per la continuïtat i expansió de les colònies gregues establertes en el període anterior, i a la Mediterrània oriental i el Pròxim Orient per l'establiment dels regnes hel·lenístics. Va influir de mode decisiu en l'art romà. - Escultura amb un ple sentiment d'emoció i moviment, cercant el desequilibri enfront de l'equilibri de l'època clàssica. Divisió en escoles locals: escola de Pèrgam amb el rei Àtal I: l'escultor Epígones amb l'obra Gàlata moribund, l'escola de Rodes amb Agesandre, Polidor de Rodes i Atenodor de Rodes, autors de Laocoont i els seus fills, l'escola d'Atenes i l'escola d'Alexandria. | - L'hel·lenisme és el període que va des del final del segle iv aC, des de la mort d'Alexandre el Gran i divisió del seu imperi, fins al final del segle i aC, amb la conquesta romana d'Egipte. No sols va afectar la civilització i l'art grec, sinó que la influència grega es va estendre per tota la conca de la Mediterrània i l'Àsia occidental fins a l'Índia: a la Mediterrània occidental per la continuïtat i expansió de les colònies gregues establertes en el període anterior, i a la Mediterrània oriental i el Pròxim Orient per l'establiment dels regnes hel·lenístics. Va influir de mode decisiu en l'art romà. - Escultura amb un ple sentiment d'emoció i moviment, cercant el desequilibri enfront de l'equilibri de l'època clàssica. Divisió en escoles locals: escola de Pèrgam amb el rei Àtal I: l'escultor Epígones amb l'obra Gàlata moribund, l'escola de Rodes amb Agesandre, Polidor de Rodes i Atenodor de Rodes, autors de Laocoont i els seus fills, l'escola d'Atenes i l'escola d'Alexandria. | - L'hel·lenisme és el període que va des del final del segle iv aC, des de la mort d'Alexandre el Gran i divisió del seu imperi, fins al final del segle i aC, amb la conquesta romana d'Egipte. No sols va afectar la civilització i l'art grec, sinó que la influència grega es va estendre per tota la conca de la Mediterrània i l'Àsia occidental fins a l'Índia: a la Mediterrània occidental per la continuïtat i expansió de les colònies gregues establertes en el període anterior, i a la Mediterrània oriental i el Pròxim Orient per l'establiment dels regnes hel·lenístics. Va influir de mode decisiu en l'art romà. - Escultura amb un ple sentiment d'emoció i moviment, cercant el desequilibri enfront de l'equilibri de l'època clàssica. Divisió en escoles locals: escola de Pèrgam amb el rei Àtal I: l'escultor Epígones amb l'obra Gàlata moribund, l'escola de Rodes amb Agesandre, Polidor de Rodes i Atenodor de Rodes, autors de Laocoont i els seus fills, l'escola d'Atenes i l'escola d'Alexandria. | - L'hel·lenisme és el període que va des del final del segle iv aC, des de la mort d'Alexandre el Gran i divisió del seu imperi, fins al final del segle i aC, amb la conquesta romana d'Egipte. No sols va afectar la civilització i l'art grec, sinó que la influència grega es va estendre per tota la conca de la Mediterrània i l'Àsia occidental fins a l'Índia: a la Mediterrània occidental per la continuïtat i expansió de les colònies gregues establertes en el període anterior, i a la Mediterrània oriental i el Pròxim Orient per l'establiment dels regnes hel·lenístics. Va influir de mode decisiu en l'art romà. - Escultura amb un ple sentiment d'emoció i moviment, cercant el desequilibri enfront de l'equilibri de l'època clàssica. Divisió en escoles locals: escola de Pèrgam amb el rei Àtal I: l'escultor Epígones amb l'obra Gàlata moribund, l'escola de Rodes amb Agesandre, Polidor de Rodes i Atenodor de Rodes, autors de Laocoont i els seus fills, l'escola d'Atenes i l'escola d'Alexandria. | - L'hel·lenisme és el període que va des del final del segle iv aC, des de la mort d'Alexandre el Gran i divisió del seu imperi, fins al final del segle i aC, amb la conquesta romana d'Egipte. No sols va afectar la civilització i l'art grec, sinó que la influència grega es va estendre per tota la conca de la Mediterrània i l'Àsia occidental fins a l'Índia: a la Mediterrània occidental per la continuïtat i expansió de les colònies gregues establertes en el període anterior, i a la Mediterrània oriental i el Pròxim Orient per l'establiment dels regnes hel·lenístics. Va influir de mode decisiu en l'art romà. - Escultura amb un ple sentiment d'emoció i moviment, cercant el desequilibri enfront de l'equilibri de l'època clàssica. Divisió en escoles locals: escola de Pèrgam amb el rei Àtal I: l'escultor Epígones amb l'obra Gàlata moribund, l'escola de Rodes amb Agesandre, Polidor de Rodes i Atenodor de Rodes, autors de Laocoont i els seus fills, l'escola d'Atenes i l'escola d'Alexandria. | - L'hel·lenisme és el període que va des del final del segle iv aC, des de la mort d'Alexandre el Gran i divisió del seu imperi, fins al final del segle i aC, amb la conquesta romana d'Egipte. No sols va afectar la civilització i l'art grec, sinó que la influència grega es va estendre per tota la conca de la Mediterrània i l'Àsia occidental fins a l'Índia: a la Mediterrània occidental per la continuïtat i expansió de les colònies gregues establertes en el període anterior, i a la Mediterrània oriental i el Pròxim Orient per l'establiment dels regnes hel·lenístics. Va influir de mode decisiu en l'art romà. - Escultura amb un ple sentiment d'emoció i moviment, cercant el desequilibri enfront de l'equilibri de l'època clàssica. Divisió en escoles locals: escola de Pèrgam amb el rei Àtal I: l'escultor Epígones amb l'obra Gàlata moribund, l'escola de Rodes amb Agesandre, Polidor de Rodes i Atenodor de Rodes, autors de Laocoont i els seus fills, l'escola d'Atenes i l'escola d'Alexandria. |
| Arc de Titus                                         | Art romà               | Art romà               | Art romà               | - Regne Romà, República Romana i Imperi Romà cobreixen el període des del segle viii aC al segle v. Es localitza primer al Latium (Itàlia central), i s'estén per tota la conca de la Mediterrània (Mare Nostrum). - Al segle iii aC, període anterior a la recepció de la cultura hel·lenística, desenvolupa un art llatí emparentat amb altres pobles itàlics: els sabins i sobretot els etruscs. Lloba del Capitoli. - El període clàssic de l'art romà dura fins al triomf del cristianisme, al segle iv. Assimila i desenvolupa la cultura grega amb els ordres arquitectònics, el disseny dels temples i concepció escultòrica, incorporant-hi característiques pròpies, tant en materials de construcció com el morter, el ciment i formigó romans, com en elements arquitectònics l'arc de triomf i la volta, ordre toscà i ordre compost, i el començament de superposició d'ordres i formes escultòriques, el retrat romà, exigit pel culte als avantpassats i la propaganda política, i que permet de datar l'evolució estilística i de la moda, sobretot en l'expressió i el pentinat; el relleu romà, caracteritzat per la recerca de la profunditat i la perspectiva, i tècniques pictòriques en els estils pompeians, decoratius, narratius o procurant el trompe-l'oeil. - Desenvolupament arquitectònic amb gust pel colossal, a la vegada que amb un acusat sentit pragmàtic i utilitari. Ponts i aqüeductes: pont del Gard, aqüeducte de Segòvia, aqüeducte de les Ferreres. vies romanes: via Augusta. Edificis públics: termes com les termes de Caracal·la, teatre romà com el teatre Marcelo, circ romà com el circ Màxim, amfiteatres com l'amfiteatre de Tarragona, Colosseu, religiosos com el temple romà, temple de Vesta, Maison Carrée, panteó d'Agripa, i civils com el fòrum romà, basíliques, palau romà, Domus Aurea de Neró, construcció original del palau del Laterà, després convertit en residència papal, vil·la romana, vil·la romana del Casale, Empúries, vil·la Adriana, casa romana, domus, habitatge (Roma antiga). - Escultura històrica narrativa amb frisos correguts en relleu: columna de Trajà, busts, estàtues dempeus com August de Prima Porta. | - Regne Romà, República Romana i Imperi Romà cobreixen el període des del segle viii aC al segle v. Es localitza primer al Latium (Itàlia central), i s'estén per tota la conca de la Mediterrània (Mare Nostrum). - Al segle iii aC, període anterior a la recepció de la cultura hel·lenística, desenvolupa un art llatí emparentat amb altres pobles itàlics: els sabins i sobretot els etruscs. Lloba del Capitoli. - El període clàssic de l'art romà dura fins al triomf del cristianisme, al segle iv. Assimila i desenvolupa la cultura grega amb els ordres arquitectònics, el disseny dels temples i concepció escultòrica, incorporant-hi característiques pròpies, tant en materials de construcció com el morter, el ciment i formigó romans, com en elements arquitectònics l'arc de triomf i la volta, ordre toscà i ordre compost, i el començament de superposició d'ordres i formes escultòriques, el retrat romà, exigit pel culte als avantpassats i la propaganda política, i que permet de datar l'evolució estilística i de la moda, sobretot en l'expressió i el pentinat; el relleu romà, caracteritzat per la recerca de la profunditat i la perspectiva, i tècniques pictòriques en els estils pompeians, decoratius, narratius o procurant el trompe-l'oeil. - Desenvolupament arquitectònic amb gust pel colossal, a la vegada que amb un acusat sentit pragmàtic i utilitari. Ponts i aqüeductes: pont del Gard, aqüeducte de Segòvia, aqüeducte de les Ferreres. vies romanes: via Augusta. Edificis públics: termes com les termes de Caracal·la, teatre romà com el teatre Marcelo, circ romà com el circ Màxim, amfiteatres com l'amfiteatre de Tarragona, Colosseu, religiosos com el temple romà, temple de Vesta, Maison Carrée, panteó d'Agripa, i civils com el fòrum romà, basíliques, palau romà, Domus Aurea de Neró, construcció original del palau del Laterà, després convertit en residència papal, vil·la romana, vil·la romana del Casale, Empúries, vil·la Adriana, casa romana, domus, habitatge (Roma antiga). - Escultura històrica narrativa amb frisos correguts en relleu: columna de Trajà, busts, estàtues dempeus com August de Prima Porta. | - Regne Romà, República Romana i Imperi Romà cobreixen el període des del segle viii aC al segle v. Es localitza primer al Latium (Itàlia central), i s'estén per tota la conca de la Mediterrània (Mare Nostrum). - Al segle iii aC, període anterior a la recepció de la cultura hel·lenística, desenvolupa un art llatí emparentat amb altres pobles itàlics: els sabins i sobretot els etruscs. Lloba del Capitoli. - El període clàssic de l'art romà dura fins al triomf del cristianisme, al segle iv. Assimila i desenvolupa la cultura grega amb els ordres arquitectònics, el disseny dels temples i concepció escultòrica, incorporant-hi característiques pròpies, tant en materials de construcció com el morter, el ciment i formigó romans, com en elements arquitectònics l'arc de triomf i la volta, ordre toscà i ordre compost, i el començament de superposició d'ordres i formes escultòriques, el retrat romà, exigit pel culte als avantpassats i la propaganda política, i que permet de datar l'evolució estilística i de la moda, sobretot en l'expressió i el pentinat; el relleu romà, caracteritzat per la recerca de la profunditat i la perspectiva, i tècniques pictòriques en els estils pompeians, decoratius, narratius o procurant el trompe-l'oeil. - Desenvolupament arquitectònic amb gust pel colossal, a la vegada que amb un acusat sentit pragmàtic i utilitari. Ponts i aqüeductes: pont del Gard, aqüeducte de Segòvia, aqüeducte de les Ferreres. vies romanes: via Augusta. Edificis públics: termes com les termes de Caracal·la, teatre romà com el teatre Marcelo, circ romà com el circ Màxim, amfiteatres com l'amfiteatre de Tarragona, Colosseu, religiosos com el temple romà, temple de Vesta, Maison Carrée, panteó d'Agripa, i civils com el fòrum romà, basíliques, palau romà, Domus Aurea de Neró, construcció original del palau del Laterà, després convertit en residència papal, vil·la romana, vil·la romana del Casale, Empúries, vil·la Adriana, casa romana, domus, habitatge (Roma antiga). - Escultura històrica narrativa amb frisos correguts en relleu: columna de Trajà, busts, estàtues dempeus com August de Prima Porta. | - Regne Romà, República Romana i Imperi Romà cobreixen el període des del segle viii aC al segle v. Es localitza primer al Latium (Itàlia central), i s'estén per tota la conca de la Mediterrània (Mare Nostrum). - Al segle iii aC, període anterior a la recepció de la cultura hel·lenística, desenvolupa un art llatí emparentat amb altres pobles itàlics: els sabins i sobretot els etruscs. Lloba del Capitoli. - El període clàssic de l'art romà dura fins al triomf del cristianisme, al segle iv. Assimila i desenvolupa la cultura grega amb els ordres arquitectònics, el disseny dels temples i concepció escultòrica, incorporant-hi característiques pròpies, tant en materials de construcció com el morter, el ciment i formigó romans, com en elements arquitectònics l'arc de triomf i la volta, ordre toscà i ordre compost, i el començament de superposició d'ordres i formes escultòriques, el retrat romà, exigit pel culte als avantpassats i la propaganda política, i que permet de datar l'evolució estilística i de la moda, sobretot en l'expressió i el pentinat; el relleu romà, caracteritzat per la recerca de la profunditat i la perspectiva, i tècniques pictòriques en els estils pompeians, decoratius, narratius o procurant el trompe-l'oeil. - Desenvolupament arquitectònic amb gust pel colossal, a la vegada que amb un acusat sentit pragmàtic i utilitari. Ponts i aqüeductes: pont del Gard, aqüeducte de Segòvia, aqüeducte de les Ferreres. vies romanes: via Augusta. Edificis públics: termes com les termes de Caracal·la, teatre romà com el teatre Marcelo, circ romà com el circ Màxim, amfiteatres com l'amfiteatre de Tarragona, Colosseu, religiosos com el temple romà, temple de Vesta, Maison Carrée, panteó d'Agripa, i civils com el fòrum romà, basíliques, palau romà, Domus Aurea de Neró, construcció original del palau del Laterà, després convertit en residència papal, vil·la romana, vil·la romana del Casale, Empúries, vil·la Adriana, casa romana, domus, habitatge (Roma antiga). - Escultura històrica narrativa amb frisos correguts en relleu: columna de Trajà, busts, estàtues dempeus com August de Prima Porta. | - Regne Romà, República Romana i Imperi Romà cobreixen el període des del segle viii aC al segle v. Es localitza primer al Latium (Itàlia central), i s'estén per tota la conca de la Mediterrània (Mare Nostrum). - Al segle iii aC, període anterior a la recepció de la cultura hel·lenística, desenvolupa un art llatí emparentat amb altres pobles itàlics: els sabins i sobretot els etruscs. Lloba del Capitoli. - El període clàssic de l'art romà dura fins al triomf del cristianisme, al segle iv. Assimila i desenvolupa la cultura grega amb els ordres arquitectònics, el disseny dels temples i concepció escultòrica, incorporant-hi característiques pròpies, tant en materials de construcció com el morter, el ciment i formigó romans, com en elements arquitectònics l'arc de triomf i la volta, ordre toscà i ordre compost, i el començament de superposició d'ordres i formes escultòriques, el retrat romà, exigit pel culte als avantpassats i la propaganda política, i que permet de datar l'evolució estilística i de la moda, sobretot en l'expressió i el pentinat; el relleu romà, caracteritzat per la recerca de la profunditat i la perspectiva, i tècniques pictòriques en els estils pompeians, decoratius, narratius o procurant el trompe-l'oeil. - Desenvolupament arquitectònic amb gust pel colossal, a la vegada que amb un acusat sentit pragmàtic i utilitari. Ponts i aqüeductes: pont del Gard, aqüeducte de Segòvia, aqüeducte de les Ferreres. vies romanes: via Augusta. Edificis públics: termes com les termes de Caracal·la, teatre romà com el teatre Marcelo, circ romà com el circ Màxim, amfiteatres com l'amfiteatre de Tarragona, Colosseu, religiosos com el temple romà, temple de Vesta, Maison Carrée, panteó d'Agripa, i civils com el fòrum romà, basíliques, palau romà, Domus Aurea de Neró, construcció original del palau del Laterà, després convertit en residència papal, vil·la romana, vil·la romana del Casale, Empúries, vil·la Adriana, casa romana, domus, habitatge (Roma antiga). - Escultura històrica narrativa amb frisos correguts en relleu: columna de Trajà, busts, estàtues dempeus com August de Prima Porta. | - Regne Romà, República Romana i Imperi Romà cobreixen el període des del segle viii aC al segle v. Es localitza primer al Latium (Itàlia central), i s'estén per tota la conca de la Mediterrània (Mare Nostrum). - Al segle iii aC, període anterior a la recepció de la cultura hel·lenística, desenvolupa un art llatí emparentat amb altres pobles itàlics: els sabins i sobretot els etruscs. Lloba del Capitoli. - El període clàssic de l'art romà dura fins al triomf del cristianisme, al segle iv. Assimila i desenvolupa la cultura grega amb els ordres arquitectònics, el disseny dels temples i concepció escultòrica, incorporant-hi característiques pròpies, tant en materials de construcció com el morter, el ciment i formigó romans, com en elements arquitectònics l'arc de triomf i la volta, ordre toscà i ordre compost, i el començament de superposició d'ordres i formes escultòriques, el retrat romà, exigit pel culte als avantpassats i la propaganda política, i que permet de datar l'evolució estilística i de la moda, sobretot en l'expressió i el pentinat; el relleu romà, caracteritzat per la recerca de la profunditat i la perspectiva, i tècniques pictòriques en els estils pompeians, decoratius, narratius o procurant el trompe-l'oeil. - Desenvolupament arquitectònic amb gust pel colossal, a la vegada que amb un acusat sentit pragmàtic i utilitari. Ponts i aqüeductes: pont del Gard, aqüeducte de Segòvia, aqüeducte de les Ferreres. vies romanes: via Augusta. Edificis públics: termes com les termes de Caracal·la, teatre romà com el teatre Marcelo, circ romà com el circ Màxim, amfiteatres com l'amfiteatre de Tarragona, Colosseu, religiosos com el temple romà, temple de Vesta, Maison Carrée, panteó d'Agripa, i civils com el fòrum romà, basíliques, palau romà, Domus Aurea de Neró, construcció original del palau del Laterà, després convertit en residència papal, vil·la romana, vil·la romana del Casale, Empúries, vil·la Adriana, casa romana, domus, habitatge (Roma antiga). - Escultura històrica narrativa amb frisos correguts en relleu: columna de Trajà, busts, estàtues dempeus com August de Prima Porta. |
| Art del cristianisme antic o de l'antiguitat tardana |                        |                        |                        | | | | | | |
| Adam i Eva, a les catacumbes romanes                 | Art paleocristià       | Art paleocristià       | Art paleocristià       | - Primera expressió artística del cristianisme, en l'àrea de l'Imperi Romà d'Occident, entre el segle iv i el segle v. Les expressions anteriors com de catacumbes són molt escasses, i ocultes a causa de les persecucions. La part oriental de l'imperi va desenvolupar l'art romà d'Orient, indistingible de l'occidental en aquesta època. Des de les invasions bàrbares i l'establiment dels regnes germànics comença l'art medieval. - Pintura mural de frescos a les catacumbes, relleus als sarcòfags. Utilització d'iconografia i simbolismes cristians: raïms = eucaristia, peix = ICTUS, apòcope d'Iesus Christus, paó, pelicà, fènix, anyell = Bon Pastor, crismó = XPO, alfa i omega = principi i fi, etc. - Primeres basíliques cristianes, utilitzant el model de l'edifici civil romà. | - Primera expressió artística del cristianisme, en l'àrea de l'Imperi Romà d'Occident, entre el segle iv i el segle v. Les expressions anteriors com de catacumbes són molt escasses, i ocultes a causa de les persecucions. La part oriental de l'imperi va desenvolupar l'art romà d'Orient, indistingible de l'occidental en aquesta època. Des de les invasions bàrbares i l'establiment dels regnes germànics comença l'art medieval. - Pintura mural de frescos a les catacumbes, relleus als sarcòfags. Utilització d'iconografia i simbolismes cristians: raïms = eucaristia, peix = ICTUS, apòcope d'Iesus Christus, paó, pelicà, fènix, anyell = Bon Pastor, crismó = XPO, alfa i omega = principi i fi, etc. - Primeres basíliques cristianes, utilitzant el model de l'edifici civil romà. | - Primera expressió artística del cristianisme, en l'àrea de l'Imperi Romà d'Occident, entre el segle iv i el segle v. Les expressions anteriors com de catacumbes són molt escasses, i ocultes a causa de les persecucions. La part oriental de l'imperi va desenvolupar l'art romà d'Orient, indistingible de l'occidental en aquesta època. Des de les invasions bàrbares i l'establiment dels regnes germànics comença l'art medieval. - Pintura mural de frescos a les catacumbes, relleus als sarcòfags. Utilització d'iconografia i simbolismes cristians: raïms = eucaristia, peix = ICTUS, apòcope d'Iesus Christus, paó, pelicà, fènix, anyell = Bon Pastor, crismó = XPO, alfa i omega = principi i fi, etc. - Primeres basíliques cristianes, utilitzant el model de l'edifici civil romà. | - Primera expressió artística del cristianisme, en l'àrea de l'Imperi Romà d'Occident, entre el segle iv i el segle v. Les expressions anteriors com de catacumbes són molt escasses, i ocultes a causa de les persecucions. La part oriental de l'imperi va desenvolupar l'art romà d'Orient, indistingible de l'occidental en aquesta època. Des de les invasions bàrbares i l'establiment dels regnes germànics comença l'art medieval. - Pintura mural de frescos a les catacumbes, relleus als sarcòfags. Utilització d'iconografia i simbolismes cristians: raïms = eucaristia, peix = ICTUS, apòcope d'Iesus Christus, paó, pelicà, fènix, anyell = Bon Pastor, crismó = XPO, alfa i omega = principi i fi, etc. - Primeres basíliques cristianes, utilitzant el model de l'edifici civil romà. | - Primera expressió artística del cristianisme, en l'àrea de l'Imperi Romà d'Occident, entre el segle iv i el segle v. Les expressions anteriors com de catacumbes són molt escasses, i ocultes a causa de les persecucions. La part oriental de l'imperi va desenvolupar l'art romà d'Orient, indistingible de l'occidental en aquesta època. Des de les invasions bàrbares i l'establiment dels regnes germànics comença l'art medieval. - Pintura mural de frescos a les catacumbes, relleus als sarcòfags. Utilització d'iconografia i simbolismes cristians: raïms = eucaristia, peix = ICTUS, apòcope d'Iesus Christus, paó, pelicà, fènix, anyell = Bon Pastor, crismó = XPO, alfa i omega = principi i fi, etc. - Primeres basíliques cristianes, utilitzant el model de l'edifici civil romà. | - Primera expressió artística del cristianisme, en l'àrea de l'Imperi Romà d'Occident, entre el segle iv i el segle v. Les expressions anteriors com de catacumbes són molt escasses, i ocultes a causa de les persecucions. La part oriental de l'imperi va desenvolupar l'art romà d'Orient, indistingible de l'occidental en aquesta època. Des de les invasions bàrbares i l'establiment dels regnes germànics comença l'art medieval. - Pintura mural de frescos a les catacumbes, relleus als sarcòfags. Utilització d'iconografia i simbolismes cristians: raïms = eucaristia, peix = ICTUS, apòcope d'Iesus Christus, paó, pelicà, fènix, anyell = Bon Pastor, crismó = XPO, alfa i omega = principi i fi, etc. - Primeres basíliques cristianes, utilitzant el model de l'edifici civil romà. |
| Icona romana d'Orient                                | Art romà d'Orient      | Art romà d'Orient      | Art romà d'Orient      | - Art cristià de l'Imperi Romà d'Orient, des del trasllat de la capital de l'imperi a Constantinoble fins a la seva conquesta el 1453 per l'Imperi Otomà; amb què cobreix tot el període de l'art medieval, on habitualment se l'estudia i inclou. - Influència de l'art grecoromà i molt més petit de l'art oriental, frontera amb l'Imperi Persa i després del segle vii amb l'islam. Influeix immensament l'art italià medieval i l'art dels regnes eslaus. El període de l'iconoclàstia durant el segle viii i el segle ix va destruir la major part de la pintura i escultura anterior. - Arquitectura religiosa amb les cúpules. - Pintura al fresc i fusta, i mosaic de caràcter bidimensional i simbòlic, amb horror vacui. Icones, exposades a l'iconòstasi. | - Art cristià de l'Imperi Romà d'Orient, des del trasllat de la capital de l'imperi a Constantinoble fins a la seva conquesta el 1453 per l'Imperi Otomà; amb què cobreix tot el període de l'art medieval, on habitualment se l'estudia i inclou. - Influència de l'art grecoromà i molt més petit de l'art oriental, frontera amb l'Imperi Persa i després del segle vii amb l'islam. Influeix immensament l'art italià medieval i l'art dels regnes eslaus. El període de l'iconoclàstia durant el segle viii i el segle ix va destruir la major part de la pintura i escultura anterior. - Arquitectura religiosa amb les cúpules. - Pintura al fresc i fusta, i mosaic de caràcter bidimensional i simbòlic, amb horror vacui. Icones, exposades a l'iconòstasi. | - Art cristià de l'Imperi Romà d'Orient, des del trasllat de la capital de l'imperi a Constantinoble fins a la seva conquesta el 1453 per l'Imperi Otomà; amb què cobreix tot el període de l'art medieval, on habitualment se l'estudia i inclou. - Influència de l'art grecoromà i molt més petit de l'art oriental, frontera amb l'Imperi Persa i després del segle vii amb l'islam. Influeix immensament l'art italià medieval i l'art dels regnes eslaus. El període de l'iconoclàstia durant el segle viii i el segle ix va destruir la major part de la pintura i escultura anterior. - Arquitectura religiosa amb les cúpules. - Pintura al fresc i fusta, i mosaic de caràcter bidimensional i simbòlic, amb horror vacui. Icones, exposades a l'iconòstasi. | - Art cristià de l'Imperi Romà d'Orient, des del trasllat de la capital de l'imperi a Constantinoble fins a la seva conquesta el 1453 per l'Imperi Otomà; amb què cobreix tot el període de l'art medieval, on habitualment se l'estudia i inclou. - Influència de l'art grecoromà i molt més petit de l'art oriental, frontera amb l'Imperi Persa i després del segle vii amb l'islam. Influeix immensament l'art italià medieval i l'art dels regnes eslaus. El període de l'iconoclàstia durant el segle viii i el segle ix va destruir la major part de la pintura i escultura anterior. - Arquitectura religiosa amb les cúpules. - Pintura al fresc i fusta, i mosaic de caràcter bidimensional i simbòlic, amb horror vacui. Icones, exposades a l'iconòstasi. | - Art cristià de l'Imperi Romà d'Orient, des del trasllat de la capital de l'imperi a Constantinoble fins a la seva conquesta el 1453 per l'Imperi Otomà; amb què cobreix tot el període de l'art medieval, on habitualment se l'estudia i inclou. - Influència de l'art grecoromà i molt més petit de l'art oriental, frontera amb l'Imperi Persa i després del segle vii amb l'islam. Influeix immensament l'art italià medieval i l'art dels regnes eslaus. El període de l'iconoclàstia durant el segle viii i el segle ix va destruir la major part de la pintura i escultura anterior. - Arquitectura religiosa amb les cúpules. - Pintura al fresc i fusta, i mosaic de caràcter bidimensional i simbòlic, amb horror vacui. Icones, exposades a l'iconòstasi. | - Art cristià de l'Imperi Romà d'Orient, des del trasllat de la capital de l'imperi a Constantinoble fins a la seva conquesta el 1453 per l'Imperi Otomà; amb què cobreix tot el període de l'art medieval, on habitualment se l'estudia i inclou. - Influència de l'art grecoromà i molt més petit de l'art oriental, frontera amb l'Imperi Persa i després del segle vii amb l'islam. Influeix immensament l'art italià medieval i l'art dels regnes eslaus. El període de l'iconoclàstia durant el segle viii i el segle ix va destruir la major part de la pintura i escultura anterior. - Arquitectura religiosa amb les cúpules. - Pintura al fresc i fusta, i mosaic de caràcter bidimensional i simbòlic, amb horror vacui. Icones, exposades a l'iconòstasi. |